# Restauration (histoire de l'Espagne)
Ne doit pas être confondu avec Restauration absolutiste en Espagne.
Pour les articles homonymes, voir Restauration des Bourbons.
1874–1931
(56 ans, 3 mois et 16 jours)
Entités précédentes :
- République espagnole

Entités suivantes :
- Occupation américaine de Cuba (1898)
- Porto Rico (États-Unis) (1898)
- Guam (États-Unis) (1898)
- République des Philippines (1899)
- République de Zamboanga (1899)
- Nouvelle-Guinée allemande (1899)
- République espagnole (1931)

Dans l'historiographie espagnole, la Restauration bourbonienne ou plus simplement la Restauration (en espagnol : Restauración borbónica, Restauración) est la période de l’Histoire de l'Espagne qui suit le pronunciamiento du général Arsenio Martínez Campos le 29 décembre 1874 — qui marque la fin de la Première République espagnole et rétablit la dynastie des Bourbons en la personne d'Alphonse XII, fils d'Isabelle II — et prend fin avec la proclamation de la Seconde République, le 14 avril 1931.
Le système de la Restauration, politiquement fondé sur la Constitution de 1876, se caractérise par une stabilité institutionnelle et la construction d’un modèle d'État libéral alimenté par la révolution industrielle. Il est basé sur quatre piliers mis en place par l’homme politique Antonio Cánovas del Castillo : le Roi, le Parlement, la Constitution et le «turno » (« turno pacífico » ou « turnismo »). Le turno instaure un bipartisme basé sur l’alternance entre deux grands partis, dits « dynastiques » : le Parti libéral-conservateur — ou simplement « Parti conservateur » — de Cánovas lui-même et le Parti libéral fusionniste — « Parti libéral » — de Práxedes Mateo Sagasta. Il s’agit d’un système oligarchique et centraliste, qui se maintient grâce au caciquisme et des élections largement contrôlées par le pouvoir. Lors du règne d’Alphonse XIII (1902-1931), des difficultés apparaissent, liées au développement des mouvements sociaux — syndicalisme ouvrier et crise agraire — qui secouent le pays et des revendications nationalistes en Catalogne, ainsi qu'à la fragmentation des partis dynastiques. Le régime entre dans une phase de décadence progressive marquée par la crise de 1917 et le retour de l’Armée dans la vie politique, et s’effondre après la dictature de Primo de Rivera (1923-1930), qui met fin au régime constitutionnel et débouche sur la courte et instable Seconde République.
La période de la Restauration est également marquée par l’engagement de l'Espagne dans des conflits armés : la guerre hispano-américaine contre les États-Unis d'Amérique, au cours de laquelle elle perd Cuba, Porto Rico et les Philippines en 1898, et, en Afrique du Nord, l’instauration d’un protectorat espagnol au Maroc en 1912, qui débouche sur la Guerre du Rif de 1921 à 1927.

## Historiographie

### Évolutions
Sous l’influence du discours régénérationniste et de la Légende noire, la période de la Restauration a souvent décrite de façon manichéenne comme — elle seule — fondamentalement caractérisée par l’oligarchie et le caciquisme, au cours de laquelle la représentation populaire et les débats parlementaires de fond étaient inexistants. Cette représentation simpliste est largement dominante dans l’historiographie et dans la représentation populaire,.
Néanmoins, depuis le milieu des années 1980, de nouvelles études, influencées notamment par l’approche sociologique, ont apporté un regard neuf et plus nuancé sur cette période, montrant que derrière l’apparence formelle des partis et les résultats électoraux truqués, la vie politique de la période était bien plus riche qu’on l'avait soupçonné jusqu’alors : les débats politiques existaient bel et bien, et les élections ne se déroulaient pas de façon aussi simpliste et sans friction,. On explora le fonctionnement politique de la Restauration en termes de réseau social dynamique et interactif, plutôt que comme la pure expression d’un système de pouvoir envisagé comme une abstraction autonome, indépendante de ses agents,.
Les discours sur la corruption et la dégénéréscence de l’Espagne, basés sur des clichés datant de l'époque romantique et influencés par une perspective téléologique, ont contribué à une distorsion de la représentation de l’histoire espagnole, et notamment de la Restauration, en Espagne comme à l’étranger. Les travaux historiques plus récents tendent à montrer que dans l’époque contemporaine, l'histoire de l'Espagne peut être vue comme un cas particulier de l’histoire européenne, qui n’est pas si éloigné de ses voisins.
En ce qui concerne par exemple la crise de la Restauration et le régime autoritaire qui lui a fait suite, souvent présentée comme la conséquence de la décadence du régime, de nouvelles interprétations tendent plutôt à montrer qu’on a affaire à un mouvement réactionnaire s'opposant à la démocratisation qu’était en train de connaître la société, de même nature que d’autres qu’on observe vers la même période en Europe. Dans les mots de Raymond Carr : « Ce n’était pas la première, ni la dernière fois, qu’un général assurait achever un corps malade, quand, en réalité, il étranglait un nouveau-né » ; ou dans ceux de Shlomo Ben-Ami « ce qui induisit le roi Alphonse XIII à flirter avec une 'solution' extraparlementaire fut la résurrection du parlementarisme plutôt que sa dégénération ».
De même, l'oligarchie et le caciquisme sont loin d’être le lot de la seule Restauration dans l’histoire espagnole contemporaine, et ces qualificatifs sont tout aussi bien applicables à des périodes antérieures comme le règne d’Isabelle II,.

### Périodisation
Plusieurs divisions peuvent être choisies pour découper chronologiquement la période de la Restauration.
Une première division simple consiste à prendre pour points de repères les différents règnes de monarques, étant donné l'approximative coïncidence des grandes étapes du régime avec les successions de ces derniers : la Restauration commence par le règne d'Alphonse XII (1875-1885), suivi de la régence de Marie-Christine d'Autriche (1885-1902) après la mort prématurée de ce dernier en novembre 1885, au cours de laquelle le rôle de chef d’État est assumé par la reine consort Marie-Christine, et s’achève avec le règne personnel d'Alphonse XIII (1902-1931), depuis le jour de sa majorité jusqu’à son départ du pays à la suite d’élections municipales, qui constituent un désaveu pour la monarchie et à l'issue desquelles la Seconde République est immédiatement proclamée.
De nombreux auteurs font coïncider la fin de la Restauration avec celle du régime constitutionnel du règne d’Alphonse XIII, soit septembre 1923, où se produit le coup d’État de Primo de Rivera, et excluent donc la dictature de ce dernier et celle du général Berenguer qui lui succède, à l’issue desquelles la Constitution de 1876 n’est pas pleinement restaurée.
Un autre découpage fréquent consiste à prendre comme point de séparation la Guerre hispano-américaine — le « désastre de 1898 » —, souvent considérée comme un point d’inflexion marquant le début de la décadence du régime, ses premières années se caractérisant par leur stabilité institutionnelle, avec une intervention limitée des monarques et de l’Armée, en comparaison avec les suivantes.
Cet épisode à la forte portée symbolique est assez rapidement de suivi de l’accession au trône d’Alphonse XIII — « le roi politique » ou « le roi soldat » —, qui interviendra activement dans la vie politique du pays, à la différente de son père et de la régente. Ce nouveau règne se caractérise par l’émergence progressive de deux problèmes importants pour le régime — la question militaire et la question catalane —, avec une période de crise ouverte autour de 1917, qui est également parfois prise comme point de démarcation.

## Panorama du système politique de la Restauration

### Un parlementarisme artificiel
La principale nouveauté de la vie politique de la Restauration réside dans l'instauration d'une alternance convenue entre le roi et les deux partis dynastiques, connue sous le nom de turno. Cánovas prétendait explicitement implanter en Espagne un système bipartiste directement inspiré du modèle britannique, basé à l’époque sur l’alternance entre Parti libéral et Parti conservateur,.
Le gouvernement est toujours formé avant les élections et non sur la base préalable de celles-ci. Au cours de la Restauration, tous les gouvernements sans exception disposeront d’une majorité au Parlement,. Ceci est rendu possible par l’absence d’un véritable corps électoral indépendant du système de partis.
Pour assurer la majorité au Congrès des députés, les élections sont manipulées, notamment grâce aux réseaux clientélaires des caciques.
Un procédé courant est l'encasillado, qui consiste pour le ministère de l'Intérieur à n'inclure dans les listes électorales que des personnes favorables au gouvernement. Comme dans la plupart des autres pays européens, les zones rurales, peu peuplées et où les élections sont plus aisément manipulables, sont sur-représentées dans la carte électorale, qui tarde à prendre en compte l’urbanisation de la population. Tout ceci permet au gouvernement de « fabriquer » des élections sur mesure : les résultats sont convenus — et souvent même publiés dans la presse — à l'avance.
Grâce au turno, l’Armée est tenue éloignée du pouvoir civil : « Le système de partis était […] un substitut des anciens mécanismes de la rébellion militaire. […] les généraux devinrent des représentants d’un groupe d’intérêts auquel on devait apporter satisfaction, les dignitaires [prohombres] — et pas les arbitres — de la vie politique ».
Les opposants au régime — n’acceptant pas la monarchie ou la Constitution — sont systématiquement exclus de ce système et privés de toute éventualité d’obtenir un succès électoral au niveau national, et l'opinion publique échoue à faire valoir un quelconque poids politique,.
Ce système étriqué, gangrené par la corruption politique et dont l'alternance politique est purement fictive — ce qui lui vaut le surnom péjoratif de turnismo —, s'avèrera incapable de faire émerger une authentique monarchie parlementaire démocratique, et se trouvera menacé par l'émergence des forces d’opposition — républicains et nationalismes périphériques —. Les majorités parlementaires du parti au gouvernement seront de plus en plus réduites. Aux élections générales de 1919, le gouvernement du conservateur Antonio Maura n’obtient qu’un député d'avance sur l'opposition, ce qu’il considère comme une défaite morale et mène à sa démission le mois suivant le scrutin. Finalement, totalement discrédité aux yeux de l'opinion, le régime débouchera sur une dictature autoritaire en 1923, à l'issue de laquelle il échouera à être rétabli.

### Organisation territoriale
En opposition avec le régime républicain qui le précède, la Restauration instaure un modèle d'État centraliste héritier de l'organisation mise en place lors de la dernière étape du règne de Ferdinand VII.
La Constitution institue trois niveaux de gestion territoriale : l’État central, la province et les municipalités. La province « est l'unité administrative de fonctionnement de l'État ». Elle est dirigée par le gouverneur civil, représentant de l'État — à la manière du préfet français, mais avec une fonction nettement plus politique — nommé directement par le gouvernement. De même, les conseils municipaux sont contrôlés par le pouvoir, qui nomme librement les maires. Il s'agit donc d'un modèle extrêmement centralisé : « tout ou presque doit partir du « centre » et y remonter. L'État ne délègue […] aucun pouvoir si ce n'est à des échelons hiérarchiquement subordonnés et placés sous son contrôle étroit ».
La seule mesure décentralisatrice notable prise au cours des presque 60 ans de la Restauration sera l'instauration de la Mancommunauté de Catalogne en 1913.

### La Constitution de 1876
En 1876, le nouveau régime se normalise en se dotant de sa propre Constitution. Le pouvoir législatif est dévolu à deux chambres : le Congrès des députés, dont les membres sont initialement élus au suffrage censitaire, et le Sénat, nommé pour partie par le roi et pour le reste par un vote indirect censitaire. Le monarque, chef d'État, joue un rôle clef et indépendant dans le système, ; il nomme et révoque les chefs du gouvernement, et doit ratifier tous les décrets pour leur promulgation, notamment la dissolution du Parlement. La Monarchie bicamérale ainsi instituée se rapproche du système britannique ou de celui de la Troisième République française.
La Constitution désigne le roi comme Chef suprême de l’Armée. Il s’agit ainsi de tenter d’éloigner l’institution militaire des tentations prétoriennes qui ont agité les périodes précédentes où se sont succédé les pronunciamientos. Toutefois, ce choix présente un danger probablement ignoré de Cánovas : en transformant le roi en représentant des intérêts de l’institution militaire et garant de son prestige au sein de l’État, il ouvre la porte à la tentation des militaires de s’immiscer dans les décisions politiques en faisant appel à lui, ce qui se produira lors de la crise du système amorcée en 1917.
La Constitution est un texte bref, caractérisé par sa flexibilité, afin de faciliter l’évolution ultérieure du système en laissant la porte ouverte à des modifications légales substantielles sur certains points difficiles. Ainsi en est-il de la question du système électoral, évacuée du texte constitutionnel — l'article 28 indique simplement que « les députés seront élus et pourront être élus indéfiniment, par la méthode que la loi déterminera » — : dans un premier temps censitaire, c'est par une loi d'un gouvernement libéral que sera instauré le suffrage universel masculin en 1890,.
La durée du mandat des députés est fixée à 5 ans. Cependant, aucune législature de la Restauration n’ira à son terme.
Une nouveauté de la Constitution est l’introduction de représentants parlementaires des colonies — Cuba et Porto Rico —.
En opposition avec le conservatisme rigide des anciens modérés partisans d’Isabelle II, la Constitution reconnaît la liberté religieuse dans son article XI, bien qu'instituant le catholicisme comme religion d’État.

### Conservateurs et libéraux
Les deux partis sont « artificiels », au sens où il ne s’agit pas de « partis de masses », mais de créations « d’en haut », émanations d’une classe dirigeante préexistante et organisée en « groupes de clientèles dépendants des leaders des sous-groupes dans lesquels étaient divisés chaque parti », souvent des notables de province. Il ne s’agit donc pas de véritables partis d’opinion, mais plutôt de groupes d’influences, dont la base électorale est relativement stable et dont l’orientation politique est davantage régie par la position au sein des réseaux d’influences et par des intérêts locaux que par de véritables crédos politiques,.
Toutefois, contrairement à ce qui a souvent été affirmé par les historiens, les débats d’idées ne sont pas totalement absents de l’opposition entre les deux partis. Conservateurs et libéraux représentent deux tendances différentes, parfois antagonistes, correspondant schématiquement à la séparation usuelle des sensibilités politiques entre droite et gauche respectivement, bien qu’en accord sur la formule générale du régime politique, respectueux des principes du libéralisme économique,.
Les conservateurs incarnent une représentation traditionaliste de la société, basée sur l’unité religieuse et la foi catholique. En quelques années, le Parti conservateur parvient à intégrer un large spectre d’anciens opposants au libéralisme — absolutistes, catholiques intégristes et même certains carlistes —.
Héritiers idéologiques des anciens progressistes, les libéraux introduisent certaines mesures clairement rejetées des conservateurs comme la liberté d’association ou le suffrage universel masculin. Tous les libéraux ne sont néanmoins pas anticléricaux, et certains pourront défendre des mesures protectionnistes comme les conservateurs dans certaines circonstances.
L’oligarchie de la Restauration, en tant que système libéral promouvant une relative liberté politique, ne repose pas uniquement sur l'aristocratie : la classe politique du régime inclut également un grand nombre de personnalités issues de classes moyennes voire modestes — c’est le cas de Cánovas lui-même — variées et aux intérêts parfois contradictoires, mais souvent soucieuses de participer à l’évolution de la société.
La nouveauté du système réside dans l’idée d’une alternance pacifiée et constructive, acceptatrice des divergences. Ainsi, lors d’un changement du parti à la tête du gouvernement, le nouveau-ne cherche pas à annuler les mesures prises par le précédent,.
Avec la disparition de leurs leaders historiques, Sagasta et Cánovas, au tournant du XXe siècle, et l’absence de figures charismatiques susceptibles de les remplacer, les partis dynastiques se révèlent de plus en plus menacés par le suffrage universel et les autres forces politiques,.

### Le caciquisme
Durant la Restauration, le terme de « cacique » désigne une personnalité influente dans une zone déterminée. La fonction du cacique est officieuse, mais il jouit d’un immense pouvoir :  « Rien ne se fait sans son accord, encore moins contre lui. En cas de conflit avec le représentant du pouvoir central — le gouverneur civil —, c'est le cacique qui a le dernier mot […] ». Il tient la population locale sous sa coupe et peut facilement décider du sort d’une élection, d’autant que les votes ne se font pas à bulletin secret — l’Espagne n’étant pas une exception en la matière —.
Les caciques sont organisés sous la forme d’un vaste réseau informel hiérarchisé. L’influence du cacique — sa « clientèle » — repose sur sa faculté à disposer de certaines ressources — économiques, administratives, fiscales et même médicales — dont il use, sur la base d’arrangements pour ceux qui le servent, et de pressions, menaces ou chantages pour les autres : le cacique peut créer ou supprimer des emplois, fermer ou ouvrir un commerce, manipuler la Justice et l’administration locales, obtient les exemptions des obligations militaires, détourne certaines taxes au bénéfice de politiciens locaux, permet discrètement des achats de biens de première nécessité sans l'acquittement des consumos, il organise le pucherazo — le « bourrage » d’urnes, voire le remplacement pur et simple de ces dernières —, fait « voter les morts », prête de l'argent — « le sien […] ou celui de l’État; il n’est jamais pressé de se faire rembourser : sa générosité lui vaut la reconnaissances des humbles qui ne feront rien sans le consulter et qui, bien entendu, voteront selon ses instructions » —, etc.
Le cacique constitue un intermédiaire, le chaînon manquant entre l’État et ses administrés qui en sont éloignés — tant physiquement que symboliquement —.
Le caciquisme est rendu possible par la centralisation du système de la Restauration, dans lequel les administrations locales — municipale et provinciale — sont totalement manipulées par le pouvoir central, et par la politisation du corps judiciaire. Pour assurer le fonctionnement de ce système, « toute confrontation électorale était généralement précédée par un changement massif des maires et juges locaux ».
C’est surtout dans les zones rurales que le caciquisme a un protagonisme important ; il le maintiendra jusqu’aux tout derniers temps du régime. Si le système caciquiste est dénoncé par les partisans de la réforme du système et est largement réprouvé dans l'opinion publique et les grandes villes, ces critiques ont peu de poids dans la plus grande partie du pays et sont « tolérées par les pauvres locaux : dans une petite ville peu nombreuses étaient les familles qui n’avaient pas un membre à l’intérieur du système ».
Les partis dynastiques, qui doivent leur maintien au pouvoir à cette fraude institutionnalisée, renoncent à réformer en profondeur le système municipal — en dépit de 20 projets de réforme du gouvernement local présentés entre 1882 et 1923 —. La critique des abus des réseaux d’influence est limitée aux groupes politiques exclus du turno : dans un premier temps conservateurs de Silvela, républicains et socialistes, puis les régionalistes catalans.

### Le rôle de l'Armée
Une des obsessions de Cánovas était de mettre fin à l’Armée de pronunciamientos qui avait caractérisé le règne d’Isabelle II et du Sexenio Democrático.
Comme conséquence des guerres carlistes, l’institution militaire se caractérise, au début de la Restauration, par un corps d'officiers hypertrophié, qui constitue une menace pour la stabilité du régime.
Les militaires sont utilisés pour tenter de maintenir l’ordre, dans les colonies comme dans la péninsule,. Avec le temps, l’armée finira par se considérer comme le gardien de l’identité nationale contre le désordre social et les protestations contre le régime.
Le politologue et historien britannique Samuel Finer dresse le tableau suivant de l'armée espagnole de la Restauration « il ne s’agit pas d’une force opérationnelle mais d’une machine bureaucratique, elle ne recherche pas l’expansion ou la puissance extérieure mais l’unité et l’ordre. Son idéal […] est celui d’une Espagne hors du temps, centralisée, castillane et catholique ; mais il pourrait être aussi défini partiellement à partir de ce qu'elle hait : le syndicalisme, le socialisme le séparatisme catalan et basque et même… l’intelligence. Par ailleurs, moyen traditionnel de mobilité sociale dans une société rigidement stratifiée, elle attire les hommes médiocres qui cherchent à faire carrière ; quand ils n’y réussissent pas, ils ont recours à des moyens exceptionnels. Traditionnellement aussi, l’armée — au moins depuis la Restauration — est la force de police de l’oligarchie dominante. Ainsi la neutralité militaire mélange brutalement le nationalisme (la Hispanidad), la haine de classe et le carriérisme individuel ».
Après la perte des colonies, le protectorat espagnol au Maroc « allait servir de débouché professionnel pour une partie de l'armée engourdie qui ressentait la nostalgie des guerres passées et se berçait des pronunciamientos successifs, avec ses généraux plus ou moins désœuvrés ».
De plus, le budget militaire grève les finances de l’État et les tentatives de réduire le corps des officiers ne pourront pas être pleinement menées à bien. Leur échec et les crises qu’elles génèrent sont visibles notamment la crise finale du régime, dans l’épisode des Juntes de défense — à partir de 1917 — suivi de la période de dictature de Primo de Rivera (1923-1930).

## 1875-1885: Règne d’Alphonse XII

### Contexte antérieur: la période trouble duSexenio Democrático
La Restauration fait suite à la période du Sexenio Democrático (« Les six ans démocratiques »). Au cours de celle-ci, plusieurs tentatives d’instauration d’un système démocratique sont menées — élection du nouveau roi Amédée de Savoie, Première République — mais échouent. La situation est aggravée par l'émergence de conflits importants : troisième guerre carliste, Révolution cantonale et guerre des Dix Ans dans la colonie cubaine.
Cette situation génère un grand climat d’insécurité et une aspiration à l’ordre émerge au sein de l’opinion, dont la mentalité revient à des valeurs plus conservatrices,. Les capitalistes — notamment ceux qui font du commerce dans les colonies — et la classe industrielle souhaitent sortir d’une instabilité défavorable aux affaires. L’Église catholique s’est toujours montrée opposées aux tentatives révolutionnaires. L’Armée, qui avait été l’instrument de la plupart des initiatives politiques, et certains milieux progressistes pensent qu’il n’est pas raisonnable de poursuivre les expérimentations,.

### Mise en place du régime de la Restauration
En août 1873, l’ancien membre de l’Union libérale et ministre d’Isabelle II Antonio Cánovas del Castillo est chargé par l’ancienne reine — qui a formellement abdiqué en 1870 — de travailler à un projet de restauration des Bourbons via l’intronisation de son fils Alphonse, dans un régime qui garantirait la stabilité institutionnelle — la fin des ingérences de l’Armée dans la vie politique du pays —, le respect de la propriété privée et la sécurité publique, tout en mettant fin aux pratiques critiquées de l’ancienne monarque et du Parti modéré,. La Restauration est conçue par Cánovas non comme un système démocratique — aucun pays ne l’est alors véritablement —, mais un projet réaliste et pragmatique, qui cherche à privilégier la gouvernabilité du pays en intégrant les forces libérales dans leur diversité,,.
Il trouve du soutien dans différents groupes sociaux : aristocratie, milieux d’affaires et hauts chefs militaires. La proposition rencontre l’adhésion des libéraux de Sagasta alors au pouvoir, qui deviendront une pièce centrale du nouveau système bipartiste du turno. L’intronisation du nouveau roi est activement soutenue par différents groupes de la bourgeoisie avec des intérêts contradictoires, comme celle s'occupant du commerce dans les colonies, notamment une partie de la haute bourgeoisie valencienne — regroupée autour de la Liga de Proprietarios, qui s'était opposée par le passé à la politique coloniale — ou la bourgeoisie catalane, à qui Cánovas promet notamment un rétablissement de l'ordre social en freinant le mouvement ouvrier et l’adoption d’une politique plus protectionniste — favorable notamment au secteur textile —, mais également certains secteurs militaires mécontents de la situation perturbée à Cuba,. Cánovas sait qu’il devra compter sur une bonne partie de l’Armée pour garantir la stabilité du nouveau régime, mais il est dans un premier temps réticent à l’idée de recourir à une intervention militaire comme méthode d’instauration de ce dernier, alors qu'il affiche explicitement dans ses objectifs celui de mettre un terme à ce genre de pratiques, propices à l'instabilité institutionnelle. Il devra néanmoins s’y résoudre par pragmatisme politique,.
À la veille de la Restauration, la République suscite un mécontentement généralisé et de nombreux groupes se montrent enclins à défendre l’instauration d’un nouveau régime : militaires, hommes d’affaires, carlistes et républicains insatisfaits, entre autres.
Le programme politique du futur roi est présenté dans le manifeste de Sandhurst — nommé en référence à l’Académie britannique où le prince Alphonse parfait alors son instruction militaire — qu’il proclame le 1er décembre 1874. Élaboré essentiellement par Cánovas, assisté de plusieurs collaborateurs dont Isabelle II elle-même, il vise à convaincre les principaux cercles politiques du pays de soutenir l'intronisation du futur monarque en affirmant la volonté d’instaurer un processus d’alternance pacifiée au pouvoir dans un esprit consensuel. Concrètement, il s’agit de créer une opinion favorable au pronunciamiento dont la préparation est en cours et qui aura lieu à la fin du mois.
Le 29 décembre, à proximité de Sagonte, dans la province de Valence, le général Martínez Campos, un militaire jouissant d’un grand prestige car il a mis fin à la Révolution cantonale quelques mois auparavant, lance un pronunciamiento qui triomphe facilement et permet la Restauration des Bourbons en la personne du prince Alphonse,,.
La reconnaissance du nouveau monarque par le pape Pie IX lui confère de la légitimité auprès des classes traditionalistes, sans toutefois convaincre les carlistes dans un premier temps. Son arrivée est accueillie avec une relative indifférence dans l'opinion,. Sur le plan international, l’instauration du nouveau régime est reçue positivement en Europe, où la grande instabilité de l'Espagne au cours des années précédentes est redoutée comme source potentielle de désordre par contamination.

### Fin de la troisième guerre carliste (1875-1876)

Carte des principaux conflits rencontrés par la Première république en 1873-1874 ; les foyers de rébellion carliste sont indiqués en rouge.

À l’été 1874 — à la suite de la grande victoire carliste dans la bataille d’Abárzuza en Navarre —, la troisième et dernière guerre carliste, guerre civile lancée par les partisans de Charles de Bourbon, est à son apogée. La Restauration des Bourbons en fin d’année, qui incarne aux yeux de l’opinion la possibilité d’un retour à l’ordre, affaiblit  les appuis au carlisme.
Au début de la Restauration, le conflit se maintient sur trois fronts, aux caractéristiques bien distinctes : La Manche et l’Aragon au centre, la Catalogne et le Pays valencien à l'est, et le Pays-Basque et la Navarre au nord — où le mouvement carliste domine presque l’intégralité du territoire à l'exception des capitales de province —,.
En février 1875 et en dépit du grand déséquilibre des forces en présence qui leur est défavorable, les carlistes remportent leur dernière victoire à la bataille de Lácar (es), au cours de laquelle Alphonse XII est presque capturé,.
En 1875, le ralliement à Alphonse XII du prestigieux général carliste Ramón Cabrera, vétéran de la première guerre, constitue un coup dur pour les rebelles,. En juillet de la même année, les noyaux carlistes au centre du pays sont tout d'abord maîtrisés par Cánovas,. Le mois suivant, les généraux Jovellar et Martínez Campos mettent fin à la rébellion carliste en Catalogne,,.
À la fin de l’année, le régime forme une armée de quelque 155 000 hommes — contre seulement 35 000 environ pour les carlistes —, et les victoires décisives s'accumulent rapidement dans le camp du monarque libéral,. Les principales positions carlistes restantes, dans le Pays basque et la Navarre, tombent dans les mois qui suivent. La prise de Montejurra et Estella le 16 février 1876 marque la fin du conflit,. Le prétendant carliste fuit en France 11 jours plus tard.
Le 21 juin 1876, les fors du Pays basque sont abolis. Leur restauration sera l’une des principales revendications du mouvement nationaliste basque qui apparaît à la fin du siècle.
Au cours de la Restauration, le carlisme connaît plusieurs réorganisations d’importance mais devient un mouvement marginal — il perd dans un premier temps tous ses organes de presse traditionnels — et cesse de représenter une alternative de régime crédible, en dépit de quelques soulèvements ponctuels — comme celui de Badalone en 1900 —,.

### 1875-1881: Gouvernements conservateurs
Les conservateurs restent à la tête du gouvernement au cours de la première période de la Restauration, entre 1875 et 1880. L'exécutif reste présidé par Cánovas, à l'exception de deux intervalles de quelques mois — gouvernement Jovellar entre septembre et décembre 1875 puis Martínez Campos entre mars et décembre 1879 —, et la ligne politique reste sensiblement la même au cours de ces première années du régime. La première cession de pouvoir de Cánovas correspond à la tenue des premières élections générales du régime, convoquées en janvier 1876 pour former un parlement qui approuve la nouvelle Constitution. Ces élections se font au suffrage universel masculin, selon le régime de la Constitution de 1869 alors toujours en vigueur, et Cánovas choisit de ne pas assumer la présidence du gouvernement au cours de cette période, ce mode de scrutin suscitant des oppositions dans les rangs conservateurs. En 1878 d’ailleurs, la nouvelle loi électorale établit que les élections au Congrès se feront désormais au suffrage censitaire — ce sera le cas jusqu’à la restauration du suffrage universel masculin par les libéraux en 1890 —.
Sur le plan intérieur, cette période est marquée par la mise en place du régime, la promulgation de la nouvelle Constitution en juin 1876 et la fondation du Parti libéral conservateur — le « Parti conservateur » dynastique —. Jusqu’en mai 1880 et la formation du Parti libéral fusionniste, le système ne dispose pas dans ce premier temps d’une autre formation politique susceptible d'alterner au pouvoir.
Cánovas doit faire face aux secteurs les plus conservateurs de son parti et aux catholiques intégristes, qui demandent la restauration de la Constitution de 1845, l’interdiction des cultes non catholiques, voire le retour de la reine Isabelle II, ainsi qu’aux secteurs libéraux menés par Sagasta, qui pour leur part rejettent dans un premier temps la nouvelle Constitution et souhaitent le maintien de celle de 1869.
En 1876, un décret ministériel de Manuel Orovio Echagüe (es) — auquel Cánovas lui-même se montre opposé — annule la liberté académique et provoque l’expulsion du système éducatif de bon nombre d’universitaires réputés, accusés de donner des enseignements non conformes à la foi catholique.
En 1877, les libéraux se retirent du Parlement pour protester contre un nombre de sénateurs nommés à vie issus de leur parti qu’ils jugent insuffisant.
Les élections générales d'avril-mai 1879, les premières tenues sous l'égide de la nouvelle Constitution, donnent une large majorité aux conservateurs.
La loi sur l'imprimerie du 7 janvier 1879 instaure, entre d'autres mesures restrictives, le contrôle préalable de tout contenu publié par les autorités. Au cours des premières années de la Restauration, la presse devra faire face à une importante censure, ainsi que de nombreuses amendes et mesures de suspension.

### 1881-1884: Gouvernements libéraux
En 1883, le nouveau pape Léon XIII publie une encyclique dans laquelle il affirme que l’Église ne doit pas intervenir directement à travers un parti politique ni exclure ceux militant dans des partis libéraux.

## La régence de Marie-Christine d'Autriche (1885-1902)
La régence de Marie-Christine d'Autriche (1885-1902) est une période de changements importants. Le système de la Restauration se stabilise, des politiques libérales sont mises en place. Le pays doit faire face à la guerre d'indépendance cubaine, puis à la guerre hispano-américaine, qui entraînent la perte des dernières colonies en 1898. Sur le plan intérieur, la société espagnole est marquée par l’émergence de mouvements régionalistes ainsi que le renforcement d’un mouvement ouvrier socialiste et anarchiste.

### Le pacte du Pardo

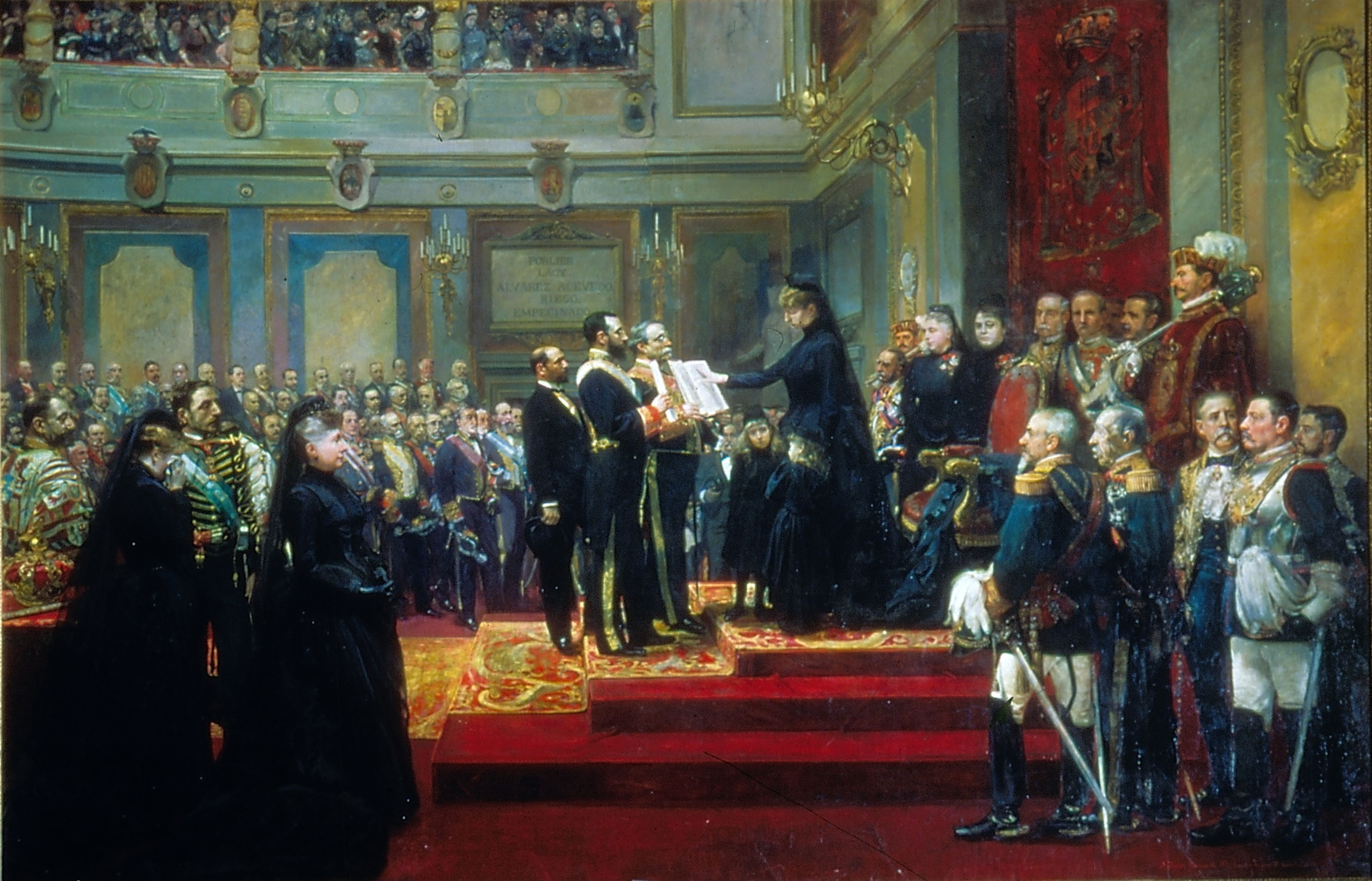
Tableau représentant le serment d'allégeance de Marie-Christine d'Autriche sur la Constitution de 1876 dans son acte de proclamation comme régente en décembre 1885. Marie-Christine, enceinte, est accompagnée de ses deux filles, María de las Mercedes de Bourbon et Marie-Thérèse de Bourbon. En face d’elle se trouve le président du gouvernement, Antonio Cánovas del Castillo.

Le roi Alphonse XII meurt le 25 novembre 1885 de la tuberculose, et la régence incombe à son épouse Marie-Christine d'Autriche, une femme jeune — âgée de 27 ans —, étrangère depuis peu en Espagne et réputée peu intelligente,. Le couple royal n’ayant que deux filles, et la reine étant enceinte de trois mois au moment de la mort de son époux, une période d’incertitude s’ouvre sur le futur du régime de la Restauration, instauré depuis seulement 10 ans, un vide de pouvoir créant le risque d’une intervention des carlistes ou des républicains, hostiles à celui-ci.
En septembre 1886, quatre mois après la naissance du futur Alphonse XIII, a lieu un soulèvement républicain mené par le général Manuel Villacampa del Castillo et organisé depuis l’exil par Manuel Ruiz Zorrilla ; il s'agit de la dernière tentative de putsch militaire du républicanisme espagnol, qui est profondément divisé à la suite de son échec,.
Les leaders des partis du turno — Antonio Cánovas del Castillo pour le Parti conservateur et Práxedes Mateo Sagasta pour le Parti libéral — se réunissent alors pour convenir d’une alternance au pouvoir en faveur des seconds, avec le médiation du général Martínez Campos. Cet accord, connu sous le nom de pacte du Pardo, ouvre la possibilité pour les libéraux de développer le programme négocié par les différentes factions du parti, avec la bienveillance des conservateurs, à ce moment majoritaires au Parlement. Connu sous le nom de ley de garantías (« loi des garanties »), ce programme consiste fondamentalement dans l’introduction des libertés et droits reconnus au cours du Sexenio Democrático, ainsi que l’acceptation définitive de la Constitution de 1876 par le camp libéral, notamment la souveraineté partagée entre le roi et les Cortes sur laquelle celle-ci est basée. L’accord du Pardo marque un jalon important dans l’établissement de la Restauration, qui est consolidé par l’union de tous les monarchistes autour du régime, plaçant l’intérêt général de celui-ci au-dessus des intérêts particuliers. Toutefois, la faction du Parti conservateur menée par Francisco Romero Robledo n’accepte pas la cession du pouvoir à Sagasta et quitte le parti pour fonder le Parti libéral-réformiste — auquel se joint la Gauche dynastique de José López Domínguez —, une tentative de créer un espace politique intermédiaire entre les deux partis du turno,.

### Le «Parlement long» de Sagasta (1885-1890)

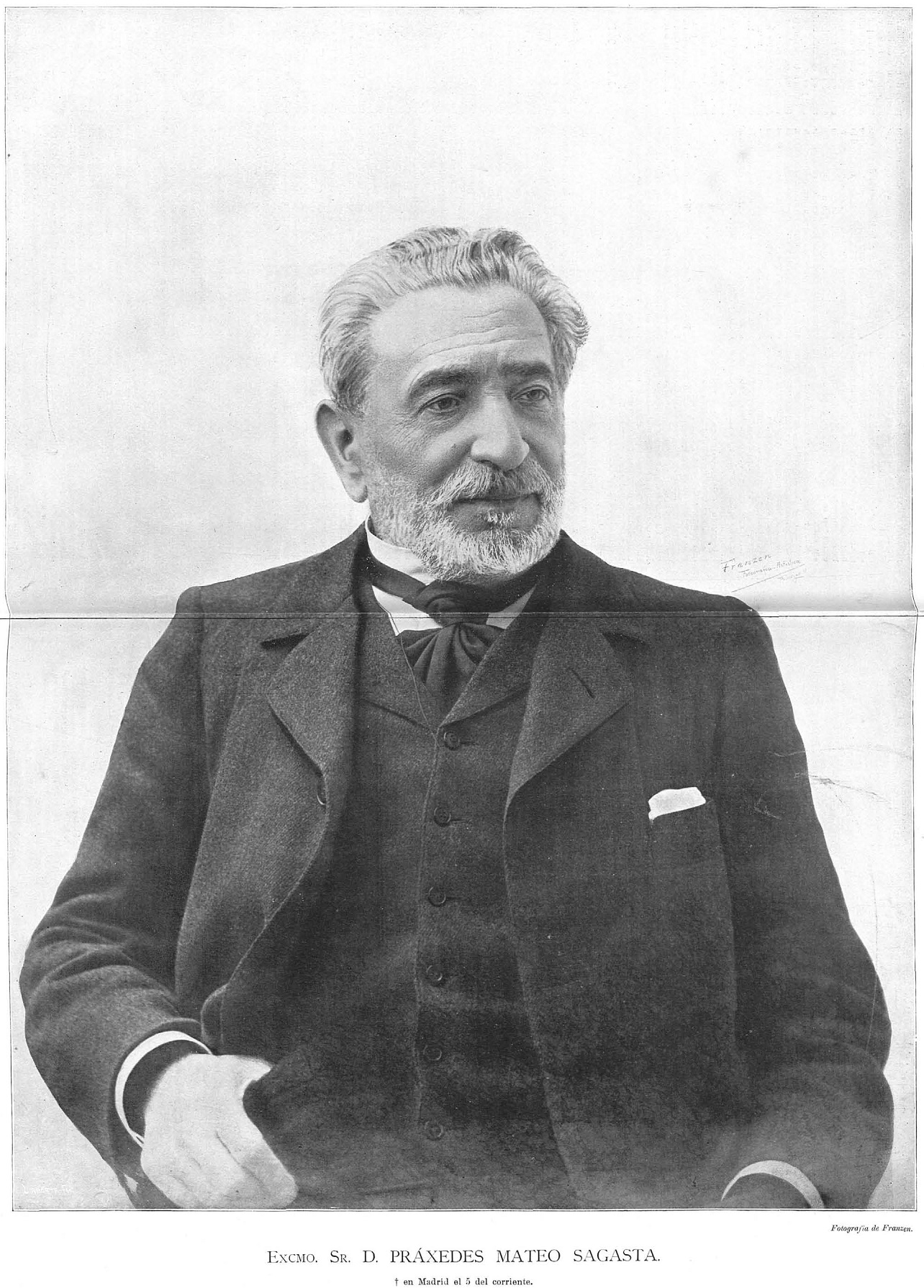
Práxedes Mateo Sagasta, leader du Parti libéral fusionniste.

En avril 1886, cinq mois après avoir formé un gouvernement et un mois avant la naissance du futur Alphonse XIII, les libéraux convoquent des élections générales pour se doter d’une majorité solide au Parlement et pouvoir pleinement mettre en œuvre leur programme — bien que certaines réformes aient déjà été menées grâce à l’accord avec les conservateurs —. En raison de sa durée — près de cinq ans —, cette période est connue comme le « gouvernement long » (Gobierno Largo) de Sagasta ou le « Parlement long » (« Parlamento Largo ») ; il s’agit de la plus longue législature de la Restauration, seul cas où celle-ci parvient presque à son terme, malgré plusieurs crises que l’exécutif doit surmonter parfois avec difficulté. Au cours de celle-ci est mené un ensemble de réformes fondamentales pour définir le profil de la Restauration, et elle est parfois considérée comme sa phase la plus féconde.
La première grande réforme du « gouvernement long » de Sagasta est l’approbation en juin 1887 de la Ley de Asociaciones (« Loi sur les associations ») qui régule la liberté d’association et inclut la liberté syndicale, permettant aux organisations ouvrières d’agir dans la légalité et débouchant sur un développement notable du mouvement ouvrier en Espagne. Dans le cadre de la nouvelle loi, la Fédération des travailleurs de la région espagnole anarcho-syndicaliste, fondée en 1881, se développe comme successeur de la Fédération régionale espagnole] du Sexenio Democrático, l’Union générale des travailleurs (UGT) est fondée en 1888 et, la même année, le Parti socialiste ouvrier espagnol (PSOE) — né dans la clandestinité neuf ans auparavant — peut célébrer son premier congrès.
La seconde grande réforme est la dite Ley del jurado (« Loi du jury »), une vieille revendication du libéralisme progressiste qui avait toujours rencontré l'opposition des secteurs conservateurs, approuvée en avril 1888. Les jurys sont introduits pour les délits les plus importants pour le maintien de l’ordre social ou qui affectent les droits individuels, comme la liberté de la presse. Selon la loi, le jury est chargé d’établir les faits et la qualification juridique de ceux-ci est attribuée aux juges.
La troisième grande réforme est l’introduction du suffrage universel masculin par une loi approuvée le 30 juin 1890. Elle satisfait ainsi une vieille demande de la gauche libérale et démocrate et constitue un changement important dans le profil politique du régime, le suffrage se trouvant étendu à tous les hommes âgés d’au moins 25 ans, indépendamment de leur revenu — auparavant le suffrage était censitaire —. S'il entraine une augmentation considérable du nombre d’électeurs, le changement n’implique toutefois pas une démocratisation du système : la fraude électorale est maintenue, mais dorénavant l’influence des réseaux de caciques s'étend à l'ensemble de la population. Les gouvernements continuent d’être constitués avant les élections et la pratique de l’encasillado permet au gouvernement de « fabriquer » des élections sur mesure et de s’assurer une solide majorité aux Cortes. Il s’agit donc d’une réforme purement formelle, qui n’implique pas une démocratisation du régime et en pratique ne change rien. De plus, en l’absence de réforme de la Constitution, le principe de la souveraineté nationale reste sans reconnaissance légale et seulement un tiers des sièges du Sénat est élu. La liberté de culte, une autre caractéristique d’un système démocratique, n’est pas non plus reconnue légalement.
D’autre part, aucune mesure n’est prise pour assurer la transparence du suffrage, comme la mise à jour des listes électorales par un organisme indépendant, la demande d’une preuve d’identité aux votants ou une limitation du contrôle exercé sur tout le processus électif par le ministre de l'Intérieur — surnommé le « grand électeur » —. Ce n’est que dans quelques noyaux urbains que l’opposition au régime pourra contrer cet état de fait, avec un impact marginal au niveau national.
Une autre réforme réside dans l'approbation en mai 1889 du Code civil qui, avec le Code pénal de 1870 et le Code du commerce de 1885, configure définitivement l’« édifice juridique du nouvel ordre bourgeois » en appliquant au domaine privé ce que la Constitution de 1876 avait représenté pour le domaine public. Ce Code civil inclut également le droit civil foral (es) et respecte le droit canonique catholique relativement au mariage.

### 1890-1895: Stabilisation du régime
Entre 1890 et 1895, le système canoviste atteint sa période de plénitude, caractérisé par la normalisation du turno entre libéraux et conservateurs. Le régime devra ensuite faire face à plusieurs problèmes inattendus : l’émergence du mouvement ouvrier et des difficultés qu’elle suscite, la cristallisation des régionalismes et les troubles dans les colonies, qui marqueront la crise de la fin du siècle.

#### 1890-1892: Gouvernement conservateur de Cánovas

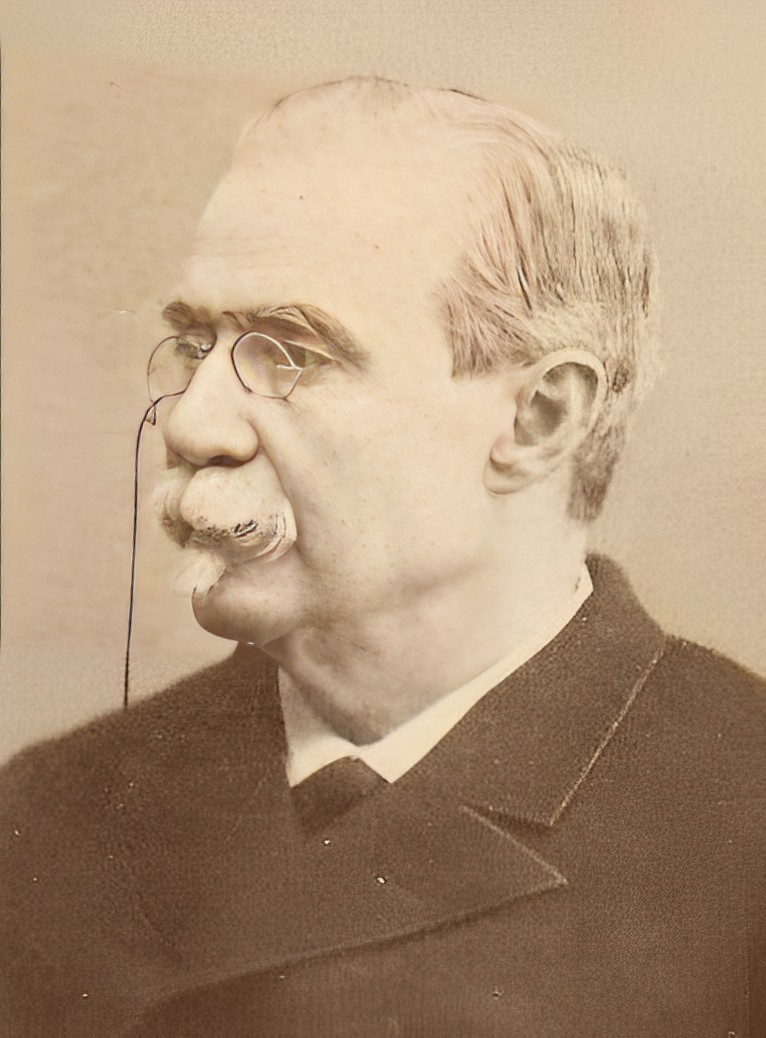
Antonio Cánovas del Castillo, leader du Parti Conservateur, l'« architecte » du système de la Restauration.

Quelques semaines seulement après avoir approuvé la réforme sur le suffrage, point culminant de son programme de réformes, Sagasta cède le pas à Cánovas, qui forme un gouvernement en juillet 1890. Le nouvel exécutif ne modifie pas les mesures prises par les libéraux, et le régime se trouve ainsi consolidé, dans un « équilibre entre la conservation et le progrès ». C’est donc le gouvernement conservateur de Cánovas qui organise les premières élections au suffrage universel masculin, célébrées en février 1891. La fraude électorale institutionnalisée fonctionne à nouveau pleinement, si bien que les conservateurs obtiennent une large majorité au Congrès des députés — 253 sièges, contre 74 pour les libéraux et 31 pour les républicains —.
Le gouvernement intègre les deux tendances conservatrices, incarnées par Francisco Romero Robledo — après l’échec de son expérience du Parti libéral-réformiste — et Francisco Silvela. Le premier incarne « la domination des pratiques clientélaires, de la manipulation électorale et le triomphe du pragmatisme le plus cru », en opposition avec le « réformisme conservateur » du second. Cánovas favorise le « pragmatisme » de Romero Robledo, si bien que Silvela quitte le gouvernement en novembre 1891 — il ne pourra mettre en application son programme de réforme qu’après la mort de Cánovas et le « désastre de 1898 » —.
La mesure la plus importante prise par le gouvernement est la réforme des tarifs douaniers qui sera connue sous le nom d’« Arancel Cánovas », qui met un terme à la législation établie par Laureano Figuerola en 1869, favorable au libre-échange, marquant un fort tournant protectionniste pour l’économie espagnole, plus tard complétées par la Loi des relations commerciales avec les Antilles (es). Ce faisant, le gouvernement satisfait les demandes de certains secteurs économiques — comme l’industrie textile catalane — tout en rejoignant la tendance internationale.
C’est au cours du gouvernement de Cánovas qu’est fondée l’Unió Catalanista (« Union catalaniste »), première organisation pleinement politique du nationalisme catalan, qui approuve en 1892 son document fondateur, les Bases de Manresa. La même année est publié Bizkaya por su independencia, libre de Sabino Arana qui marque la naissance du nationalisme basque.

#### 1893-1895: retour des libéraux au pouvoir et apparition du terrorisme anarchiste
En décembre 1892, une affaire de corruption à la municipalité de Madrid provoque une crise du gouvernement de Cánovas, que la régente résout en nommant de nouveau Sagasta pour former un nouvel exécutif. Selon les usages du turno, ce dernier obtient le décret de dissolution du Parlement et la convocation de nouvelles élections au mois de mars de l’année suivante, qui le dotent d’une écrasante majorité — 281 députés pour les libéraux, contre 61 pour les conservateurs, divisés entre canovistes (44 sièges) et partisans de Silvela (17 sièges), 7 carlistes, 14 républicains possibilistes (es) et 33 républicains unionistes (menés par Nicolás Salmerón) —.

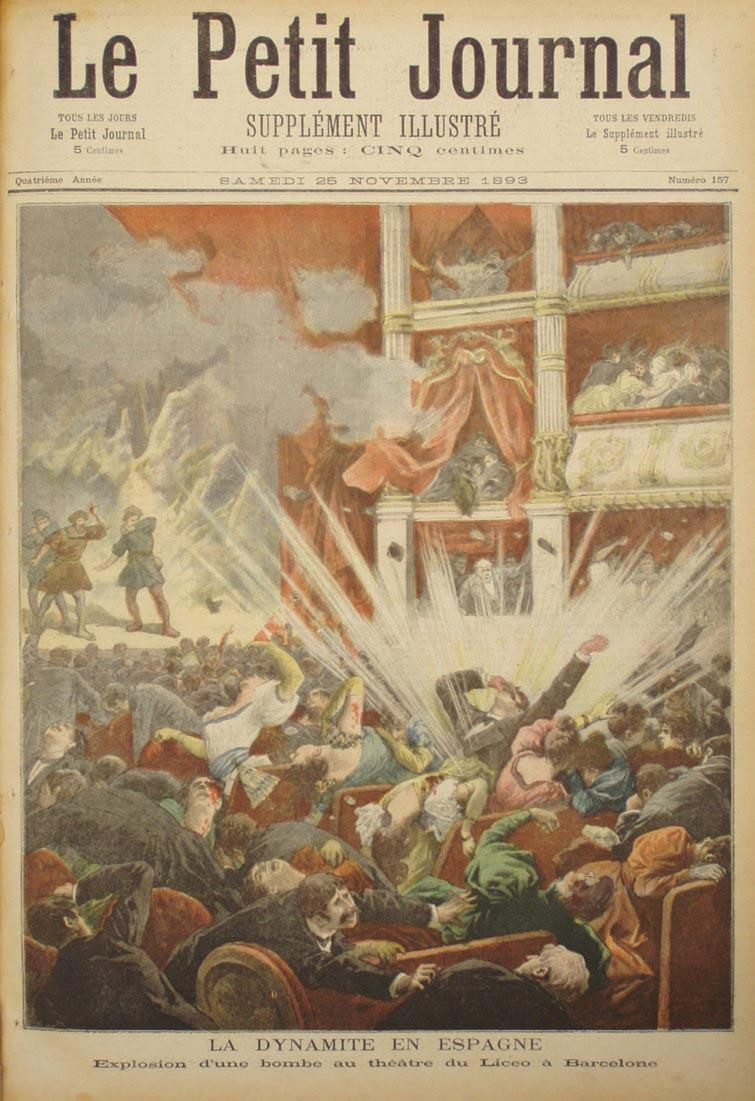
Une du quotidien parisien Le Petit Journal sur l’attentat du Liceu, provoqué par une bombe lancée par un anarchiste le 7 novembre 1893, qui cause 22 muerts et 35 blessés.

Les figures les plus importantes du nouveau gouvernement sont Germán Gamazo, leader de l’aile droite du Parti libéral, et son gendre Antonio Maura. Le premier occupe le portefeuille du Budget, mais ne parvient pas à établir une balance des paiements équilibrée à cause du coût occasionné par la brève guerre de Margallo (es) qui a lieu dans les environs de Melilla entre octobre 1893 et avril 1894. Le second, à la tête du ministère des Outre-mer, lance une réforme du régime colonial et municipal des Philippines pour les doter d’une plus grande autonomie administrative, qui suscite l’opposition du nationalisme espagnol et de l’Église. À Cuba, une réforme similaire échoue. Elle rencontre l’opposition de deux groupes politiques locaux, le Parti de l’union constitutionnelle (es), espagnoliste, qui la juge excessive, et le Parti libéral autonomiste cubain, qui la juge insuffisante. Lors de débats au Parlement, le projet de réforme coloniale pour Cuba est rejeté, qualifié d’« antipatriotique », et Maura subit des qualificatifs injurieux comme « flibustier », « ivrogne » et « énergumène ». Maura et Gamazo démissionnent, provoquant une crise grave au sein du gouvernement Sagasta.
Particulièrement dans la ville de Barcelone, le gouvernement doit faire face à l’apparition du terrorisme anarchiste (en), justifie son action par la « propagande par le fait », comme une réponse à la « violence de la société et de l’État bourgeois ». Le premier attentat important a lieu le 24 septembre 1893, au cours duquel une personne trouve la mort et plusieurs sont blessées, dont le général Martínez Campos, capitaine général de Catalogne, légèrement. L'auteur de l'attentat, le militant anarchiste Paulino Pallás (es), âgé de 31 ans et fusillé deux semaines plus tard, présente son acte comme des représailles aux incidents (es) survenus un an et demi auparavant, dans la nuit du 8 janvier 1892 à Jerez de la Frontera, au cours desquels 500 paysans tentent de prendre la ville pour libérer des camarades emprisonnés, et qui donnent suite à une répression indiscriminée des autorités envers les organisations ouvrières de la ville — quatre ouvriers agricoles sont condamnés à mort par un conseil de guerre et 16 autres sont condamnés à la réclusion à perpétuité ; tous dénoncent avoir été torturés pour obtenir des aveux —. Le 7 novembre suivant, une bombe explose au théâtre du Liceu de Barcelone, tuant 22 personnes et blessant 35 autres.[réf. nécessaire]

### 1895-1902: Crise de fin de siècle

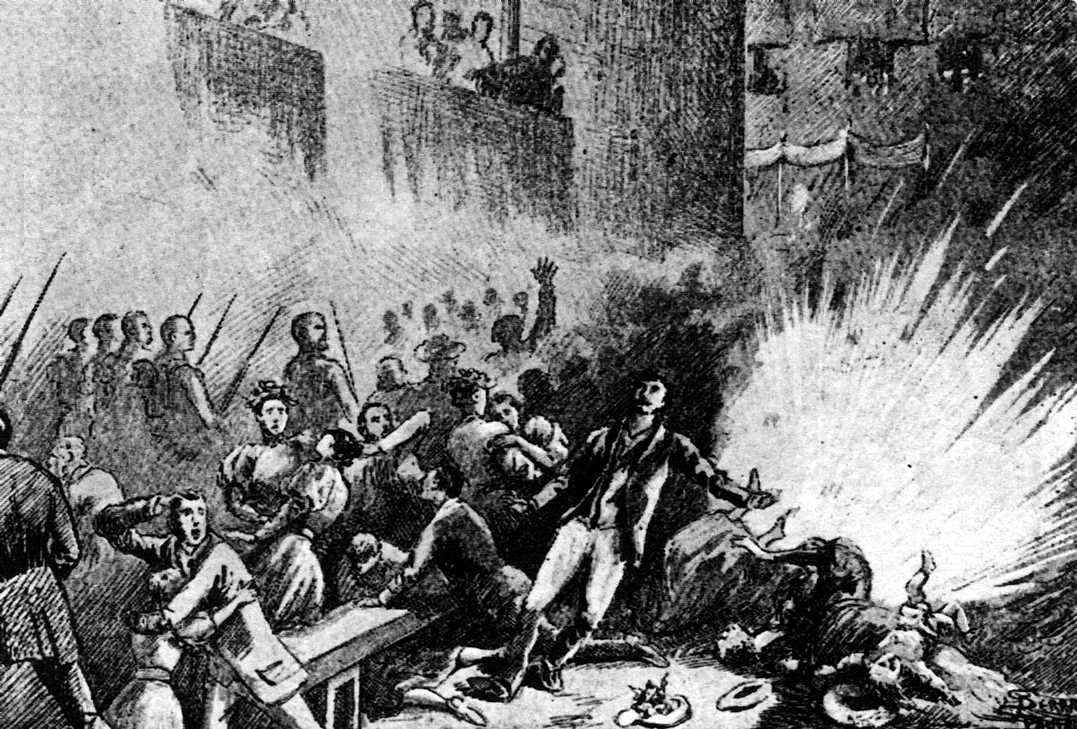
Dessin reproduisant l’attentat à la bombe de la procession de la Fête-Dieu en 1896 à Barcelone ; réprimé lors du, elle lève une vague de protestations nationales et internationales.

Commencée en février 1895, la guerre d'indépendance cubaine provoque une crise de la Restauration à la fin du XIXe siècle, avec pour première conséquence la chute du gouvernement libéral de Sagasta, auquel succède un nouvel exécutif présidé par Cánovas. Sur le plan intérieur, le terrorisme anarchiste joue également un certain rôle, avec notamment l’attentat à la bombe de la procession de la Fête-Dieu (es) survenu à Barcelone le 7 juin 1896, qui provoque la mort de 6 personnes et 42 blessés. La répression policière déclenchée à sa suite est brutale et indiscriminée. Lors du procès de Montjuïc (es), 400 « suspects » sont emprisonnés au château de Montjuïc et sont victimes de tortures — ongles arrachés, pieds écrasés par des instruments de torture, électrocutions par casque, mégots de cigares écrasés sur la peau, , etc. —. À l’issue de plusieurs conseils de guerre, 28 personnes sont condamnées à mort et 59 autres à la réclusion à perpétuité.
Le procès de Montjuïc a une grande répercussion, sur le plan international, étant donné les doutes concernant les preuves sur lesquelles sont basées les condamnations — essentiellement des aveux obtenus sous la torture —, comme à l’intérieur du pays, où la presse lance une campagne contre le gouvernement et les bourreaux. Le jeune journaliste Alejandro Lerroux, directeur du quotidien madrilène républicain El País, y contribue de façon remarquable, en publiant pendant des mois les récits des torturés dans une chronique intitulée « las infamias de Montjuïc » (« Les infamies de Montjuïc ») et en menant une tournée d’information dans La Manche et l’Andalousie. C’est dans ce contexte de protestations exaltées que se produit l’assassinat de Cánovas, le 8 août 1897, aux mains de l’anarchiste italien Michele Angiolillo, qui entraîne le retour au pouvoir de Sagasta.

#### 1895-1898: La guerre de Cuba

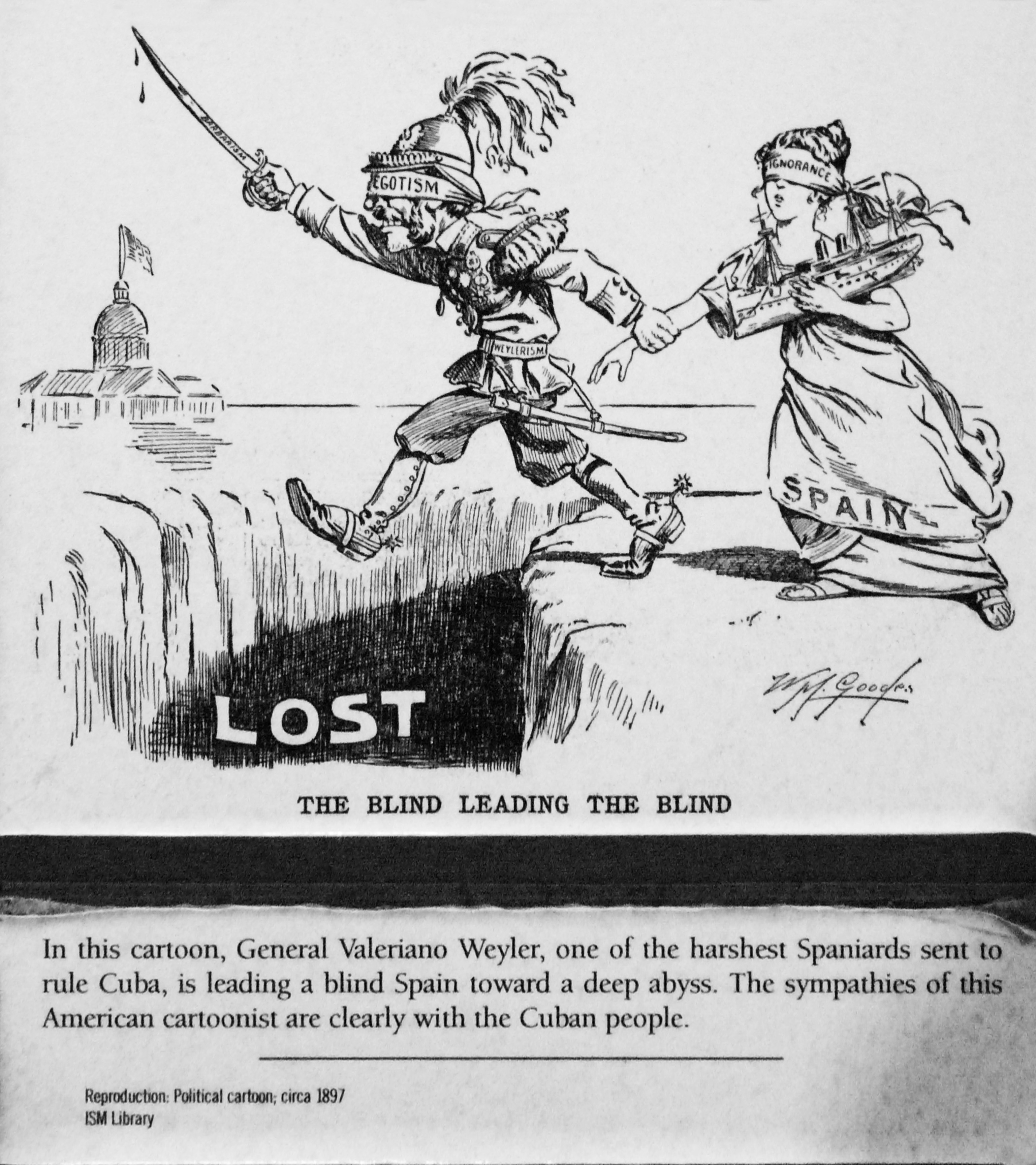
Dessin satirique de la presse des États-Unis représentant le rôle du général Weyler dans la guerre d'indépendance cubaine, intitulé The blind leading the blind (« L’Aveugle conduisant l'aveugle »).

Le dernier dimanche de février 1895 éclate une nouvelle insurrection indépendantiste à Cuba, menée par le Parti révolutionnaire cubain (en) fondé par José Martí à New York en 1892, et qui met fin à la trêve du Pacte de Zanjón — signé le 10 février 1878 —. Le gouvernement espagnol réagit en envoyant sur l'île un important contingent militaire — environ 220 000 soldats en trois ans —. En janvier 1896, le général Weyler prend le relai du général Martínez Campos — qui n’est pas parvenu à éteindre l’insurrection — à la tête du commandement, décidé à mener la guerre « jusqu’au dernier homme et la dernière peseta ». Weyler prétend déconnecter les indépendantistes de leurs soutiens populaires en organisant la concentration de la population rurale dans des villes sous le contrôle des forces coloniales et en ordonnant la destruction des récoltes et l’abattage du bétail, susceptibles de servir d’approvisionnement aux rebelles. Ces mesures donnent de bons résultats sur le plan militaire mais avec un coût humain colossal : en raison des mauvaises conditions sanitaires et alimentaires, la population déportée est victime de maladies et un grand nombre de personnes meurent. De plus, de nombreux paysans se joignent alors aux insurgés.
Au même moment, un autre mouvement insurrectionnel indépendantiste surgit dans l'archipel des Philippines, mené par le Katipunan, une organisation nationaliste fondée en 1892. Des méthodes similaires à celles employées par Weyler à Cuba sont mises en œuvre par le général Polavieja, qui parvient à maîtriser la rébellion en 1897. Le principal intellectuel nationaliste philippin, José Rizal, est exécuté le 30 décembre 1896.
Après l’assassinat de Cánovas en août 1897, le nouveau gouvernement Sagasta, formé en octobre de la même année, prend parmi ses premières mesures la destitution de Weyler et son remplacement par le général Blanco y Erenas. Dans une ultime tentative de retirer ses appuis à l'insurrection, une autonomie politique est concédée à Cuba — ainsi qu’à Porto Rico, qui ne connaît pas d’insurrections similaires —, mais de façon trop tardive, si bien que la guerre se poursuit.

#### Guerre hispano-américaine: le «désastre de 98»

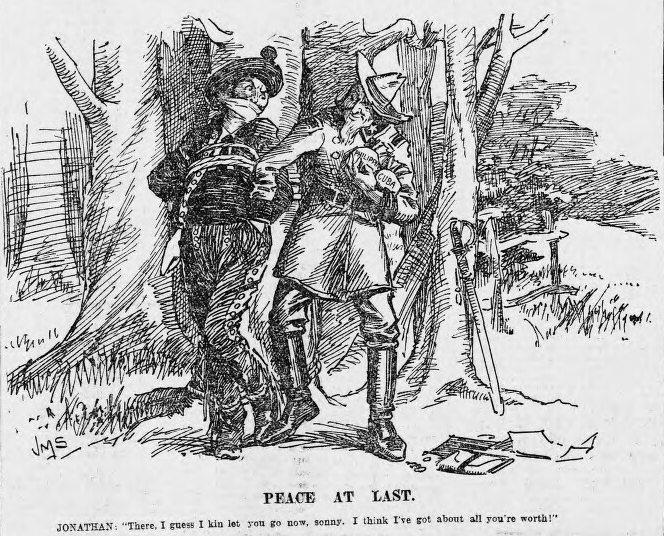
Caricature satirique de la presse américaine sur le traité de Paris de 1898, signé après la défaite espagnole dans la guerre hispano-américaine et qui met fin à l’empire colonial espagnol.

S’ajoutant aux motivations géopolitiques et stratégiques, l’intérêt des États-Unis d’Amérique pour Cuba — et Porto Rico — grandit en raison de l’interdépendance de leurs économies respectives — investissements de capitaux américains et importance des exportations de sucre, 80 % de la production cubaine se trouvant destinée aux États-Unis — et de l’inclination de l’opinion publique américaine en faveur de la cause indépendantiste cubaine, après la mise en lumière dans la presse à sensation de la répression brutale menée par Weyler et le déclenchement d’une campagne anti-espagnole demandant l'intervention de l’armée des États-Unis pour soutenir les insurgés. En conséquence, les autorités américaines apportent une aide décisive à la guérilla cubaine. Après son élection en novembre 1896, le président républicain William McKinley s'oppose à la solution de l'autonomie acceptée par son prédécesseur, le démocrate Grover Cleveland, et défend clairement l’indépendance ou l’annexion de l’île — l’ambassadeur américain à Madrid fait une offre d’achat de l’île au gouvernement espagnol qui la rejette —.
En février 1898, le cuirassé américain Maine fait naufrage dans le port de La Havane. Deux mois plus tard, le Congrès des États-Unis approuve une résolution exigeant l’indépendance de Cuba et autorise le président McKinley à déclarer la guerre à l’Espagne, ce qu’il fait le 25 avril suivant.
La guerre hispano-américaine est brève et se joue en mer. Le 1er mai 1898, l'escadre espagnole des Philippines est coulée par une flotte américaine dans la bataille de la baie de Manille et les troupes du vainqueur occupent la capitale Manille trois mois et demi plus tard. Le 3 juillet de la même année, la flotte espagnole de Cuba contrôlée par l’amiral Cervera connaît le même sort lors de la bataille de Santiago, à l’issue de laquelle les troupes américaines débarquent dans la deuxième ville de l’île quelques jours plus tard. L’île voisine de Porto Rico connaît le même sort peu après.

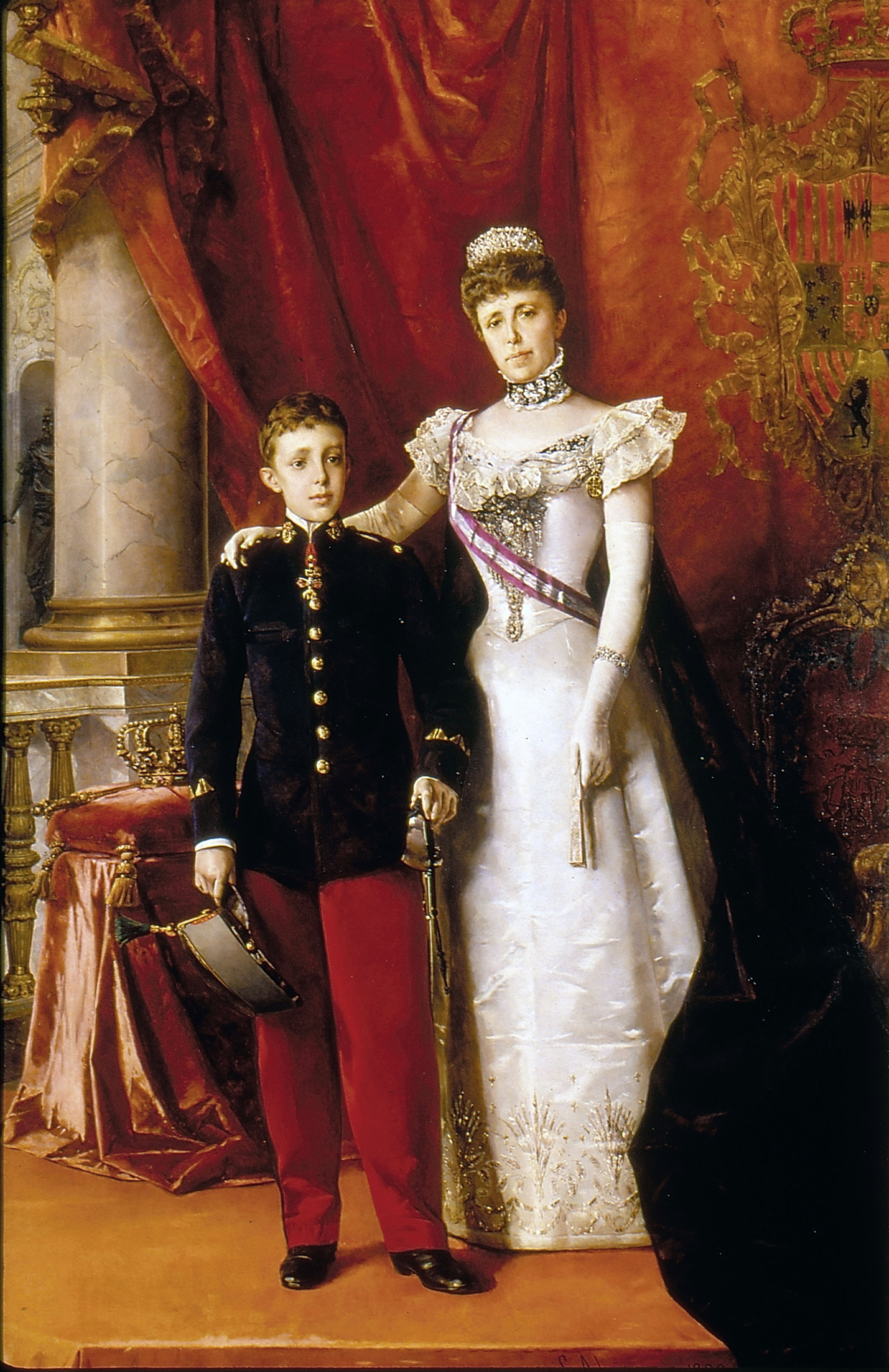
La régente Marie-Christine avec son fils, le futur Alfonso XIII, âgé de 11 ans (tableau de de 1898).

Immédiatement, le gouvernement de Sagasta demande la médiation de la France pour entamer des négociations de paix qui débouchent sur la signature du traité de Paris le 10 décembre 1898, par lequel l'Espagne reconnaît l’indépendance de Cuba et cède aux États-Unis Porto Rico, les Philippines et l'île de Guam dans l’archipel des Mariannes. L’année suivante, l’Espagne vend à l’Allemagne contre 25 millions de dollars les derniers restes de son empire colonial dans le Pacifique : les îles Carolines, le reste des Mariannes et les îles Palaos. « Qualifiée d’absurde et d’inutile dans une grande partie de l'historiographie, la guerre contre les États-Unis fut soutenue par une logique interne, avec l’idée qu’il n’était pas possible de maintenir le système monarchique qu’à partir d’une défaite militaire plus que prévisible », soutenue par les conservateurs comme les libéraux. Comme le déclare le chef de la délégation espagnole dans les négociations de paix à Paris, le libéral Eugenio Montero Ríos : « tout a été perdu, sauf la Monarchie ».
Après la défaite, l’exaltation nationaliste espagnole cède le pas à un sentiment de frustration et de pessimisme généralisé dans la société, sans toutefois se traduire par un changement politique. Les républicains — à l’exception de Pi y Margall, résolument anticolonialiste — comme les carlistes avaient appuyé la guerre et s’étaient manifestés aussi nationalistes, militaristes et colonialistes que les partis dynastiques. Seuls les socialistes et anarchistes étaient demeurés fidèles à leurs idées internationalistes, anticoloniales et antimilitaristes. De sorte que le régime de la Restauration survit à cette crise sans changements de fond.

#### 1898-1902: Gouvernements «régénérationnistes»

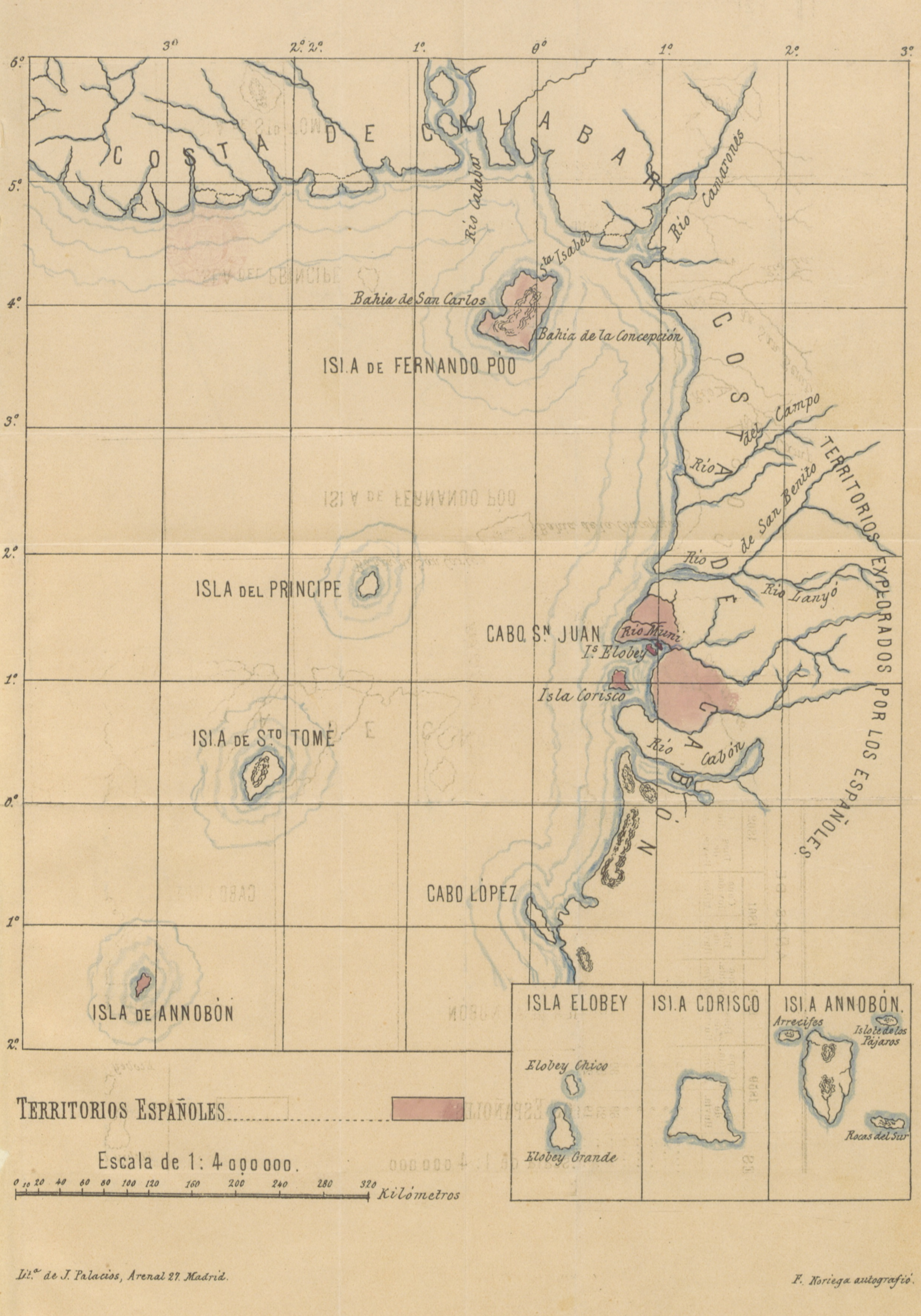
Carte des possessions espagnoles dans le Golfe de Guinée en 1897, avant le traité de Paris de 1900, qui instaure la Guinée espagnole daría lugar a la Guinea Española, jusqu’à son indépendance en 1968 en tant que Guinée équatoriale.

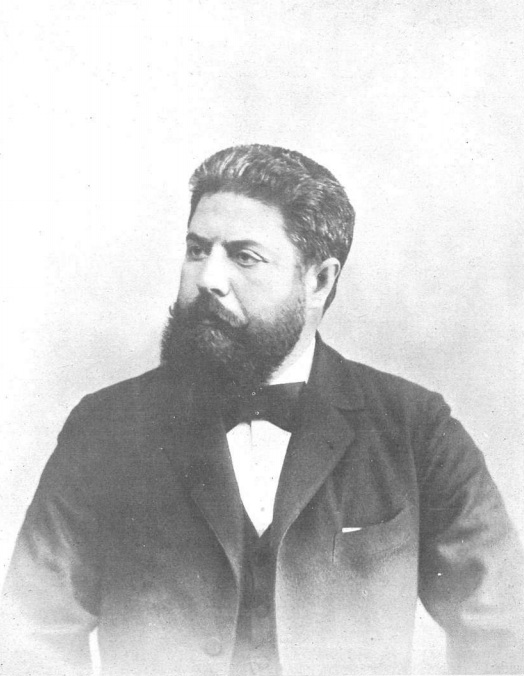
Joaquín Costa, principale figure du régénérationnisme.

Le tournant du XXe siècle est marqué par le régénérationnisme, un courant idéologique qui défend la nécessité de « régénérer » la société espagnole pour éviter un nouveau désastre comme celui survenu en 1898. Ce courant participe de la dénommée « littérature du désastre », commencée dès 1890 par Lucas Mallada avec la publication de Los males de la Patria (« Les Maux de la Patrie »), qui engage une réflexion sur les causes de la situation de « prostration » dans laquelle se trouve la « Nation espagnole », illustrée par la perte des colonies de l’Espagne tandis que les principaux États européens se trouvent en phase de consolidation de leurs propres empires coloniaux, et sur les moyens de la surmonter. Parmi les nombreuses œuvres publiées figurent El problema nacional (« Le Problème National », 1899) de Ricardo Macías Picavea, Del desastre nacional y sus causas (« Du désastre national et ses causes », 1900) de Damián Isern et ¿El pueblo español ha muerto? (« Le Peuple espagnol est-il mort ? », 1903) d’Enrique Diego-Madrazo (es). Les écrivains de ce qui sera plus tard appelé génération de 98 participent également à cette réflexion sur le « problème de l’Espagne (es) » : Ángel Ganivet, Azorín, Miguel de Unamuno, Pío Baroja, Antonio Machado, Ramiro de Maeztu , etc.,.
L’auteur le plus influent de la littérature régénérationniste est Joaquín Costa, qui publie en 1901 Oligarquía y caciquismo (« Oligarchie et Caciquisme »), dans lequel il désigne le système politique de la Restauration comme le principal responsable du retard de l'Espagne. Pour « régénérer » l’ « organisme malade » qu’est selon lui l’Espagne de 1900, il défend la nécessité d’un « chirurgien de fer » ()« cirujano de hierro  » qui mette fin aux pratiques du système oligarchique et mène un programme notamment basé sur l’éducation et le partage du pouvoir.

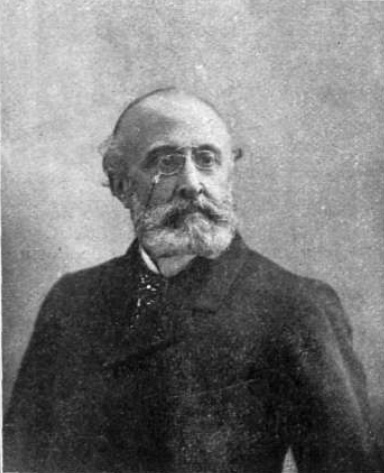
Francisco Silvela (en 1903), successeur d’Antonio Cánovas del Castillo à la tête du Parti conservateur.

En mars 1899, le nouveau leader conservateur, Francisco Silvela, prend la tête du gouvernement, pour le soulagement de Sagasta, qui était à la tête de l’État au cours du désastre de 1898. Silvela se fait l'écho des demandes régénérationnistes de la société et du système politique — il qualifie lui-même l’Espagne de pays « sans pouls » — en menant une série de réformes. Secondé par son ministre de la Guerre, le général Polavieja, il défend « une formule de régénération conservatrice qui essayait de sauvegarder les valeurs de la patrie dans un moment de crise nationale ».
La réforme la plus importante est celle du budget public menée par le ministre Raimundo Fernández Villaverde, qui vise à faire face à la difficile situation financière de l’État à la suite de l’augmentation des dépenses provoquée par la guerre, accompagnée de la baisse de la valeur de la monnaie nationale et d’une importante inflation, à l'origine d’une hausse du mécontentement populaire.
La seule opposition significative à laquelle gouvernement conservateur de Silvela doit faire face est le mouvement de tancament de caixes (en) (littéralement « fermetures des caisses »), mouvement de protestation mené en Catalogne entre avril et juillet 1900 par les commerçants et industriels regroupés dans la Liga Nacional de Productores (« Ligue nationale des producteurs ») — organisation créée par Joaquín Costa lui-même —, qui exige des changements politiques et économiques mais échoue après que les bourgeoisies basque et catalane décident finalement de soutenir le gouvernement.
Les désaccords internes — fondamentalement en conséquence de l’opposition de Polavieja à la réduction des dépenses publiques imposée par Fernández Villaverde, incompatible avec sa demande de financement pour moderniser l’armée — finissent par provoquer la chute du gouvernement Silvela en octobre 1900. Le gouvernement présidé par le général Azcárraga Palmero qui lui succède ne dure que cinq mois. En mars 1901, le libéral Sagasta prend la tête d’un nouvel exécutif, qui sera le dernier de la régence de Marie-Christine et le premier du règne effectif d’Alphonse XIII.

## 1902-1914: Première période du règne d’Alphonse XIII
La première période du règne d'Alphonse XIII est marquée par les suites directes du désastre de 1898, qui ébranle sérieusement le système de la Restauration et se trouve amplifié par l’émergence des deux principales problématiques qui mèneront à l'usure et la crise finale du régime : le retour de l’Armée dans la vie politique et l’irruption de la question catalane,.
Le nouveau roi ne se limite pas à exercer un rôle symbolique, il intervient activement dans la vie politique, particulièrement sur la question militaire, ce qui constitue l’un des facteurs expliquant que le régime se montre incapable de se transformer en une authentique monarchie parlementaire. Face à l’instabilité et la fragmentation au sein des partis du turno, le choix du président du gouvernement par le monarque constitue désormais une participation décisive dans la vie interne de ceux-ci.
Cette période se caractérise par d’importants changements dans la société espagnole avec la consolidation d'un mouvement ouvrier autonome.
Au cours de cette période, la place de l’Espagne en Europe s’atténue et se rapproche de celles d’États de second rang comme l’Italie.

### 1902-1907: premières années

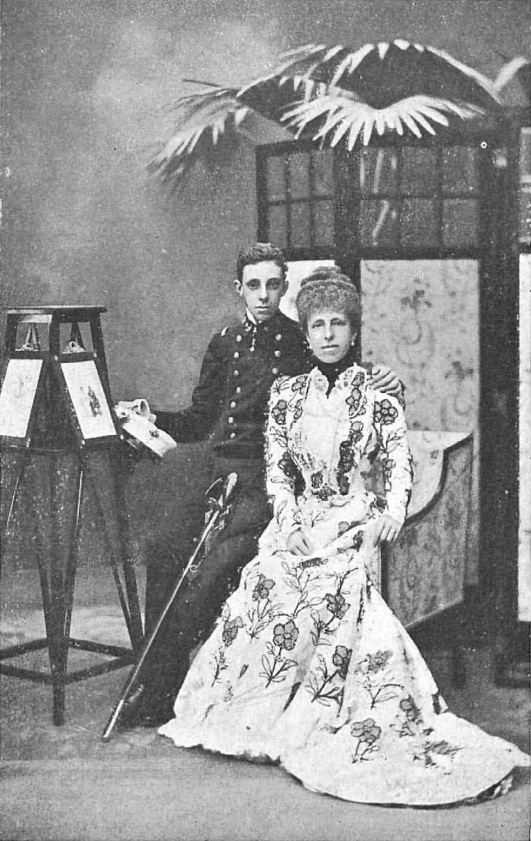
Le futur roi Alfonso XIII avec sa mère, la régente Marie-Christine d'Autriche, en 1901.

Le règne d’Alphonse XIII commence le 17 mai 1902, jour de ses seize ans, où il prête serment sur la Constitution de 1876. Dès le lendemain, le jeune roi envoie un message au pape Léon XIII dans lequel il affirme l'importance de la foi catholique en Espagne. Le nouveau roi ne fait pas l’unanimité dans l’opinion. Le jour de la cérémonie, le journal progressiste El País déplore son cléricalisme et regrette le manque de patriotisme manifesté dans la célébration. Des critiques sont également émises dans les rangs des nationalismes périphériques, catalan et basque.
Au moment de l'accession au trône, la Catalogne vit une période de tensions : la capitale Barcelone est soumise à l’état de guerre à la suite d’une grève générale révolutionnaire qui, pour la première fois de son histoire, a paralysé la ville une semaine en février 1902, donnant lieu à des incidents violents, la situation étant finalement contrôlée grâce à une intervention de l’Armée. Le gouvernement est présidé par le vieux leader libéral Práxedes Mateo Sagasta, qui reste au pouvoir jusqu’en décembre de la même année et meurt un mois après avoir abandonné la présidence, âgé de 77 ans.

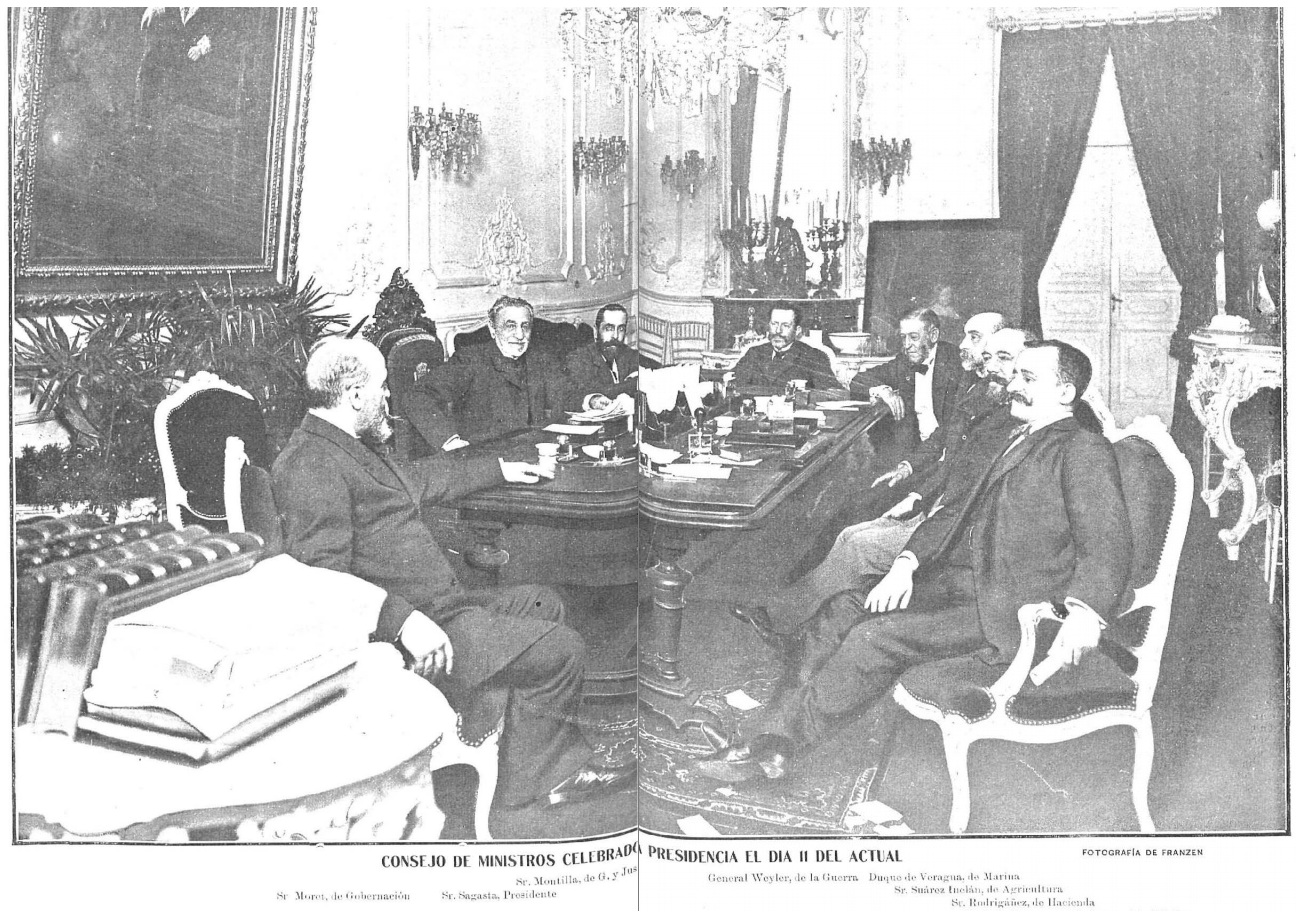
Conseil des ministres du gouvernement Sagasta (1902).

C’est un autre vétéran de la politique espagnole, Francisco Silvela, âgé de 60 ans et leader du Parti conservateur depuis l’assassinat de son leader historique Cánovas en 1887, qui lui succède à la tête du gouvernement. Le premier ministre obtient du roi l’habituel décret de dissolution du Parlement et convoque les élections générales d'avril 1903 pour se doter d’une majorité parlementaire confortable. Silvela promet des élections sincères, si bien que, bien que sans courir le risque de mettre le gouvernement en minorité, la coalition des partis républicains fait un triomphe dans plusieurs capitales, dont les trois plus grandes villes du pays — Madrid, Barcelone et Valence —, ; ce succès relatif est très mal accueilli par le roi et son entourage, qui en rejettent la responsabilité sur le gouvernement, et notamment sur son ministre de l’Intérieur, Antonio Maura, exacerbant les tensions au sein du Parti conservateur.
Silvela, usé, ne supporte pas la pression et présente simultanément sa démission de la tête du gouvernement et du parti. Il s’agit de la première des crises dites « orientales » — comprendre ici « despotiques », expression forgée par le journaliste Ángel Urzaiz à cette occasion —, étant donné que c’est le roi et son entourage direct qui résolvent toutes les crises, le monarque nommant et écartant librement les ministres en vertu de la Constitution,. La presse de l’époque rejette la responsabilité de la crise, qualifiée de « capricieuse et dispensable » « rappelant les jours d’Isabelle II » sur le monarque,.

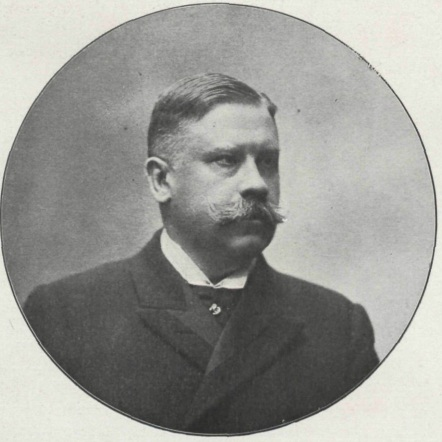
Raimundo Fernández Villaverde, leader de l’une des factions du Partido conservateur après le départ de Silvela.

La disparition des leaders historiques des partis dynastiques attise les luttes intestines pour en prendre le contrôle. Dans le parti conservateur, la faction menée par Raimundo Fernández Villaverde, successeur de Silvela à la présidence du gouvernement, s’oppose à celle d’Antonio Maura, qui le remplace en décembre 1903. Au sein du Parti libéral, la division est plus grande encore, avec jusqu’à 5 aspirants pour succéder à Sagasta : Eugenio Montero Ríos, José López Domínguez, Francisco Romero Robledo, Segismundo Moret et José Canalejas. Le processus du turno se maintient dès lors avec deux partis très affaiblis. Le Parti conservateur gouverne entre 1903 et 1905, puis le Parti libéral entre 1905 et 1907, mais dans une grande instabilité.
La mort de Sagasta et le départ de Silvela révèlent au grand jour les faiblesses des deux partis dynastiques, qui fonctionnent en réalité comme des réunions de petits groupes d'intérêts plutôt qu'agglutinant un véritable électorat. Au début du règne d’Alphonse XIII, le régime de la Restauration est confronté à deux problèmes fondamentaux et contradictoires, qu’il s'avèrera incapable de résoudre : d’une part, maintenir la cohésion de ses élites fondatrices avec l’apparition de leurs nouveaux leaders, et d’autre part réformer le système en s'attaquant au caciquisme, à la fraude électorale et en limitant l’interventionnisme du roi, afin de lui conférer force et légitimité dans l’opinion. Une tâche compliquée car contraire aux intérêts des partis « dynastiques ».
La première brèche dans le système du turno est ouverte en Catalogne, où la mobilisation citoyenne parvient à mettre fin au réseau caciquiste, en commençant par Barcelone, avec des résultats électoraux qui traduisent les changements d’opinions des votants et le remplacement des partis dynastiques par deux forces extérieures au système : les catalanistes et les républicains de Lerroux. Un phénomène similaire se produit à Valence, conduit par  l’écrivain Vicente Blasco Ibáñez — également journaliste comme Lerroux —. Les deux mouvements associés — respectivement dénommés lerrouxisme et blasquisme — démontrent qu’il est possible, au moins dans les capitales de province, de mobiliser le vote et d’obtenir des sièges parlementaires dans le vieux système basé sur l’oligarchie et le caciquisme,.

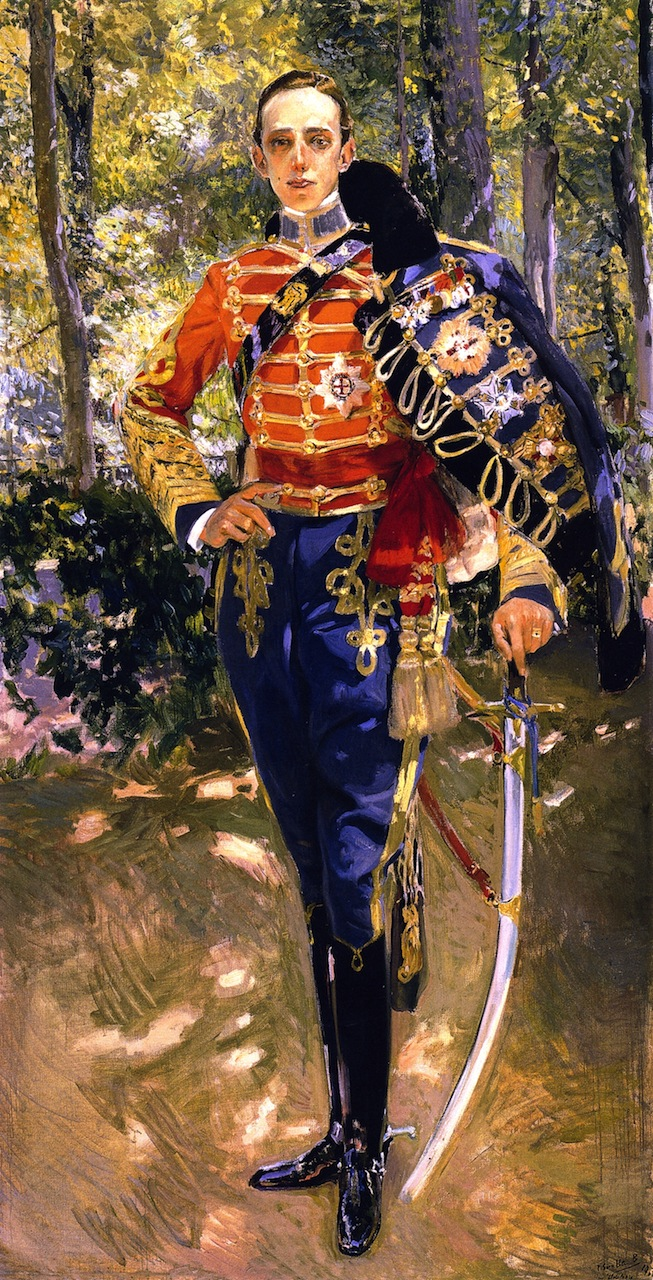
Portrait d’Alphonse XIII portant l’uniforme de hussard, par Joaquín Sorolla (1907).

Lorsque le jeune roi accède au trône les souvenirs du désastre de 1898 sont encore vifs et les thèses régénéragionnistes sont défendues par les partis dynastiques comme dans les rangs de l’opposition républicaine. Dans ce contexte, certaines figures politiques comme le député libéral José Canalejas réclament un rôle plus actif de la couronne dans les prises de décision politique, qui l’éloignerait de la stricte fonction de pouvoir modérateur que lui attribue la Constitution de 1876. Une semaine seulement après sa prestation de serment, la principale organisation régénérationniste, l’Union nationale de Joaquín Costa, expose au monarque les réformes qu’il pense devoir être adoptées et Alphonse XIII se montre à l’écoute des demandes de régénération. Selon le comte de Romanones, à la tête du Ministère de l’Instruction publique et des Beaux arts — récemment créé — du gouvernement libéral de Sagasta, le jeune roi se montre soucieux d’exercer ses pouvoirs dès la première réunion du Conseil des ministres, particulièrement en matière militaire, comme la Constitution lui en reconnait le droit,. L’intérêt du jeune Alphonse XIII pour la question militaire est visible dès les premiers temps du règne. Le leader conservateur Antonio Maura, président du gouvernement entre novembre 1903 et décembre 1904 lui recommande lui-même d’accorder une attention particulière à ces sujets.
Différentes divergences entre le roi et les gouvernements se produisent mais les frictions les plus importantes sont liées aux questions militaires. En mars 1903, le ministre du Budget du gouvernement conservateur de Silvela, Fernández Villaverde, présente sa démission à cause de — ou, selon les interprétations, en prenant prétexte de — l’opposition du roi à la réduction des effectifs militaires. Il intervient également dans certaines décisions militaires secondaires.
Les critiques des interventions de la Couronne dans la vie politique et militaire s'accentuent à partir de la crise qui met fin au gouvernement Silvela vers le milieu de l’année 1903, dans la presse et de la part de l'opposition républicaine au Parlement. Lorsque Maura accède à la présidence du gouvernement en décembre 1903, les républicain soupçonnent qu’une nouvelle crise « orientale » s’est produite, à cause de son caractère despotique et d’une prétendue intervention de la reine mère, l’ancienne régente Marie-Christine.
Le premier exemple important d'interventionnisme de la part d'Alphonse XIII a lieu en décembre 1903, lorsqu’il refuse de ratifier la nomination du chef d’État-major de l’Armée, ce qui entraine la démission du président du gouvernement, le conservateur Antonio Maura. Le roi mène alors des consultations afin de former un nouveau gouvernement toujours présidé par Maura, mais celui-ci refuse et réitère son opposition à l'interventionnisme du roi dans les questions militaires. Deux gouvernements éphémères se succèdent et moins de 6 mois plus tard, le roi donne le pouvoir aux libéraux suivant le conseil de Maura lui-même.
Cet épisode met en évidence les deux grands écueils auxquels se trouve dès lors confrontée toute tentative de transition vers une véritable monarchie parlementaire : le poids des militaires, qui découvrent qu’ils ont ainsi la capacité d’exercer une pression sur le roi pour résoudre leurs affrontements avec le gouvernement civil, et l’attitude interventionniste du roi, qui, sortant de son rôle strictement constitutionnel, peut choisir de renvoyer un chef de gouvernement à l’encontre de la volonté des deux partis du turno.
À partir de 1900, l’opposition entre sécularisme et confesionnalisme comme modèles de société s’exprime ouvertement et avec une vigueur inédite au Parlement, dans la presse et dans la rue, traduisant le conflit entre le processus sécularisateur en cours dans la société espagnole, et l’activisme de l’Église catholique qui prétend le freiner. La confrontation entre cléricalisme et anticléricalisme atteint les partis du turno : les libéraux, taxés d’« anticléricaux », prétendant limiter la croissance des ordres religieux en les soumettant à la Loi sur les associations de 1887, les conservateurs soutenant l’Église, radicalement opposée à cette prétention.

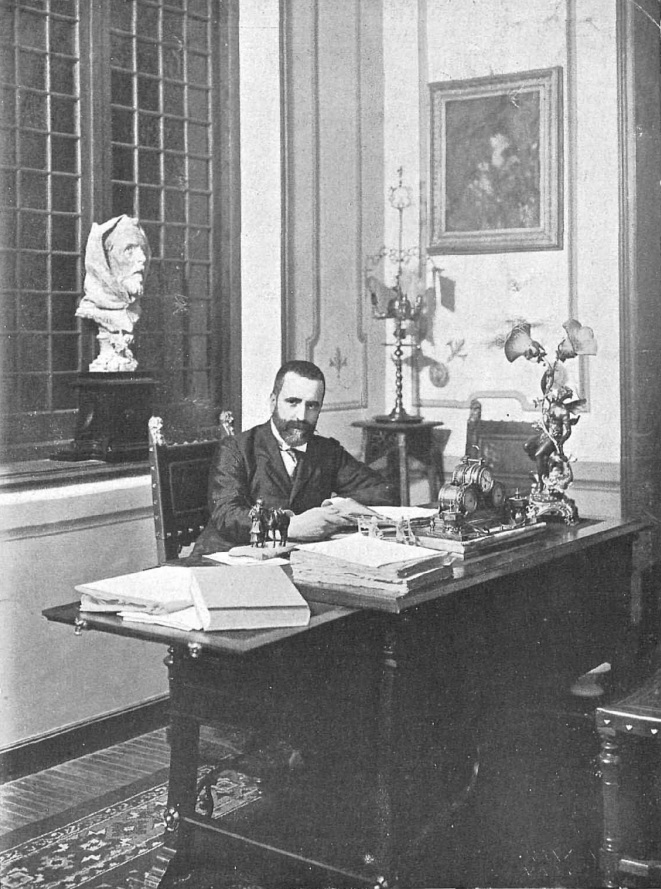
José Canalejas, libéral anticlérical, en 1901.

La question religieuse est également clivante au sein des partis dynastiques. Ainsi, le gouvernement Sagasta est divisé sur la manière de limiter les activités des ordres religieux, particulièrement en matière éducative. Un groupe de ministres, menés par Segismundo Moret, plaide pour négocier avec le pape une loi pour réguler leurs activités, tandis qu’un autre secteur, dirigé par José Canalejas, qui a auparavant proclamé la nécessité de mener une « bataille contre le cléricalisme », s’y oppose au nom de l’indépendance de l’État vis-à-vis du Saint-Siège. C’est finalement la première posture qui s'impose, provoquant le départ du gouvernement de Canalejas ; ce dernier donne alors — agissements exceptionnels pour une figure notable du turno — une série de meetings au Pays valencien en faveur d’une monarchie démocratique qui freine la réaction, qu’il identifie comme les républicains à la très antilibérale Église catholique,. Parmi les conservateurs, le plus clérical est Antonio Maura,.
Au cours de son premier gouvernement (décembre 1903-décembre 1904), il doit faire face à un conflit sérieux dans la ville de Valence, bastion des partisans républicains blasquistes,. Les blasquistes sont connus pour leurs attaques anticléricales parfois violentes. Pour s’opposer aux blasquistes, en 1901 est fondée la Ligue catholique valencienne,.

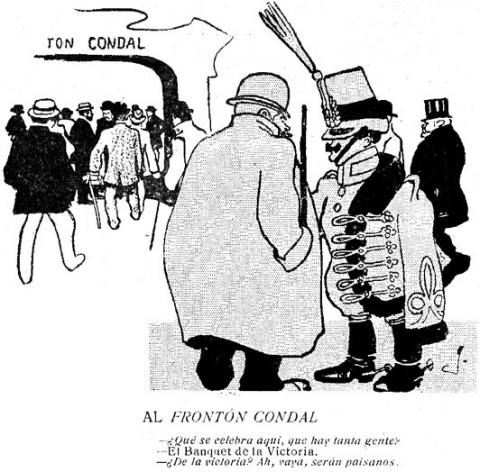
Vignette publiée dans la revue satirique ¡Cu-Cut! qui provoque la colère des militaires en novembre 1905.

L’année suivante le gouvernement doit faire face à la grave crise provoquée par les incidents du ¡Cu-Cut!, qui marque l’irruption des questions militaire et catalane au premier plan de la vie politique du pays : le 25 novembre à Barcelone, un groupe d’officiers lance un assaut sur la rédaction de l’hebdomadaire satirique catalaniste ¡Cu-Cut! ainsi que celle du quotidien La Veu de Catalunya, en réaction à la publication par le premier d’une vignette ironisant sur les défaites de l’Armée espagnole. Le gouvernement libéral d’Eugenio Montero Ríos tente d’imposer son autorité aux militaires et choisit de ne pas céder à la pression des capitaines généraux qui montrent leur appui aux militaires insurgés. Finalement, le roi ne soutiendra pas le gouvernement, obligeant Montero Ríos à présenter sa démission.
Un nouveau gouvernement libéral est formé sous la présidence de Segismundo Moret, qui reçoit du roi la mission d’empêcher que les attaques « à l’Armée et aux symboles de la Patrie » se reproduisent. Il cède devant les demandes du roi et fait en sorte de satisfaire les militaires et fait rapidement approuver au Parlement une « Loi pour la Répression des Délits contre la Patrie et l’Armée » (Ley para la Represión de los Delitos contra la Patria y el Ejército) connue comme la « Loi des Juridictions » (Ley de Jurisdicciones), par laquelle c'est dorénavant la juridiction militaire qui obtient les compétences pour juger de tels délits.
Cet épisode aura des conséquences au long terme : en créant un précédent de soumission du pouvoir civil devant l’insubordination militaire, il alimente la création d’un pouvoir militaire autonome, enclin à excercer de nouvelles pressions et chantages, et marque un jalon important dans la militarisation de l’ordre public,. Le rôle du roi se trouve également renforcé et s'affirme comme « un intermédiaire entre le pouvoir civil et le militaire », bénéficiant de son autonomie et de son prestige propres, qui s’avère indispensable pour permettre la retour au calme dans de telles situations de tension.
En réponse à l’impunité accordée aux responsables des évènements du !Cu-Cut! et à la Ley de Jurisdicciones, la grande coalition Solidaritat Catalana (« Solidarité catalane ») est formée en mai 1906 en Catalogne,.
Elle rencontre un succès spectaculaire dans différentes manifestations qu’elle convoque puis triomphe aux élections générales de 1907 en remportant 41 des 44 députés catalans.
Cette victoire marque un nouveau point de non-retour, en Catalogne comme dans l’Espagne tout entière : « les gouvernements de Madrid, et la couronne elle-même, devront assumer le fait que la question catalane était devenue l’un des problèmes les plus préoccupants de la vie politique espagnole ».

### 1907-1909: «gouvernement long» d’Antonio Maura

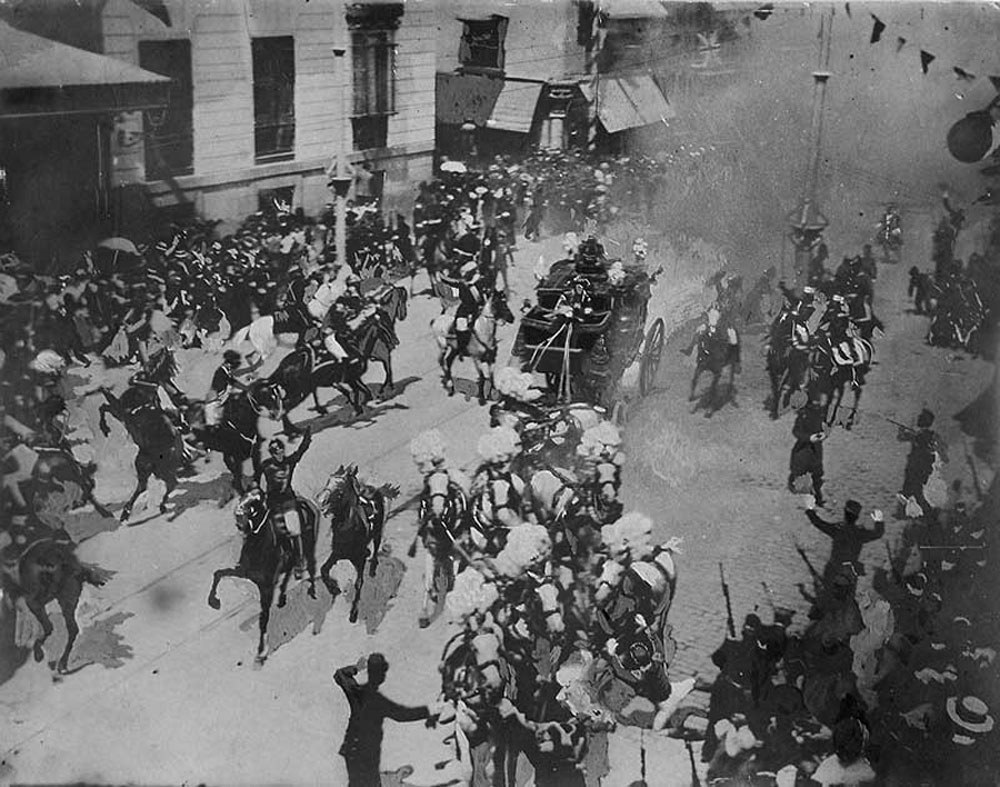
Attentat anarchiste contre le roi Alphonse XIII et Victoire-Eugénie de Battenberg le jour de leur mariage, le 31 mai 1906.

L'approbation de la Ley de Jurisdicciones ouvre une crise au sein du Parti libéral qui se solde avec la démission de Moret en juillet 1906. Trois autres gouvernements libéraux lui succèdent, mais les dissensions entre les factions du parti perdurent, si bien que le roi fait appel en janvier 1907 à Antonio Maura, leader du Parti conservateur, pour former un nouvel exécutif,.
Selon les usages de la Restauration, avec le retour des conservateurs au pouvoir, Maura obtient du roi le décret de dissolution du Parlement et la convocation de nouvelles élections pour bénéficier d’une large majorité parlementaire. Le ministre de l’Intérieur (Gobernación) Juan de la Cierva y Peñafiel s’emploie à satisfaire les diverses factions conservatrices, aux dépens du parti libéral en se livrant aux manipulations électorales usuelles. La sincérité du scrutin se trouve ainsi encore entachée, la fraude électorale renforcée, et le pacte entre élites conservatrice et libérales rompu, entrainant la protestation des derniers.

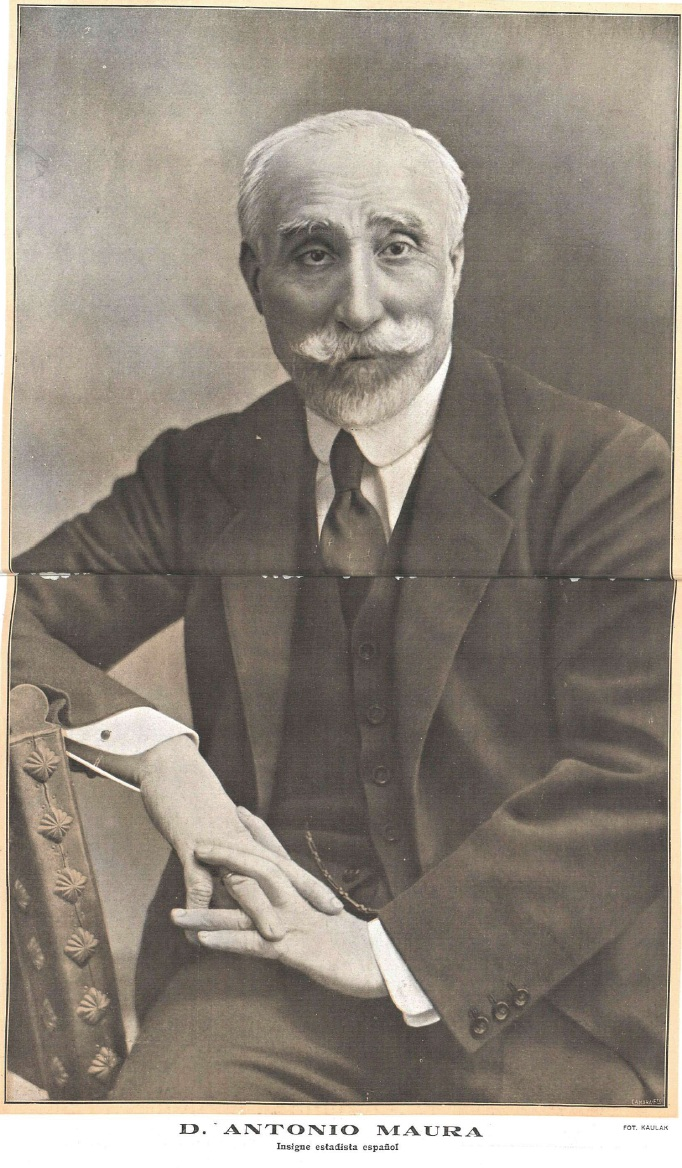
Antonio Maura.

Entre 1907 et 1909, Maura entreprend de mener une « révolution d'en haut (es) » (revolución desde arriba) du régime de la Restauration, dont le but principal est d’obtenir un soutien populaire de la Monarchie d’Alphonse XIII et de mettre fin au système caciquil. Maura est convaincu qu’une telle ouverture, si elle était contrôlée habilement par les dirigeants, pourrait être bénéfique pour la Couronne et les intérêts conservateurs. Toutefois, il commence sa période à la tête de façon peu congruente en recourant massivement au réseau de caciques pour obtenir aux élections une large majorité au Parlement. La première tâche qui lui est confiée est l’approbation d’une nouvelle loi électorale,. Le vote obligatoire est introduit afin d’encourager la participation. L’article 29 établit que, dans les districts électoraux avec une candidature unique, le candidat sera proclamé automatiquement et sans nécessité de procéder au vote. Avec ces mesures, on prétend mettre fin à la fraude électorale, mais c’est en réalité l’inverse qui se produit, cette disposition renforçant et encourageant la pratique de l’encasillado.
Les élections sincères supposément permises par la nouvelle loi électorale n’auront pas lieu. La mise en application de l’article 29 débouche en effet sur une aggravation de la fraude électorale,.
En définitive, la réforme électorale a des effets opposés à ceux initialement escomptés, en rendant plus difficile la compétition électorale et en empêchant l’ouverture du système à de nouvelles forces politiques.

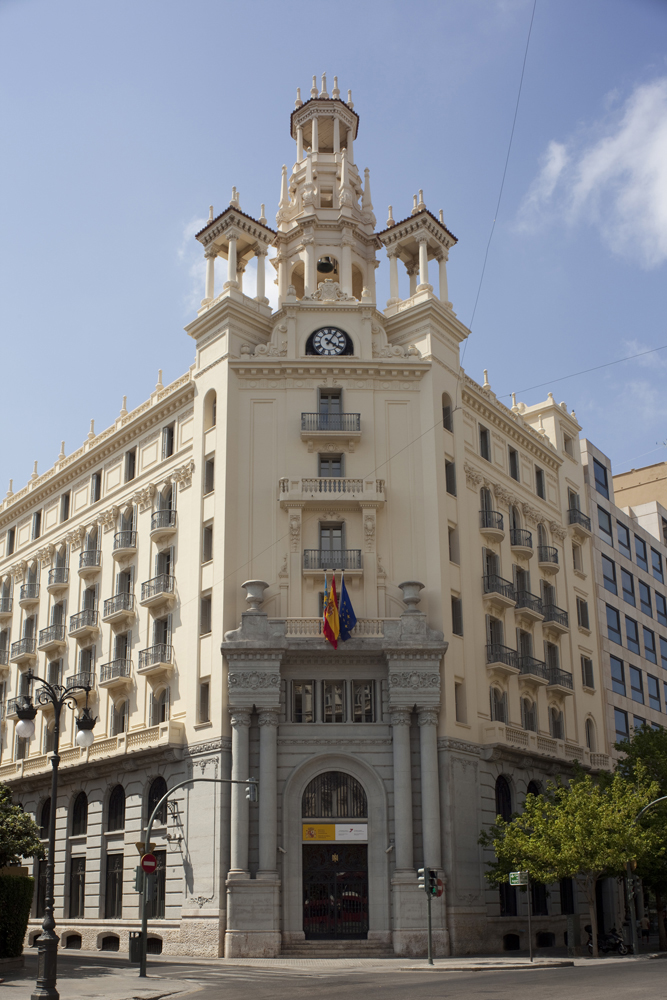
Bâtiment de l’ à Valence, connue sous le nom populaire de casa del Xavo, de l'architecte Enrique Viedma Vidal.

Le projet phare de Maura est une réforme de l’administration locale qui prévoit de conférer aux municipalités et députations provinciales, jusqu’alors très mal dotées, une réelle autonomie par rapport au gouvernement ainsi que certaines compétences importantes.
Maura s’occupe également la question sociale en lançant une série d’initiatives législatives relatives à des sujets divers comme le repos dominical, le travail des femmes et des enfants, l’émigration, les grèves, l’arbitrage des négociations avec les travailleurs dans le secteur industriel, etc.

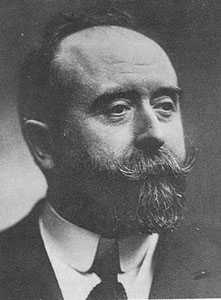
Le ministre de l'Intérieur Juan de la Cierva.

Une politique d'ordre public autoritaire est mise en œuvre par le ministre de l’Intérieur Juan de la Cierva y Peñafiel. Son projet phare est la loi de répression du terrorisme qui autorise le gouvernement à fermer des revues et centres anarchistes, et à chasser leurs responsables sans mandat judiciaire. La loi est attaquée par les républicains et les socialistes, qui la considèrent comme une menace aux libertés. Les libéraux se joignent également à l’opposition à la loi, donnant naissance au « bloc de gauche » promu par les trois principaux quotidiens libéraux madrilènes, qui débouche le 28 mai 1908 sur la célébration d’un grand meeting politique « contre Maura et son œuvre » au théâtre de la Princesse (es). En septembre, à l’occasion de la commémoration de l’anniversaire de la révolution démocratique de 1868 est scellée une alliance antimauriste entre libéraux et républicains.
Le gouvernement s’engage dans la seconde guerre de Melilla, au Maroc, qui culmine, à la suite de l’embarquement de troupes à Barcelone, avec les évènements de la Semaine tragique, l’un des moments les plus critiques de l’histoire de la Restauration.
Lundi 26 juillet 1909 éclate une grève générale à Barcelone, qui s’étend rapidement aux autres villes de Catalogne. Le même jour les protestations dégénèrent en violences de rue protagonisées par des anarchistes et des républicains du Parti radical de Lerroux et la grève tourne à l’émeute anticléricale. La république est proclamée à Sabadell, près de Barcelone. L’extension de la rébellion au reste de l’Espagne avorte grâce à l’habileté de la Cierva, qui la présente comme un mouvement « séparatiste ».
Cette explosion de violence anticléricale est le point culminant d’années de discours révolutionnaires qui ont diffusé dans l’esprit populaire l’idée que tous les maux du pays résident dans l’influence de l’Église, tenue pour une institution « hypocrite et sinistre ». En une semaine de troubles, on déplore 104 morts parmi les civils — plusieurs centaines de blessés —, 8 au sein des forces de l’ordre et des militaires, et l’incendie de plusieurs dizaines d’édifice religieux. Il s’ensuit une répression très sévère,. La figure la plus connue parmi les détenus est le pédagogue et activiste anarchiste Francisco Ferrer, condamné par un conseil de guerre qui ne parvient pas à établir sa responsabilité dans les èvènements et dont l’exécution le 13 octobre suscite des vagues d’indignation dans toute l’Europe,.

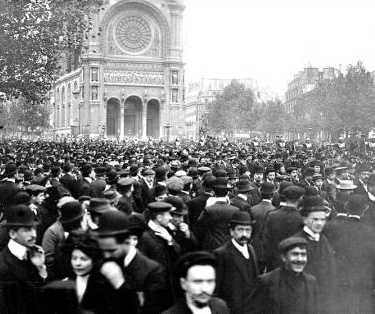
Manifestation à Paris le 17 octobre 1909 contre l’exécution de Francisco Ferrer Guardia.

Les évènements qui seront plus tard connus sous le nom de « Semaine tragique » et la dure répression qui leur fait suite n’ont pas de conséquence politique immédiate. Toutefois, la campagne internationale de protestation contre l’exécution de Ferrer aura de significatives répercussions, en mettant le point de mire de la presse internationale sur les affaires internes de l’Espagne pendant plusieurs mois, transmettant « l’image d’un pays retardé et barbare, dominé par l’Inquisition et par une Monarchie rétrograde ».
Bien que rencontrant peu d’échos directs en Espagne, la protestation internationale est mise à profit par le Parti libéral allié au républicains pour mener une campagne contre le gouvernement et Maura. Le 20 septembre, le PSOE, qui abandonne pour la première fois sa posture de rejet des partis bourgeois, rejoint ce « bloc de gauche » antimauriste, qui débouche sur l’élection de Pablo Iglesias, secrétaire général du parti, comme député pour Madrid aux élections générales de 1910 — première accession au Parlement d’un socialiste au Parlement espagnol —.

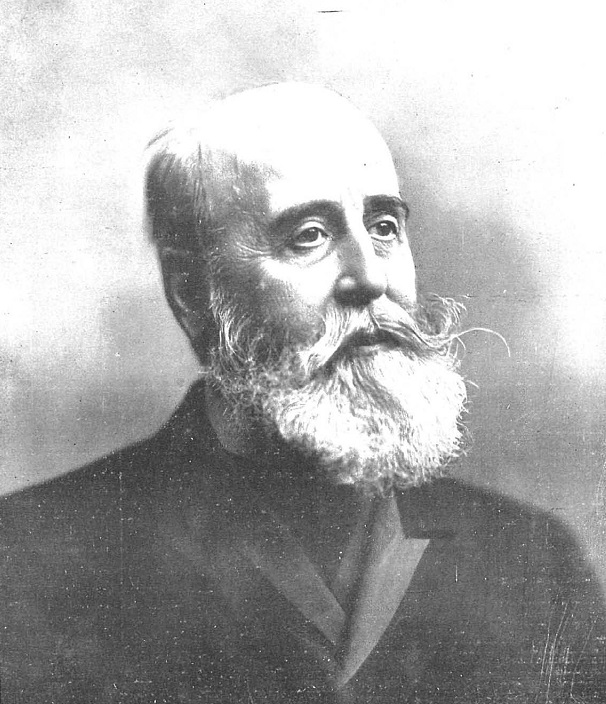
Le libéral Segismundo Moret en 1909.

Le 18 octobre 1909, seulement cinq jours après l’exécution de Ferrer, un débat a lieu au Congrès des députés au cours duquel se produit une altercation entre Maura et Moret. Ce dernier demande la démission du gouvernement et fait appel au roi en affirmant que « quelqu’un » doit faire comprendre aux conservateurs qu’ils doivent quitter le pouvoir. Deux jours plus tard, le ministre de l’Intérieur Juan de la Cierva attaque violemment Moret. El Diario Universal, quotidien appartenant au libéral Romanones, affirme que le gouvernement ne peut pas durer « un seul jour de plus ». Le 22 octobre, Maura est destitué.
Cette alternance au gouvernement constitue un fait rare dans l’histoire de la Restauration. Le parti du turno dans l’opposition, dans ce cas le Parti libéral, provoque la chute de l’autre parti au pouvoir, en menant ue campagne dans la rue et en cherchant l’appui des formations « antidynastiques » — républicains et socialiste —. En réponse, Maura présente le pacte sur lequel était basé le régime politique de la Restauration comme anéanti. La crise de la Semaine tragique rompt ainsi la solidarité qui unissait les protagonistes du turno sous l’égide de la Constitution de 1876.

### 1909-1913: gouvernement libéral et réformes de Canalejas

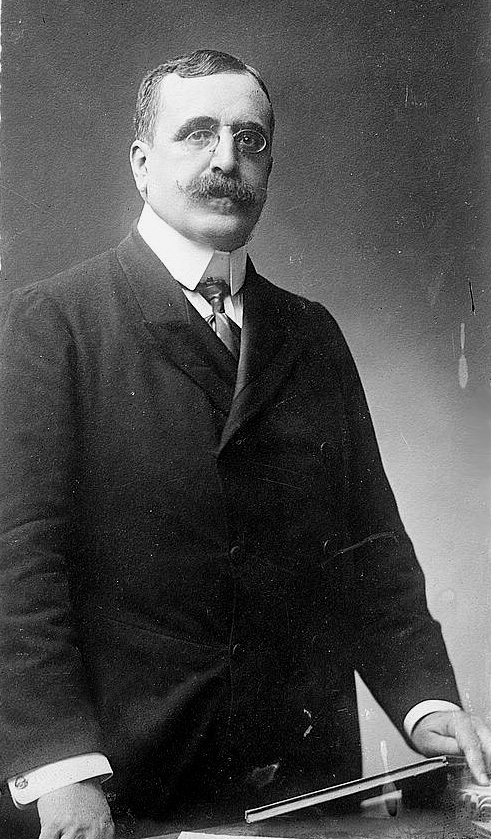
José Canalejas.

Le gouvernement libéral de Segismundo Moret, succédant au long gouvernement de Maura, en contraste ne dure que quelques mois. Son rapprochement avec les républicains ouvre une crise au sein du Parti libéral, mise à profit par le roi pour intervenir et nommer en février 1910 José Canalejas nouveau chef du gouvernement,.
Le programme politique de Canalejas, qualifié de « régénération démocratique », repose sur l’idée d’une nationalisation complète de la monarchie, suivant les modèles britannique et italien. Paradoxalement, Canalejas concède au roi une place fondamentale dans ce projet, ne se limitant pas à un rôle symbolique mais réclamant sa pleine implication dans les réformes et l’accompagnement de son premier ministre.
Canalejas promeut un interventionnisme économique de l’État, qu’il considère comme le principal agent pour la modernisation du pays. Ses propositions abordent les problèmes saillants du moment, notamment question religieuse. L’objectif de Canalejas est de parvenir à une séparation à l’amiable entre l’Église et l’État, par le biais de négociations aussi discrètes que possible. Toutefois, le Saint-Siège ne se montre pas disposé à abandonner la positition privilégiée tenue par l’Église catholique en Espagne.
Afin de renforcer la position de l’État, Canalejas se propose de réduire le poids des ordres religieux par le biais d’une loi qui les traite comme de simples associations, à l’exception de ceux reconnus dans le Concordat de 1851. Pendant que la loi est en débat au Parlement, en décembre 1910 est adoptée une disposition transitoire et temporaire connu sous le nom de Ley del candado (« Loi du cadenas »), selon laquelle aucun nouvel ordre religieux ne pourrait être établi en Espagne au cours des deux années suivantes. La loi reste néanmoins pratiquement sans effet, à la suite de l’approbation d’un amendement selon lequel la restriction sera levée si la nouvelle loi sur les associations n’est pas aprouvée dans les deux ans. En dépit de tout, Canalejas, pieux catholique, sera considéré comme l’ennemi de la religion,.

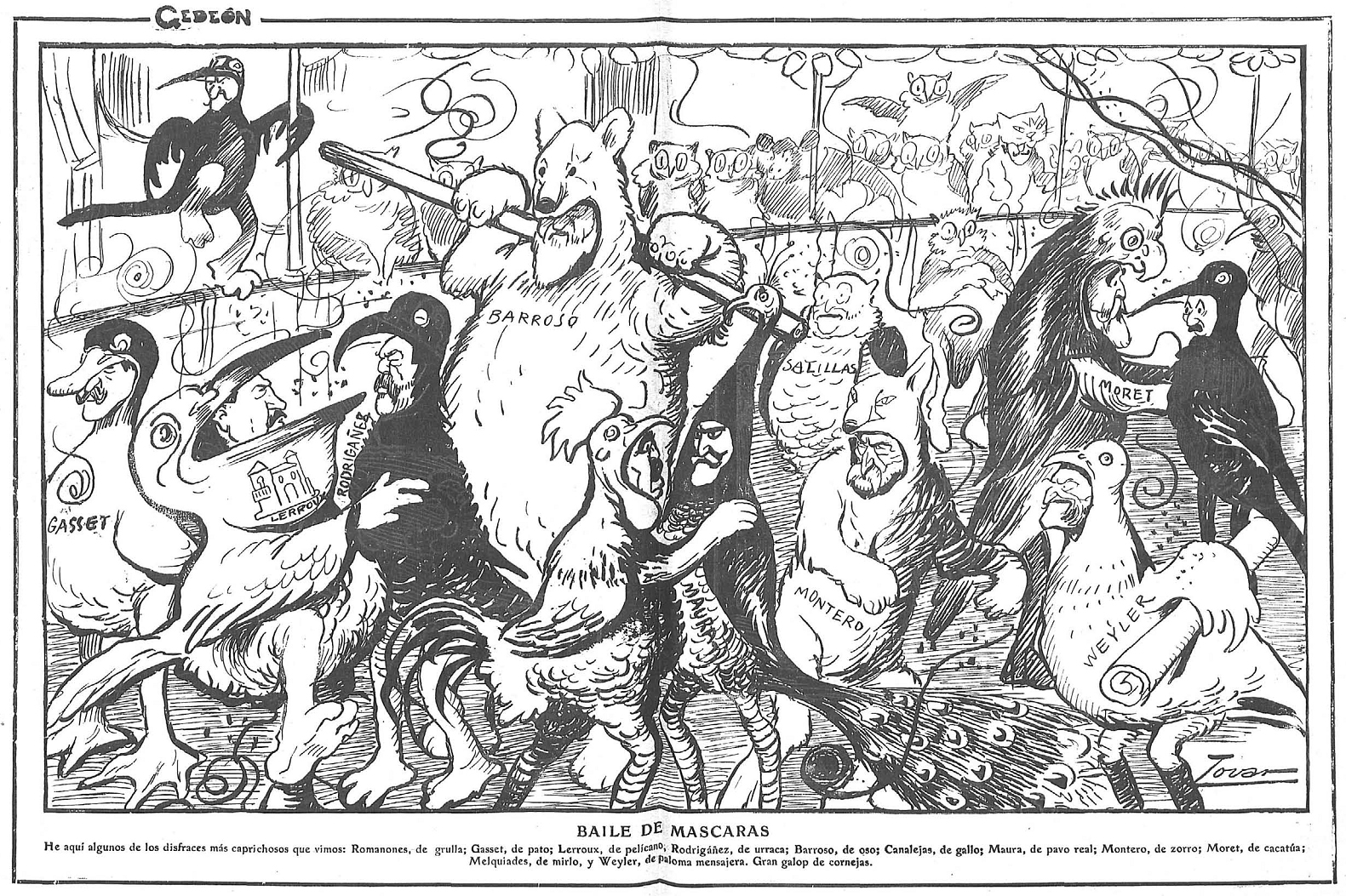
Baile de máscaras (« bal masqué ») dans la revue Gedeón (février 1912) : Romanones, Lerroux, Gasset, Rodrigáñez, Barroso, Canalejas, Maura, Montero Ríos, Moret, Melquíades Álvarez y Weyler.

Alphonse XIII tente de freiner les mesures anticléricales du gouvernement et insiste pour rétablir les relations diplomatiques avec le Vatican,. Le 28 juin, il se présente sans prévenir à la basilique royale Saint-François-le-Grand de Madrid où est célébré l’acte de clôture du congrès eucharistique, causant un scandale dans les médias libéraux. Agissant ainsi, le roi jette le discrédit sur la politique religieuse de Canalejas, suscitant les critiques de la presse libérale.
le gouvernement Canalejas rencontre davantage de succès dans les réformes entreprises pour aborder la question sociale.
Canalejas est convaincu de la nécessité de passer par des négociations entre patrons et ouvriers pour résoudre les conflits sociaux, et prend quelques mesures allant dans ce sens, bien qu’il échoue à faire approuver son projet phare sur ce terrain, la loi sur les conventions collectives, qui suscite une opposition féroce,.

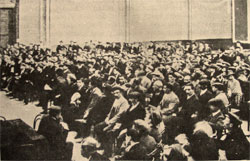
Congrès fondateur de la CNT en 1910.

La période de gouvernement de Canalejas est marquée par une grande augmentation des grèves, sous l’impulsion du renforcement et de l’expanson des organisations ouvrières, particulièrement l’UGT socialiste et la CNT anarchosyndicaliste — fondée en 1910 —. En réponse à cette crise, le gouvernement alterne arbitrage et répression, en faisant preuve de fermeté dans le maintien de l’ordre public.

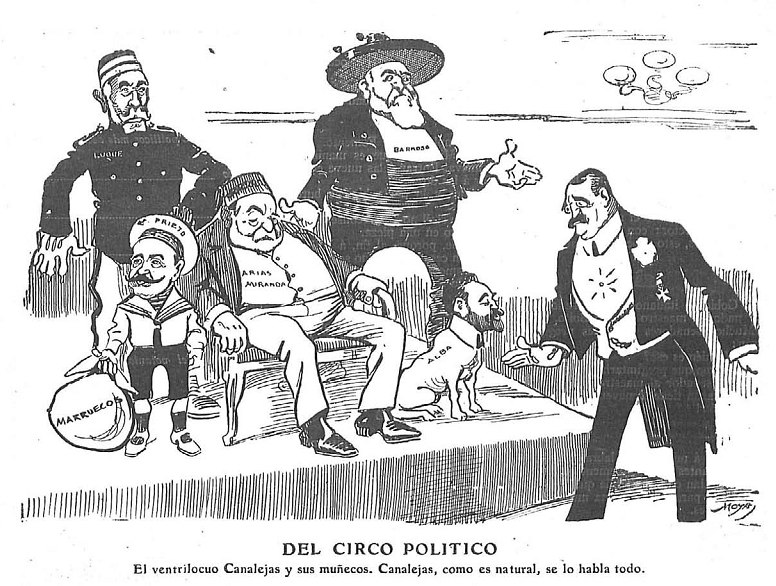
« Du cirque politique », caricature publiée dans la revue Gedeón en avril 1912 ; on y voir les libéraux Luque y Coca, García Prieto, Arias Miranda, Barroso, Alba et Canalejas.

Canalejas s’occupe également de deux des plus anciennes revendications des classes populaires, sources de fréquents protestations et échauffourées : l’abolition des impôts indirects connus sous le nom de consumos, taxant les produits basiques et que Canalejas considère comme « une spoliation du prolétariat », et les inégalités face au service militaire. Pour obtenir l’approbation de la loi supprimant les consumos et les remplaçant par un impôt progressif sur les rentes urbaines, assumé par les classes aisées, Canalejas doit lutter contre certains députés de son propre parti.
En ce qui concerne la seconde revendication populaire, en 1912 est adoptée la Ley de Reclutamiento y Reemplazo del Ejército (es) qui instaure un service militaire obligatoire, toutefois limité aux temps de guerre. Cette loi est supposée mettre fin à la pratique dite de redención en metálico (« rédemption en [argent] liquide »), qui permettait aux familles aisées de dispenser leurs enfants mâles du service militaire en payant une certaine quantité d’argent ; pour les temps de paix toutefois, on opte pour une solution intermédiaire car il apparaît impossible de se dispenser entièrement des paiements des familles pour le financement de l’Armée. C’est ainsi qu’apparaît la figure du soldado de cuota (es), recrues effectuant un service plus bref s’ils s’acquittent d’une certaine somme,,.

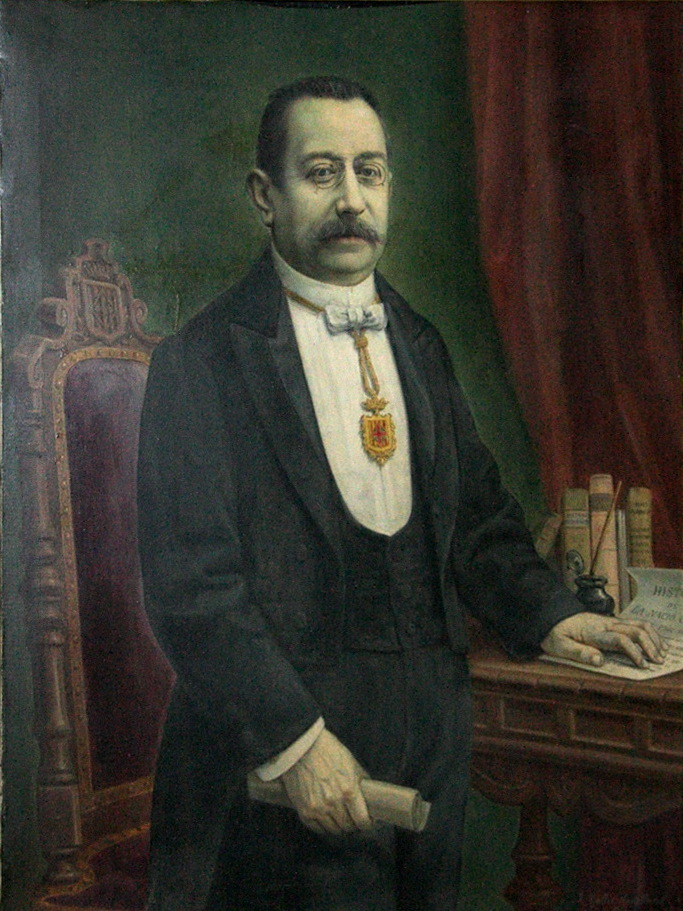
Portrait d’Enric Prat de la Riba présidente de la Députation provinciale de Barcelone.

Contrairement aux postures qu’il avait manifestées au début de sa carrière politique, Canalejas se montre ouvert à l’idée de décentralisation et d’autonomie régionale lors de son arrivée à la présidence du gouvernement. Il est ainsi disposé à satisfaire certaines demandes de la Lliga Regionalista catalaniste via la création d’une nouvelle instance régionale qui intègrerait les quatre députations provinciales de Catalogne sous le nom de Mancommunauté de Catalogne et qui serait dirigée par l’un des représentants de la haute bourgeoisie catalane, leaders de la Lliga et président de la Députation de Barcelone, Enric Prat de la Riba La loi de création de la Mancomunidad est approuvée au Congrès le 5 juin 1912, la Mancommunauté se constituant en mars 1914,.
Canalejas rencontre du succès au Maroc, ce qui permet d’ouvrir les négociations avec les Français concernant l’établissement du protectorat espagnol au Maroc. À partir de ce moment le roi se montre intéressé et intervient dans les questions politiques liées.

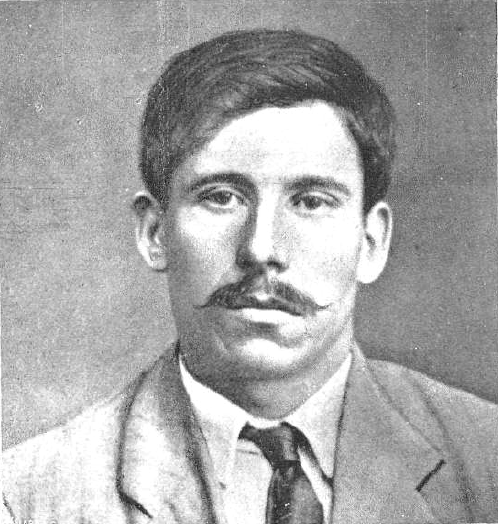
L’anarchiste Manuel Pardiñas, qui assassine Canalejas le 12 de noviembre 1912.

Début novembre 1912, un accord définitif sur le Maroc est conclu avec la France, mais Canalejas ne peut participer à la signature du traité prévue à la fin du mois, étant assassiné le 12 du même mois par un anarchiste à la Puerta del Sol de Madrid.
Sa disparition aura d’importantes répercussions dans la vie politique du pays, car il laisse le Parti libéral, l’une des pièces fondamentales du système de la Restauration, sans leadership ; ce dernier, divisé en de multiples factions, s’avèrera incapable de rebâtir une unité, contribuant à la crise prochaine du régime politique.

### 1913-1915: retour des conservateurs au pouvoir
Après l’assassinat de Canalejas, le libéral Manuel García Prieto devient chef du gouvernement par intérim. Quelques jours plus tard, le roi nomme un autre libéral, Romanones — alors président du Congrès — au poste. Cette décision divise le Parti libéral, surtout après la mort du vieux dirigeant Segismundo Moret : Romanones interprète en effet sa nomination comme une reconnaissance de son leadership sur le parti, ce que conteste Manuel García Prieto, qui fonde l’aile libérale-démocratique de la formation en réaction. Le vote des partisans de García Prieto allié à celui des conservateurs entrainera la chute du gouvernement Romanones en octobre 1913 à la suite d’une motion de confiance au Sénat.

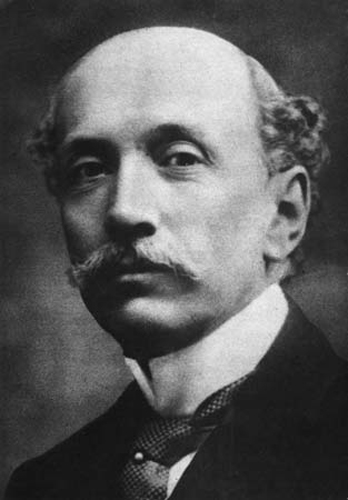
Eduardo Dato, leader d’une faction des conservateurs.

Le roi nomme alors le conservateur Eduardo Dato président du gouvernement, mais son parti se trouve également divisé, son leader Antonio Maura ayant rompu l’accord du turno,. le 1er janvier 1913, Maura annonce sa démission comme chef du Parti conservateur et considère indispensable la formation d’un autre parti authentique pour alterner au pouvoir avec les libéraux,.
Les critiques de Maura se radicalisent à l’ouverture du Parlement en mai 1913,. Une partie des conservateurs rassemblés autour d’Eduardo Dato questionne la posture de Maura, ce qui finit par causer une fracture du parti entre mauristes et idóneos « authentiques » (défendant le maintien du turno),. Dato parvient à se maintenir au pouvoir pendant deux ans, mais au prix d’un Parlement fermé pendant près de 17 mois,.
À partir de 1913, le système parlementaire entre dans une phase de crise reflétant celle produite au sein des partis dynastiques mêmes, les possibilités d’alternance se trouvant de plus en plus difficiles,. Cette encourage l’interventionnisme du roi, dont le rôle s’accroit, particulièrement aux yeux de l’Armée, qui le voit comme un intermédiaire privilégié de leurs revendications avec l’assentiment de Dato,.
Le 14 février 1913, sur initiative du président du gouvernement Romanones le roi reçoit trois vétérans intellectuels républicains, fait extraordinaire qui aura une grande répercussion et constitue un geste d’ouverture sans précédent vers ceux qui étaient alors restés exclus du jeu politique du régime, deux semaines seulement après l’opposition au système du turno manifestée par Maura,.

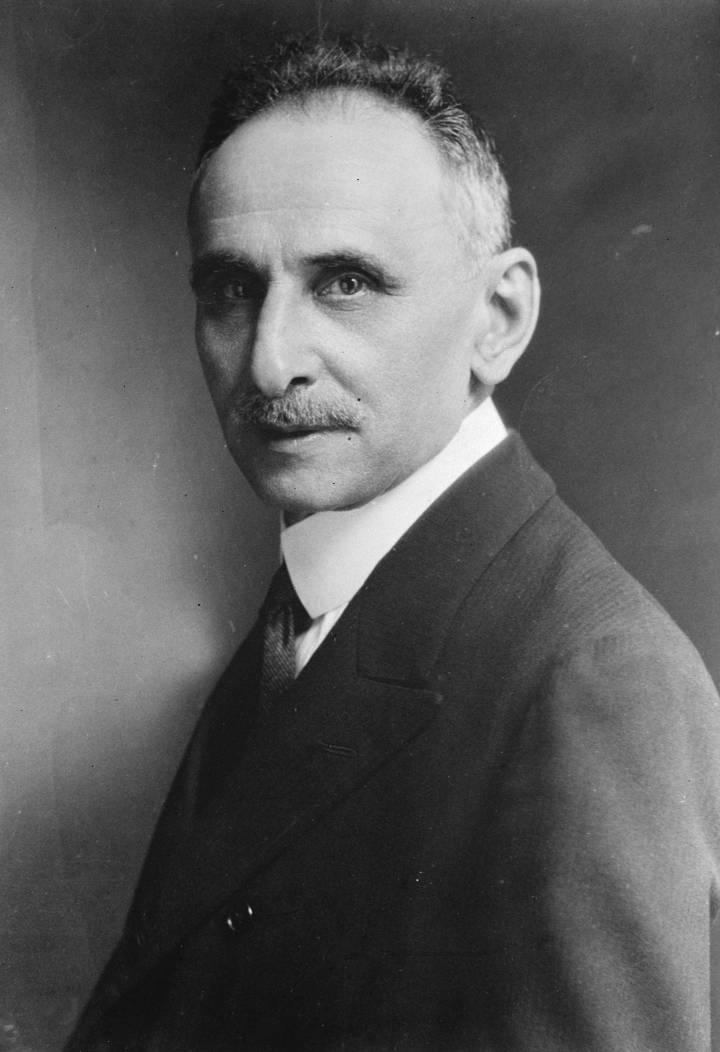
Melquíades Álvarez, leader du Parti réformiste.

Lancé en avril 1912, le Parti réformiste postule en tant que parti de gauche du système, après le rejet du turno par Maura,,. ,,. Il rencontre l’opposition du Parti socialiste.

## 1914-1923: Crise de la Restauration

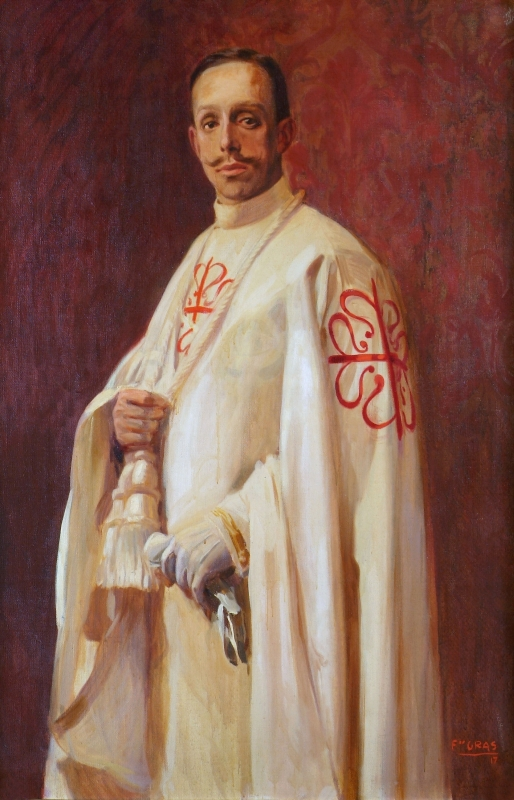
Portrait d’Alphonse XIII portant l’habit de l’Ordre de Calatrava (1917).

Autour de 1914, le régime de la Restauration entre dans une grave crise à cause de la fragmentation interne des partis et débouche sur une grande instabilité politique.
Bien que l’Espagne reste neutre au cours de la Première guerre mondiale, le conflit ne reste pas sans conséquence, sur le plan économique notamment. À partir de 1917, la crise explose, marquée par les conflits sociaux, le retour de l’Armée dans le jeu politique et l’importance croissante du catalanisme. Le système perdure dès lors « non par sa force propre, mais en exploitant les conflits entre les postulants à sa régénération », dont l’échec permet la longue décadence du système.
Une évolution fondamentale s’est produite au sein des forces armées. Si au cours des décennies précédant la Restauration les militaires sont intervenus activement dans la vie politique et les grands changements politiques, ils l'ont fait en tant que partie prenante du débat dans le pays, toujours en faveur de tel ou tel parti ou groupe politique. Au début du régime, la majorité des chefs militaires étaient des libéraux démocrates. Au cours de la Restauration néanmoins, les classes ouvrières développent un fort sentiment antimilitariste, alimenté par la militarisation de l’ordre public. L’Armée se trouve dans un premier temps exclue du débat public et donne l’image d’une institution anachronique. Sa mentalité devient corporatiste — bien qu’elle se considère simultanément comme garante de la nation, en opposition avec la classe et le système politique corrompus — et conservatrice.
La dégradation du climat intérieur s’accentue jusqu’en 1923, où un coup d'État débouche sur la dictature de Primo de Rivera et la suspension du régime constitutionnel qui ne sera jamais pleinement rétabli.

### L’Espagne pendant la Première guerre mondiale
Les conséquences de la Première guerre mondiale sont fondamentales pour comprendre la crise définitive du système parlementaire de la Restauration, déjà très affaibli et impopulaire au début du conflit, : « Le manque d’aliments, la dislocation économique, la misère sociale, la précarité et l’inflation stimulèrent le réveil politique et le militantisme idéologique des masses. Dans ces conditions, la modalité clientélaire et caciquiste de la politique espagnole se décomposa. Après la guerre il ne fut plus possible de restaurer le vieil ordre ».
Lorsqu’éclate la Grande Guerre en aout 1914, le gouvernement conservateur d’Eduardo Dato choisit de maintenir l’Espagne neutre,,,,,,. La guerre entraine toutefois la division de la classe politique entre, d’une part, les conservateurs appuyés par les officiers militaires favorables à l’autoritarisme incarné par l’Allemagne et d’autre part la gauche et les intellectuels qui s’affirment en défenseurs la civilisation contre la barbarie, et incarnent la décadence selon les premiers.
La neutralité permet une certaine prospérité économique et l’accélération du processus de modernisation économique et sociale timidement entrepris au début du siècle. Cependant, l’inflation explose avec le conflit, les salaires ne suivent pas et certains produits de première nécessité viennent à manquer, entrainant des émeutes dans les villes et une augmentation de la conflictualité laborale, et des réclamations des hausses de salaires. Une fois la guerre terminée toutefois, la situation économique se dégrade rapidement avec un taux de chômage qui explose.

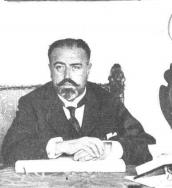
Santiago Alba, ministre du Budget du gouvernement du comte de Romanones, échoue dans sa tentative de créer un impôt extraordinaire sur les bénéfices liés à la guerre.

En décembre 1915 le libéral Romanones succède au conservateur Dato à la tête du gouvernement. Il obtient une large majorité aux élections parlementaires d’avril suivant grâce à un accord avec Dato dans la répartition des sièges, parvenant à satisfaire l’ensemble des factions toujours plus nombreuses existant au sein des deux partis dynastiques. Le gouvernement de Romanones doit faire face à des conflits sociaux de plus en plus exacerbés, avec des grève massives qui dégénèrent parfois en émeutes. L’UGT et la CNT concluent un accord pour mener des actions communes. Après une grève réussie le 18 décembre 1916, ils décident en mars suivant d’en préparer une autre, cette fois indéfinie et avec une claire visée révolutionnaire, prétendant transformer en profondeur les structures politique et économique du pays.
En avril 1917, un mois après la révolution de Février qui provoque la chute du tsarisme en Russie, le gouvernement libéral de Romanones tombe car il perd l’appui du roi et d’une partie de son parti, plutôt favorables la Triple Alliance, à la suite de son rapprochement des forces alliées,. Manuel García Prieto, un autre libéral, considéré plus proche des empires centraux, lui succède à la tête de l’exécutif, mais son gouvernement ne dure que trois mois à cause d’une grave crise provoquée par le lobby militaire,.

### Crise de 1917
En 1917, à la faveur de la crise sociale et économique, le problème militaire — demeuré latent jusqu’alors — revient au premier plan de la vie politique. Depuis les débuts de la Restauration, l’Armée des lanceurs de pronunciamientos politiquement engagés pour la nation derrière leurs généraux s’est peu à peu transformée en une Institution immobiliste, « sédentaire et bureaucratique » dans laquelle les officiers sur-représentés sont avant tout préoccupés de leurs intérêts propres et représentent un surcoût pour l’État qui s’avère incapable de mener des réformes d’envergure en la matière.
En 1917, le régime constitutionnel de la Restauration connait la pire crise depuis ses origines, qui trouve son déclencheur dans le mouvement des Juntes de défense formées en 1916. Il s’agit d’organisations corporatives de militaires en poste dans la Péninsule réclamant des augmentations de salaire — l’inflation affectant également les officiers — et protestant contre les rapides promotions obtenues pour mérites de guerre de ceux participant à la guerre en Afrique du Nord.

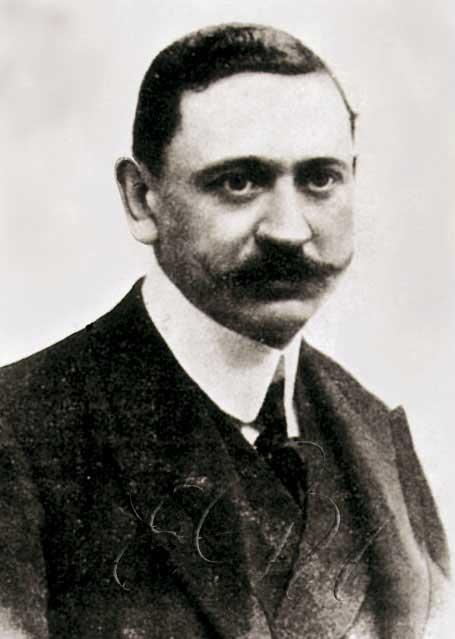
Manuel García Prieto, président du gouvernement qui s’oppose à la légalisation des Juntes de défense mais se voit contraint à démissionner par manque d’appui du roi Alphonse XIII.

En avril 1917, le général Aguilera Egea, ministre de la Guerre du nouveau gouvernement García Prieto, ordonne leur dissolution. La tension s’accroit tout au long du mois de mai, jusqu’à la remise, le 1er juin suivant, d’un document de la Junte de défense de Barcelone qui menace d’entrer en désobéissance si leurs revendications sont refusées.
Le roi se prononce en faveur des Juntes, discréditant ainsi son ministre, et oblige le gouvernement à démissionner, le conservateur Dato succédant au libéral García Prieto,. Dato suspend les garanties constitutionnelles, censure la presse, accepte les conditions de Juntes de défense et ferme le Parlement quelques jours plus tard,,.
Cet épisode illustre une évolution du régime, le rôle des partis dans l’initiative politique s’atténuant au profit du pouvoir royal et des garnisons militaires. Il marque un point de non-retour : jusqu’au coup d'État de Primo de Rivera en 1923, on dénombre 14 crises de gouvernement, les élections générales sont convoquées à 4 reprises, trois présidents du Conseil des ministres chutent sous la pression directe des militaires, et les espoirs d’une régénération du système de l’intérieur s'évanouissent. Pour contrer les troubles sociaux, le roi recourt à la militarisation de l’ordre public, laissé aux mains d’une Armée devenue corporatiste.
Fin mai 1917, les républicains menés par Alejandro Lerroux organisent un grand meeting pro-alliés aux arènes de Madrid, où se joignent les réformistes et qui demande une réforme de la Constitution de 1876 pour qu'elle devienne pleinement démocratique. Peu après le PSOE s’associe à ces demandes, renouvelant ainsi l’alliance républicano-socialiste survenue après la crise de la Semaine tragique de 1909 ; on s’accorde sur la date du 14 juin pour la formation d’un gouvernement provisoire qui convoquerait des élections à l'assemblée constituante,.
Dans ce contexte de crise politique, le leader catalaniste Francesc Cambó prend l’initiative, en réunissant à la mairie de Barcelone tous les parlementaires catalans qui réaffirment la volonté de constituer la Catalogne en région autonome, et exigent la réouverture du Parlement avec une fonction constituante. En cas de refus du gouvernement, ils menacent d’appeler l’ensemble des députés et sénateurs espagnols pour célébrer une assemblée le 19 juillet à Barcelone. Le gouvernement, appuyé par la presse conservatrice, tente de discréditer le mouvement en le présentant comme « séparatiste » et « révolutionnaire ». L'assemblée se réunit mais est dissoute par ordre du gouverneur civil de Barcelone,.
Le 19 juillet, le jour même où se réunit l’Assemblée des parlementaires à Barcelone, les cheminots de Valence lancent un grève. Deux jours plus tard, le capitaine général de Valence déclare l’état d’exception et la Compagnie de chemins de fer du Nord de l’Espagne refuse de réintégrer les travailleurs renvoyés. La Fédération nationale des cheminots menace de convoquer une grève générale dans toute l'Espagne si l’entreprise ne fait pas marche arrière, et met finalement sa menace à exécution. À ce moment, l’UGT et le PSOE décident d’apporter leur soutien aux cheminots et de lier le mouvement social entamé avec la grève générale en gestation depuis le mois de mars, et publient le 12 août 1917 un manifeste dans lequel ils réclament la constitution d’un gouvernement provisoire qui prépare la célébration d’élections à assemblée constituante.

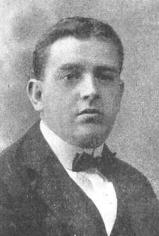
Andrés Saborit Colomer, membre du Comité de grève, arrêté et condamné à la prison à perpétuité, il est gracié après avoir été élu député pour le PSOE aux élections générales de 1918.

La grève est finalement un échec et ne rencontre pas le soutien espéré. Décevant les attentes des socialistes et de certains révolutionnaires, qui escomptent un appui des soldats comme dans les soviets de la Révolution de Février, les Juntes de défense se rangent du côté de l’ordre et l’Armée participe pleinement à la répression du mouvement, suivant les ordres reçus,,.
Le bilan final de la répression de la grève fait état de 71 morts, 200 blessés et plus de 2 000 détenus,. Lors des deux suivants, les détenus sont soumis à plusieurs conseils de guerre. Celui du comité de grève se tient le 28 septembre et les 4 socialistes sont condamnés à la prison à perpétuité qui seront élus députés l’année suivante pour le PSOE aux élections générales.
À la suite de l’échec des mouvements révolutionnaires de 1917, les catalanistes, les réformistes et même les radicaux font marche arrière et consentent dès lors à collaborer avec la couronne, l’union des républicains et socialistes comme celle des mouvements ouvriers disparaissent, et le régime bénéficie d’une accalmie qui va se prolonger pendant 6 ans environ.

### Sortie de crise

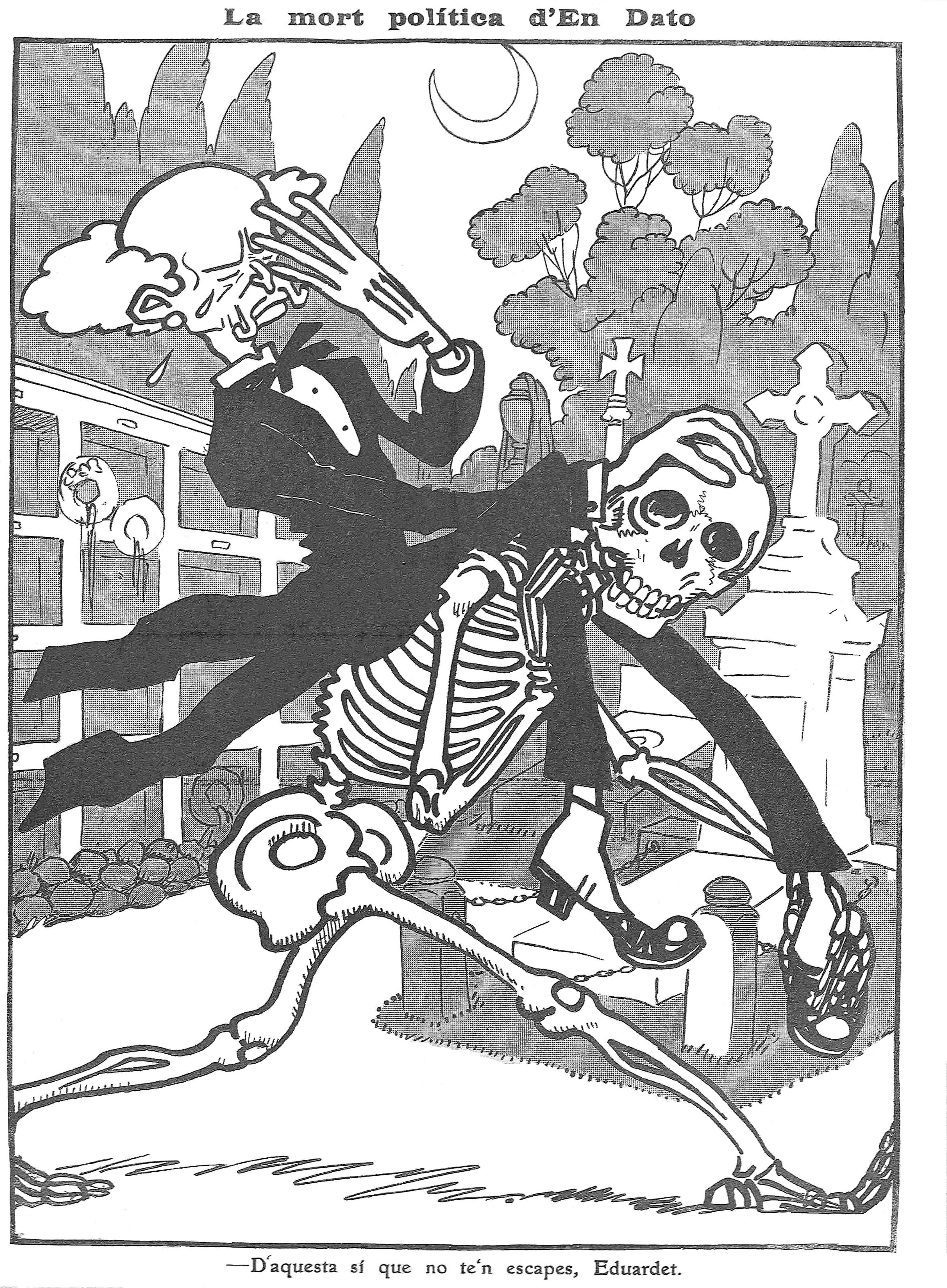
Caricature d’Eduardo Dato publiée dans La Campana de Gràcia de Barcelone après la crise de l’été 1917, intitulée La Mort politique de M Dato.

Après la grève d’août, les Juntes de défense font pression sur le gouvernement et obtiennent sa démission en octobre, confirmant le glissement prétorien de la politique espagnole.
Le 30 août, l’Assemblée de parlementaires réunie à l’Athénée de Madrid et présidée par Cambó fait pression pour que les institutions cessent de recourir au turno. Le même jour, Cambó s’entretient avec le roi et lui propose la formation d’un gouvernement ouvert afin de garantir la tenue d’élections exemptes de fraude. Après avoir reçu l’accord du roi, il rejoint les parlementaires et tous conviennent de désigner deux ministres du futur exécutif. Le 1er novembre 1917, pour la première fois dans l’histoire de la Restauration, est formé un gouvernement de concentration rassemblant des membres issus du Parti conservateur, du Parti libéral et de la Lliga, préside par García Prieto. Certaines factions des partis dynastiques sont néanmoins exclues,. Le gouvernement convoque des élections générales pour février 1918, présentées comme exemptes de corruption mais qui confirment en réalité la corruption du régime, qui persiste à manipuler les élections au bénéfice des partis dynastiques,.
Le Congrès des députés résultant de ces élections rassemble 95 conservateurs, 70 libéraux partisans de García Prieto, 54 libéraux issus d’autres factions, 20 de la Lliga, 7 du PNV et 6 socialistes,. Aucun groupe ne disposant d’une claire majorité, cette assemblée se révèle ingouvernable. Cambó considère ces résultats comme « désastre » et une démonstration qu’il n’est pas possible d’établir une monarchie parlementaire véritablement démocratique avec les partis dynastiques.
Le gouvernement dit « de concentration » ne dure que quelques mois. De la Cierva mène sa propre politique, en soutien des revendications des Juntes de défense, provoquant la désaffection des autres factions libérales envers García Prieto. Lorsque ce dernier présente sa démission, les juntes l'obligent à rester au pouvoir. C’est finalement la grève des fonctionnaires, qui forment leurs propres groupes de pression en imitation des juntes militaires, qui met un terme au gouvernement. Le roi charge alors le comte de Romanones de réunir les chefs des différentes factions libérales et conservatrices pour trouver une issue.
Cette réunion se tient dans la soirée du 20 mars 1918 au palais d’Orient en présence du roi et de Cambó. Alphonse XIII menace d’abdiquer si sa demande de former un nouveau gouvernement de concentration présidé par le conservateur Antonio Maura est refusée,.

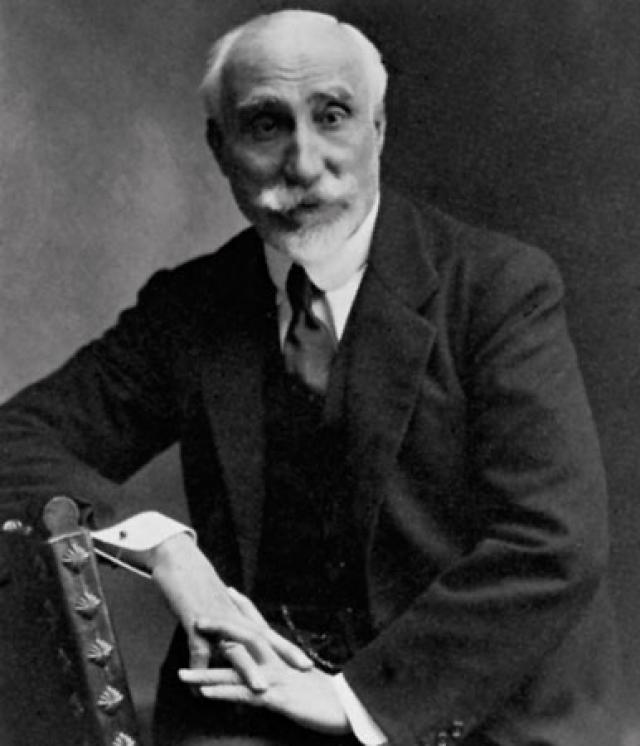
Antonio Maura, président du « gouvernement national » de 1918.

C’est ainsi qu’est formé le dénommé « gouvernement national » qui rassemble tous les chefs des factions dynastiques, ainsi que le leader catalaniste Cambó. L’une des premières mesures prise par le nouveau gouvernement est de concéder une amnistie aux leaders socialistes emprisonnés, qui peuvent ainsi occuper leurs sièges au Parlement,. Une réforme du statut des fonctionnaires est également approuvée pour soustraire certains postes l’arbitraire du pouvoir politique. Cependant, le gouvernement échoue à l’heure d’approuver le budget de l’État à cause de luttes intestines et Maura présente sa démission au roi en novembre 1918,.
Après l’échec des deux tentatives de gouvernements de concentration, on en revient au turno, qui se rapproche désormais davantage d’une alternance entre factions des deux partis fragmentés ; au cours des deux ans et demi suivants, sept gouvernements différents vont se succéder et aucune stabilité n’est atteinte, révélant l’incapacité du système à se transformer,.
À partir de 1918, les élections se rapprochent quelque peu de la situation politique réelle et s’avèrent moins facilement contrôlables par le pouvoir mais demeurent loin d’une situation démocratique normale. Depuis 1914, les budgets de l’État sont tous prorogés, aucune majorité n’ayant pu les approuver. Plus aucun grand parti de gouvernement ne semble exister et une crise politique majeure semble inéluctable, faisant craindre une intervention de l'Armée, face à une situation qui semble intenable.

#### La question régionale
Le 10 novembre 1918, un gouvernement libéral présidé par García Prieto succède au gouvernement national de Maura. Il doit faire face à une crise des denrées de subsistance due à la montée des prix, alors que la tension augmente dans la rue. Néanmoins, c’est finalement la pression de la Lliga, qui réclame un statut d’autonomie pour la Catalogne, qui provoque la chute du gouvernement, un mois seulement après sa constitution. Le roi charge alors Romanones de former un nouveau gouvernement, avec comme tâche primordiale celle de conduire de façon plus apaisée le processus d’autonomisation régionale,.
Après l’échec de sa participation au gouvernement d’union de Maura, la Lliga Regionalista menée par Cambó lance une campagne pour défendre une « autonomie intégrale » pour la Catalogne, qui bouleverse la scène politique espagnole. Cambó considère que « l’heure de la Catalogne est arrivée ». Le 28 novembre, le président de la Mancommunauté de Catalogne Josep Puig i Cadafalch et les parlementaires catalans font parvenir au président du gouvernement García Prieto un projet de bases pour un statut d’autonomie catalan comptant avec le soutien de 98 % de la population de la région représentée par ses conseils municipaux. Le gouvernement est divisé face à ce projet ce qui provoque sa démission à peine un mois après avoir sa formation. Le roi nomme alors Romanones chef du gouvernement afin de parvenir à un compromis. L’éventualité de la concession d’un statut d’autonomie à la Catalogne provoque la réaction des secteurs nationalistes espagnols qui déploient une campagne anticatalaniste,.

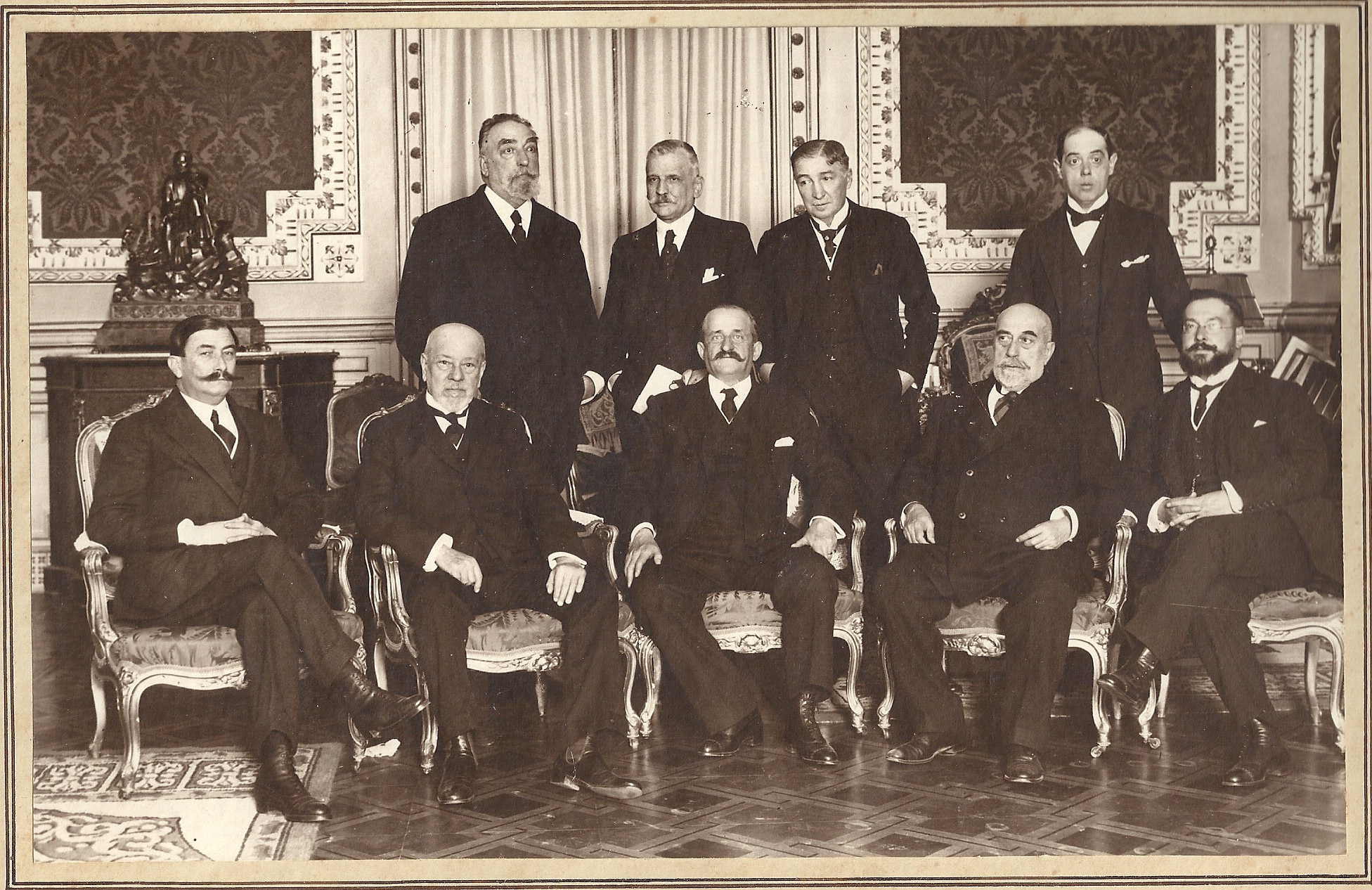
Le comte de Romanones, entouré de son gouvernement.

Le 2 décembre 1918, lendemain de la formation du gouvernement Romanones, les députations provinciales de Castille, réunies à Burgos, répondent aux prétentions catalanes avec un « Message de Castille » adressé au Parlement espagnol dans lequel ils défendent l’unité nationale espagnole et s’opposent à toute concession d’une autonomie politique à une région, qui à leur sens entamerait la souveraineté espagnole, ainsi qu’à la coofficialité du catalan,. Ce n’est qu’au Pays basque et en Galice — et dans une bien moindre mesure au Pays valencien, à Majorque et en Andalousie — qu’on remarque des manifestations de soutien aux nationalistes catalans.
Le 6 décembre, les présidents de députations provinciales font parvenir au président du gouvernement et au roi un manifeste opposé à l’autonomie de la Catalogne. Ce dernier, qui avait encouragé Cambó à présenter un projet de statut d’autonomie quelques jours auparavant, se montre alors solidaire des « gestes patriotiques des provinces castillanes ». Le 9 décembre, veille du jour prévu pour le débat autour du projet de statut d’autonomie au Congrès, environ cent mille personnes descendent dans les rues de Madrid en défense de l’« unité de l’Espagne » et contre le projet d’autonomie catalane. Lors du débat parlementaire qui se tient au cours des deux jours suivants, les libéraux et les conservateurs s’y opposent également. Cambó décide alors de prendre congé du roi, l’informe du retrait de la grande majorité des parlementaires catalans de leurs assemblées respectives en signe de protestation contre le rejet du statut d’autonomie, un geste qui fut très mal reçu par les partis dynastiques. Revenu à Barcelone, Cambó lance lors d’un meeting un message clair signifiant que l’autonomie doit dès lors être la priorité des Catalans, et que le régime politique en vigueur en Espagne n’a plus qu’un caractère incidentiel. Il déclare son refus de participer à tout gouvernement sans obtenir au préalable les pleines garanties concernant la mise en place de l’autonomie,.
Romanones convoque une commission extraparlementaire, dirigée par Maura, pour rédiger un projet de statut très réduit, inacceptable pour les députés catalans, revenus au Congrès des députés fin janvier 1919. Cambó demande alors la célébration d’un plébiscite en Catalogne sur la mise en place d’un statut d’autonomie, mais les députés des partis dynastiques font durer les débats et la proposition n’est jamais discutée. Le gouvernement et le roi retirent leur appui à toute velléité autonomiste à cause de pressions exercées par les militaires de la garnison de Barcelone et de violents affrontements survenus entre les membres d’une formation espagnoliste et les indépendantistes de l’ancien lieutenant-colonel Francesc Macià. Les graves troubles sociaux faisant suite de la Grève de la Canadiense commencée en février 1919 à Barcelone enterre définitivemet le projet et la question de l’autonomie passe au second plan des préoccupations des classes dirigeantes catalanes. Profitant de la crise, le gouvernement ferme le Parlement le 27 février. L’échec de la Lliga favorise l’apparition de plusieurs autres groupes catalanistes plus radicaux comme la Federació Democràtica Nacionalista de Macià, qui deviendra Estat Català.
Au Pays basque et en Navarre, la campagne pour l’autonomie catalane de 1918-1919 remporte un large soutien auprès du nationalisme basque, dont les aspirations rejoignent les siennes et qui devient un allié de choix. Le nationalisme basque vit alors son plus grand essor depuis le début de la Restauration et devient populaire dans toutes les classes de la population. En 1918, il triomphe dans les élections où il devient hégémonique en Biscaye et remplace les partis dynastiques jusqu’alors dominants en faisant lui aussi de l’autonomie sa principale revendication. Fort de ce succès, les trois députations provinciales basques demandent la récupération des fors traditionnels, ou une large autonomie basée sur ces derniers, demande qui est refusée lors de sa présentation au Parlement le 8 novembre,.
À partir de 1920, la Communion nationaliste basque — CNV, nom sous lequel concourt le PNV — connait un recul sur le plan électoral après l’union deux partis dynastiques dans un front antinationaliste en janvier 1919, qui remporte les élections générales de 1920 et celles de 1923. La représentation parlementaire de la CNV se trouve réduite à un seul député, redevable à son alliance avec les carlistes. De plus, les nationalistes perdent la majorité à la députation provinciale de Biscaye en 1919 et la mairie de Bilbao en 1920. Cet échec provoque une scission d’un groupe important de militants radicaux menés par Elías Gallastegui. Ces derniers se montrent opposés à la voie de l’autonomie, défendent l’indépendance et un retour à la doctrine pure de Sabino Arana et fondent dans ce but un nouveau PNV,,.

#### Conflits sociaux et impact de la révolution d’Octobre

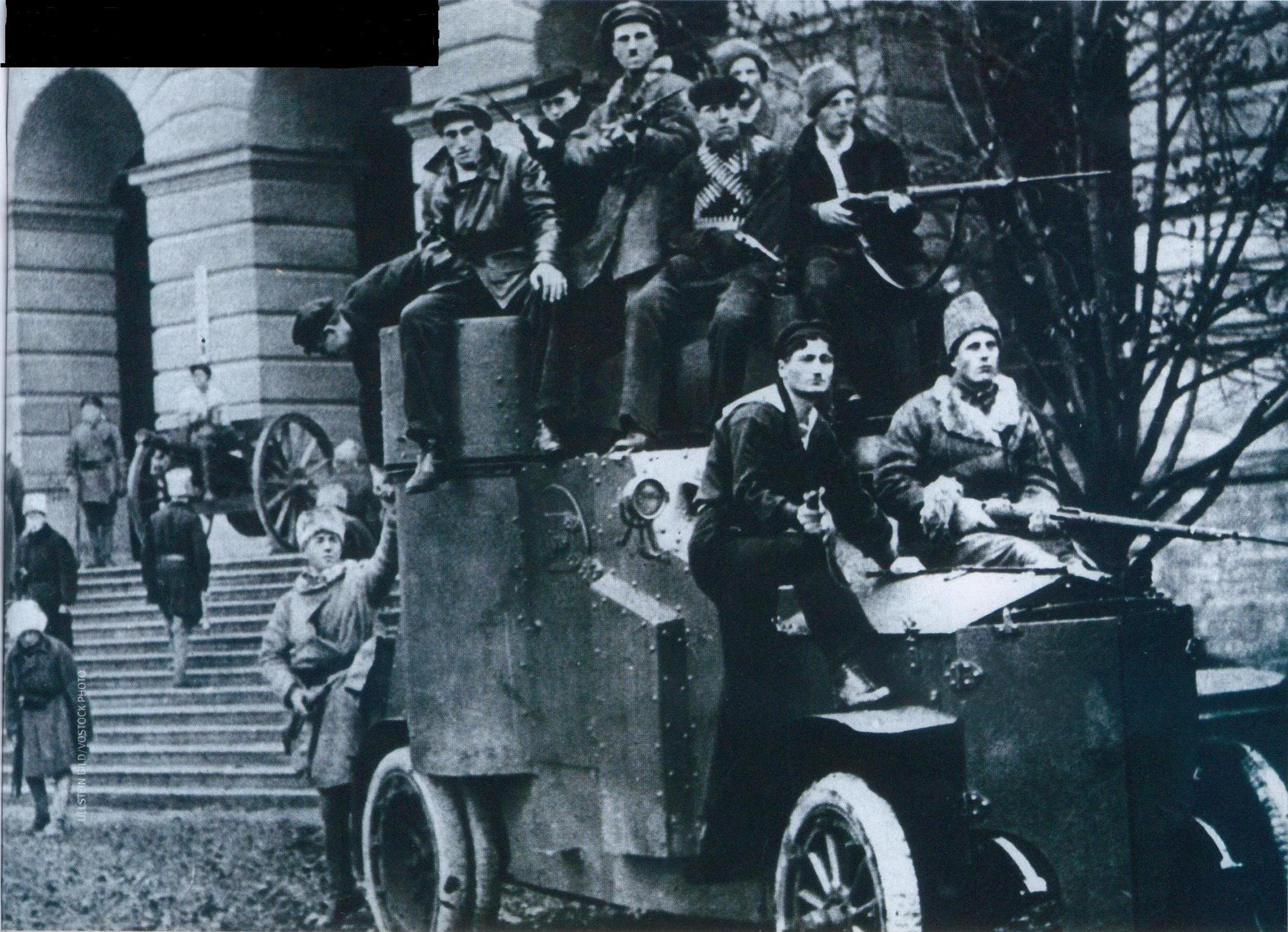
Gardes rouges devant l’Institut Smolny de Pétrograd, centre de la révolution d’Octobre de 1917 en Russie, qui a d’énormes répercussions sur le mouvement ouvrier dans le monde.

À la « question régionale » s’ajoute l’explosion d’une grave crise sociale en Catalogne et dans les campagnes andalouses : « Une authentique "guerre sociale", avec des attentats anarchistes et des tueurs à gages à la solde des patrons, fut déclarée en Catalogne et trois ans de mobilisations des travailleurs agricoles à qui étaient parvenus les échos de la révolution russe en Russie ».
Les milieux conservateurs « ont craint — ou ont feint de craindre — que l’Espagne était menacée par une révolution sociale, et les échos des événements de Russie renforcent cette conviction au point que certains ont parlé d’une période bolchevique pour caractériser les années qui vont de 1917 à 1923 ».
En Espagne, le triomphe de la révolution d’Octobre en Russie a d’importantes répercussions sur le mouvement ouvrier. Paradoxalement, au début ce sont les anarchistes qui se montrent les plus enthousiastes face au mouvement bolchévique, tandis que les socialistes demeurent plus indifférents. La fondation de la Troisième Internationale en 1919 ouvre un débat sur leur possible intégration dans les rangs de la CNT, du PSOE et de l’UGT. La CNT adhère dans un premier temps puis l’abandonne à la suite de la visite en Russie soviétique faite par en 1920 d’une délégation menée par Ángel Pestaña, car ses principes sont opposés à ceux de l’anarchosyndicalisme. La même année, la visite de deux délégués socialistes Daniel Anguiano et Fernando de los Ríos aboutit à une scission au sein du PSOE, les partisans du bolchévisme fondant en 1921 le Parti communiste d'Espagne, petite formation sous les ordres directs de Moscou, qui n’aura qu’un impact politique très limité mais jouera un rôle significatif dans la guerre civile (1936 – 1939),.
Toutefois, bien que les deux grandes organisations ouvrières espagnoles n’intègrent pas l'Internationale communiste, la révolution d’Octobre joue pendant des années le rôle d’un « mythe mobilisateur » au sein du mouvement ouvrier, influençant considérablement ses dirigeants et fascinant les masses populaires que ceux-ci prétendent encadrer.
Au cours du premier conflit mondial, le mouvement ouvrier, tant anarchiste que socialiste, connait un essor considérable et les syndicats deviennent de véritables organisations de masses. En 1919, la CNT célèbre son deuxième congrès, au cours duquel elle revendique plus de 500 000 membres — contre seulement 26 000 lors de son premier congrès tenu en 1911 — ; on estime qu’à Barcelone environ un ouvrier sur deux est membre de l’organisation. En mai 1920, l’UGT déclare compter plus de 200 000 adhérents, parmi lesquels plus de 30 % des ouvriers madrilènes,.
En Andalousie, les grèves révoltes des ouvriers agricoles pour motifs économiques, durement réprimées par les patrons et les autorités, débouchent sur une situation très critique pour l’agriculture. Avec les affiliations massives aux syndicats CNT et UGT au cours de la guerre de 1914-1918, la forme des revendications évolue en une dénonciation d’un système de propriété terrienne anachronique et injuste, et l’exigence de changements profonds. Entre 1918 et 1918, les mobilisations s’intensifient à tel point que l’on parle parfois de « trienio bolchevique », les « trois années bolchéviques ». La situation dans la région est encore aggravée par la grève qui paralyse en 1920 le bassin minier de Riotinto-Nerva, dans la province de Huelva, l’une des plus importantes de l’après-guerre. L’agitation paysanne andalouse décroit en 1920, cédant à la répression, et disparait pratiquement en 1922.
En Catalogne, le conflit social démarre en février 1919 avec la grève de la Canadiense — nom sous lequel est alors connue l’entreprise Barcelona Traction, Light and Power, fournissant l’électricité à la ville de Barcelone — ; la ville se retrouve alors sans électricité, sans eau et sans tramway. Le gouvernement de Romanones choisit la voie des négociations et les accompagne de l’approbation de la journée de 8 heures et l’introduction d’un système de retraite obligatoire pour les ouvriers, financé par les cotisations des entreprises et géré par l’État,,. Néanmoins, le gouvernement cède aux pressions du patronat, qui exige une grande fermeté pour réprimer le mouvement et trouve des alliés précieux dans les figures du capitaine général de Catalogne Jaime Milans del Bosch et du roi Alphonse XIII. Les grévistes sont massivement emprisonnés et l'armée participe au retour de l’ordre dans les entreprises. La CNT décide de mettre en œuvre sa menace de déclarer une grève générale. En appui à l'autorité militaire, les patrons répondent par un lock-out, condamnant les ouvriers à l'indigence. Le gouvernement prétend destituer Milans del Bosch après qu’il a déclaré l’état de guerre, mais rencontre l'opposition du roi, en conséquence de quoi Romanones présente sa démission. Il est remplacé par le conservateur Antonio Maura, qui appuie la politique de Milans del Bosch : la CNT est dissoute et ses dirigeants incarcérés, et la milice du somatén participe au maintien de l'ordre public à Barcelone.
Les deux camps du conflit ouvrier en Catalogne en viennent à faire usage de la violence et il dégénère en une vague de pistolérisme, véritable « guerre sociale », « reflet de la méfiance des syndicats et du patronat envers les institutions de l’État ». À la violence patronale, justifiée en partie par le gouvernement de Maura, les ouvriers répondent par des attentats terroristes perpétrés par des groupes anarchistes et Barcelone devient la scène d'affrontements armés. Le patronat forme une bande bien organisée constituée de nombreux délinquants et syndicalistes corrompus, qui réalise les premiers assassinats de militants et dirigeants de la CNT. Dans les rangs anarchistes sont formés les dénommés groupes d’action, dont les membres oscillent « entre tueurs à gage et révolutionnaires anarchistes, responsables d’un nombre croissant d’attentats contre des entrepreneurs, des contremaitres, des policiers […] et des ouvriers dissidents » et dont Buenaventura Durruti, jeune agitateur clandestin, est une figure emblématique.

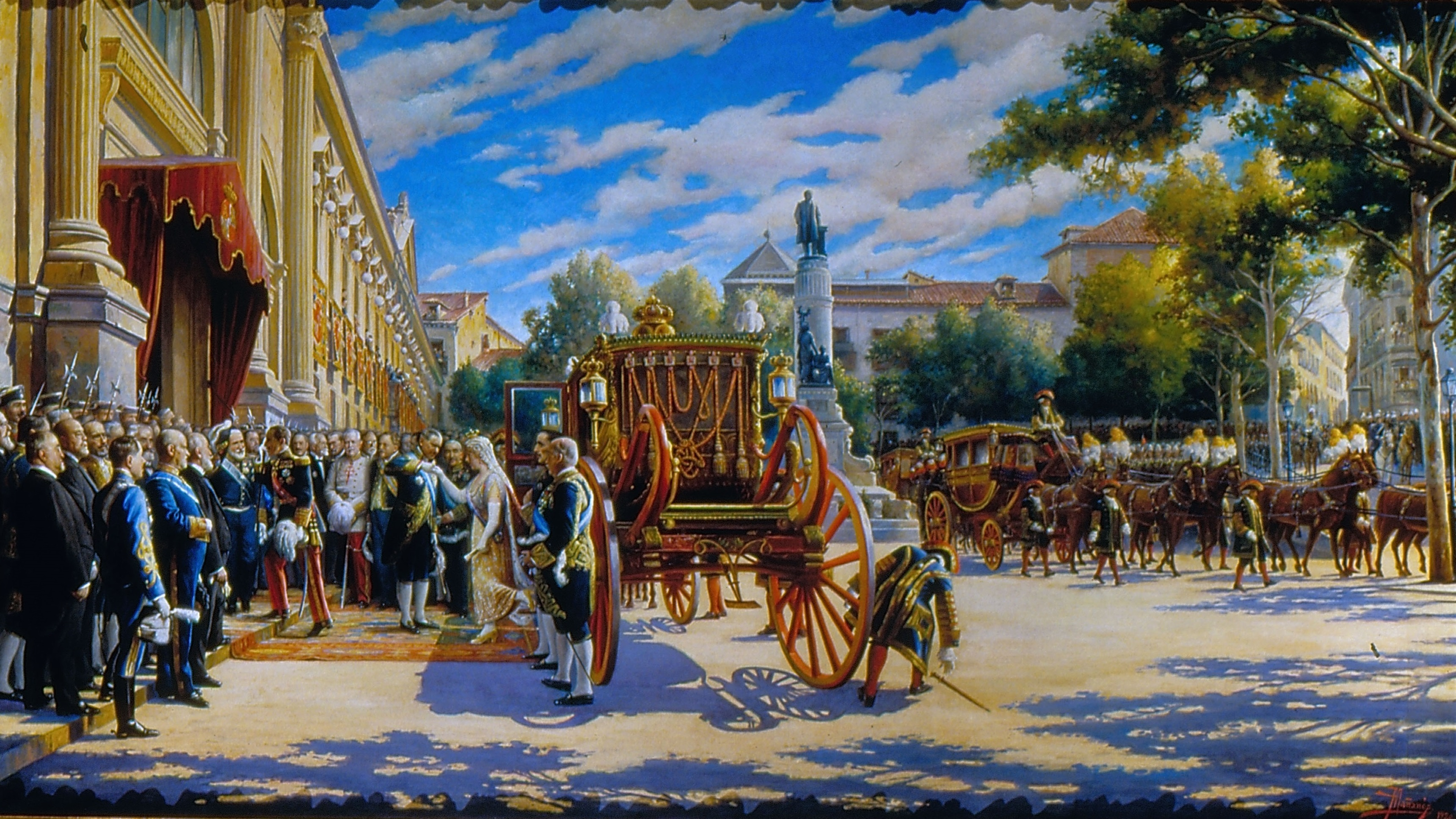
Réouverture du Parlement en 1919, où l’on voit le couple royal accueilli à l’entrée du palais du Sénat par le chef du gouvernement Antonio Maura (tableau d’Asterio Mañanós Martínez).

À la suite de sa nomination, Maura obtient du roi la dissolution du Congrès, mais les élections de juin 1919 ne donnent pas de majorité absolue à ses partisans,. Maura abandonne la présidence du et est remplacé par un autre conservateur, Joaquín Sánchez de Toca, qui tente de renouer les négociations pour résoudre la crise en Catalogne et parvient à mettre fin au lock-out, mais les tensions demeurent.
En décembre 1919, le gouvernement de Sánchez de Toca tombe, remplacé par un autre présidé par Manuel Allendesalazar Muñoz. Celui-ci abandonne la voie de la négociation et nomme des hommes durs à la tête du gouvernement civil de Barcelone et de la police, alors que la bande du patronat sème la terreur dans les milieux ouvriers. La question du terrorisme du patronat est portée au Parlement, ce qui mène le gouvernement à relever de ses fonctions Milans del Bosch, qui avait reçu l'appui inconditionnel des patrons catalans,. Le gouvernement Allendesalazar de chuter à son tour dès le mois de mai 1920, remplacé par un autre dirigé par un autre conservateur, Eduardo Dato. De nouvelles élections sont convoquées en décembre 1920, soit seulement un an et demi après les précédentes.
Dato tente d’abandonner dans un premier la politique répressive. Il organise de plus une visite du roi à Barcelone et étudie la possibilité d'étendre les compétences de la Mancommunauté de Catalogne. Néanmoins, ces mesures ne mettent pas un terme à la violence et la répression gouvernementale reprend,. Dato nomme alors le général Severiano Martínez Anido à la tête du gouvernement civil de Barcelone, mettant un terme à la tentative d’atteindre la paix sociale par la négociation. La répression sanglante des autorités affecte durement la CNT tout stimulant d’autre part l'activisme et la violence dans ses rangs.
En 1919, des militants carlistes fondent les Sindicatos Libres, qui connaissent une croissance rapide, deviennent concurrents de la CNT et constituent un autre obstacle à la mobilisation anarchiste, les patrons préférant embaucher leurs affiliés. La tension avec la CNT est exacerbée : les attentats, fusillades et actes violence de rue s’enchainent entre 1920 et 1922,,.

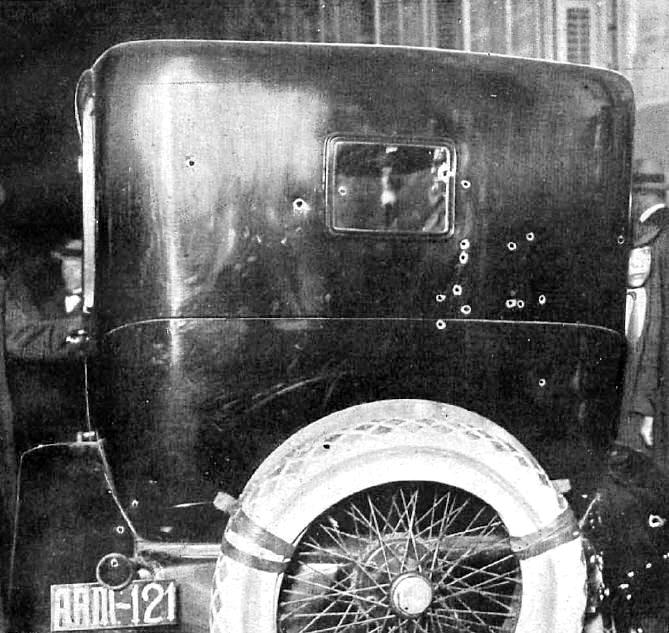
Partie arrière de la voiture dans laquelle se trouve le président du gouvernement Eduardo Dato lors de son assassinat le 8 mars 1921 (les impacts de balles sont bien visibles).

Le 8 mars 1921, le premier ministre Eduardo Dato est assassiné par balle par trois anarchistes. L’assassinat de Dato accroit la répression sur la CNT et les actions armées des membres des Sindicatos Libres,.
Selon l’historien Eduardo González Calleja, le nombre d’attentats s’élève à 87 en 1919, 292 en 1920, 311 en 1921, 61 en 1922 et 117 en 1923 ; le nombre de victimes mortelles est de 201 syndicalistes et anarchistes — en incluant leurs avocats —, 123 patrons, gérants et contremaitres, 83 agents des autorités et 116 membres des syndicats libres.

### 1921-1923: le «désastre d’Anoual» et ses conséquences
Après l’assassinat d’Eduardo Dato en mars 1921 un nouveau gouvernement conservateur est formé, présidé par Manuel Allendesalazar. Il doit faire face à une polémique provoquée par un discours prononcé par Alphonse XIII le 23 mai 1921 devant les grands propriétaires de la province et les autorités cordouannes, dans lequel il se montre très critique envers les parlementaires, se dit frustré « de ne pouvoir faire chose que signer des projets qui iront au Parlement » et demande aux provinces de le soutenir afin que ceux-ci défendent enfin des « projets profitables » pour l’Espagne. Le problème est évoqué au Congrès des députés 4 jours plus tard, mais le débat est interrompu par le président de la chambre lors d’une altercation survenue entre deux députés socialistes — Julián Besteiro et Indalecio Prieto — et De la Cierva. Dans une intervention publique ultérieure très applaudie, le conservateur Antonio Maura défend ardemment le roi, suivi par la presse conservatrice.
Quelques semaines plus tard toutefois, le gouvernement Allendesalazar doit affronter une situation plus grave à la suite de la crise provoquée par la débâcle espagnole dans la bataille d’Anoual.

#### Juillet 1921: le «désastre d’Anoual»

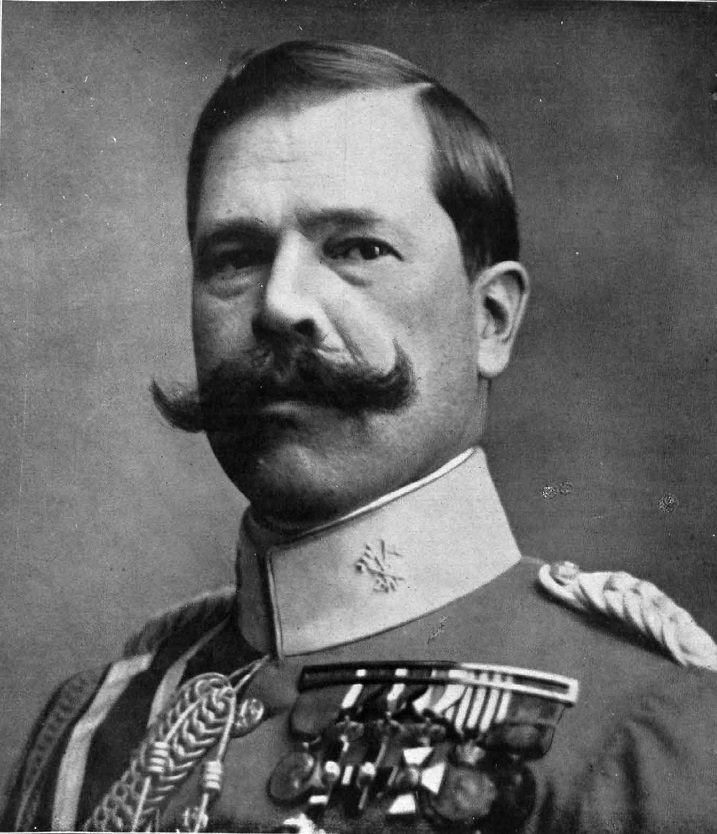
Manuel Fernández Silvestre, général des troupes espagnoles dans la bataille d’Anoual.

Après la parenthèse de la Grande Guerre, les gouvernements tentent de renforcer la domination espagnole sur le Protectorat du Maroc. Cette tâche est confiée au général Berenguer, nommé haut commissaire espagnol au Maroc en 1919. Le général Manuel Fernández Silvestre, nommé commandant général de Melilla en 1920 est chargé de la progression dans la zone orientale. Il lance l’avancée depuis Melilla vers l’ouest sans rencontrer de résistance, et atteint Anoual en janvier 1921. Berenguer et Fernández Silvestre décident d’interrompre l’avancée. Les troupes de Melilla se trouvent ainsi dispersées sur un territoire étendu, faisant face à des problèmes d’approvisionnement de vivres et d’équipements, et exposées à d’éventuelles attaques, Anoual étant le poste le plus avancé,.
Fernández Silvestre tente de reprendre la progression de ses troupes en mai 1921, mais doit faire face à la résistance des tribus rifaines dirigées par Abdelkrim el-Khattabi et il accumule des pertes de centaines d’hommes. Le général s’entretient avec Berenguer et demande des renforts, que ce dernier lui refuse. Le ministre de la Guerre Luis de Marichalar y Monreal, se rappelant la Semaine tragique de 1909, où les mobilisations de réservistes avaient entrainé de graves émeutes à Barcelone, n’accède pas non plus à sa demande. Malgré tout, le général ne renonce pas à son avancée et ordonne de reconquérir la zone d’Anoual le 19 juillet. Il arrive depuis Melilla deux jours plus tard à la tête d’une armée de 4 500 hommes mais doit ordonner un retrait de ses troupes d’Anoual face à l’offensive menée par les Rifains. Le haut commissaire promet d’envoyer des renforts, qui n’arrivent pas à temps.

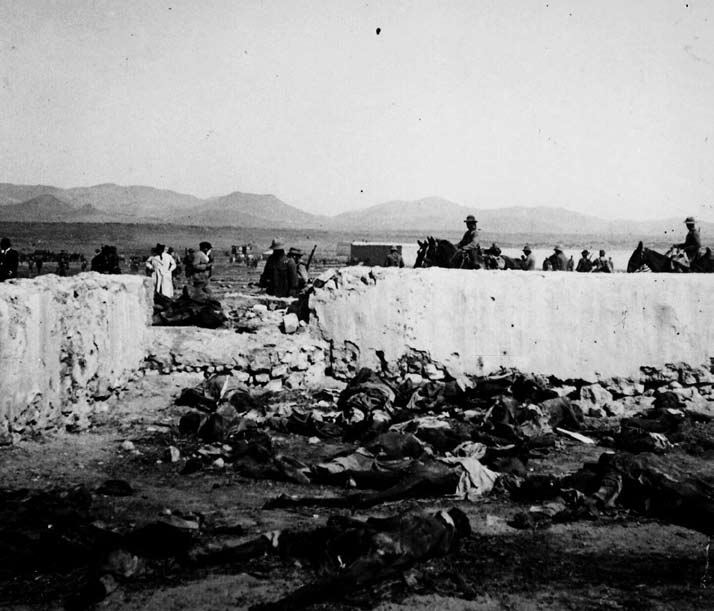
Cadavres jonchant le sol trouvés plusieurs mois après la bataille d’Anoual.

Les troupes espagnoles sont mises en déroute et tentent de se réfugier à Melilla. En quelques jours, tout le territoire laborieusement conquis depuis des années est perdu et près de 10 000 soldats perdent la vie,.
La défaite de la bataille d’Anoual — le « désastre d’Anoual » dans l’historiographie espagnole — provoque une commotion dans l’opinion publique. Au Parlement et dans la presse, on réclame d'en établir les responsabilités. Le roi Alphonse XIII lui-même est mis en cause,. Parmi ceux qui portent les accusations les plus dures contre le monarque, on compte notamment l'intellectuel Miguel de Unamuno et le député socialiste Indalecio Prieto.

#### Conséquences politiques
Pour faire face aux graves conséquences politique de la débâcle militaire d’Anoual, le roi fait appel au vieux leader conservateur Antonio Maura, qui forme un gouvernement — le cinquième et dernier qu’il dirigera — ; constitué le 3 août 1921, il s’agit d’un nouveau « gouvernement de concentration » — comme celui de 1918 —, qui regroupe encore conservateurs, libéraux et le catalaniste Cambó.
L’une de ses premières mesures est d’ouvrir une enquête sur les responsabilités militaires de la défaite d’Anoual, et de mettre en marche une opération militaire pour récupérer le territoire perdu au Maroc. Le gouvernement s’occupe également des Juntes de défense : en janvier 1922, le ministre de la Guerre Juan de la Cierva les transforme en simples « commissions informatives » intégrées à son ministère, malgré les réticences du ropi,. Le gouvernement Maura, acculé par la question des responsabilités du désastre, ne dure que 8 mois et est remplacé en mars 1922 par un gouvernement, encore conservateur, présidé par José Sánchez Guerra.

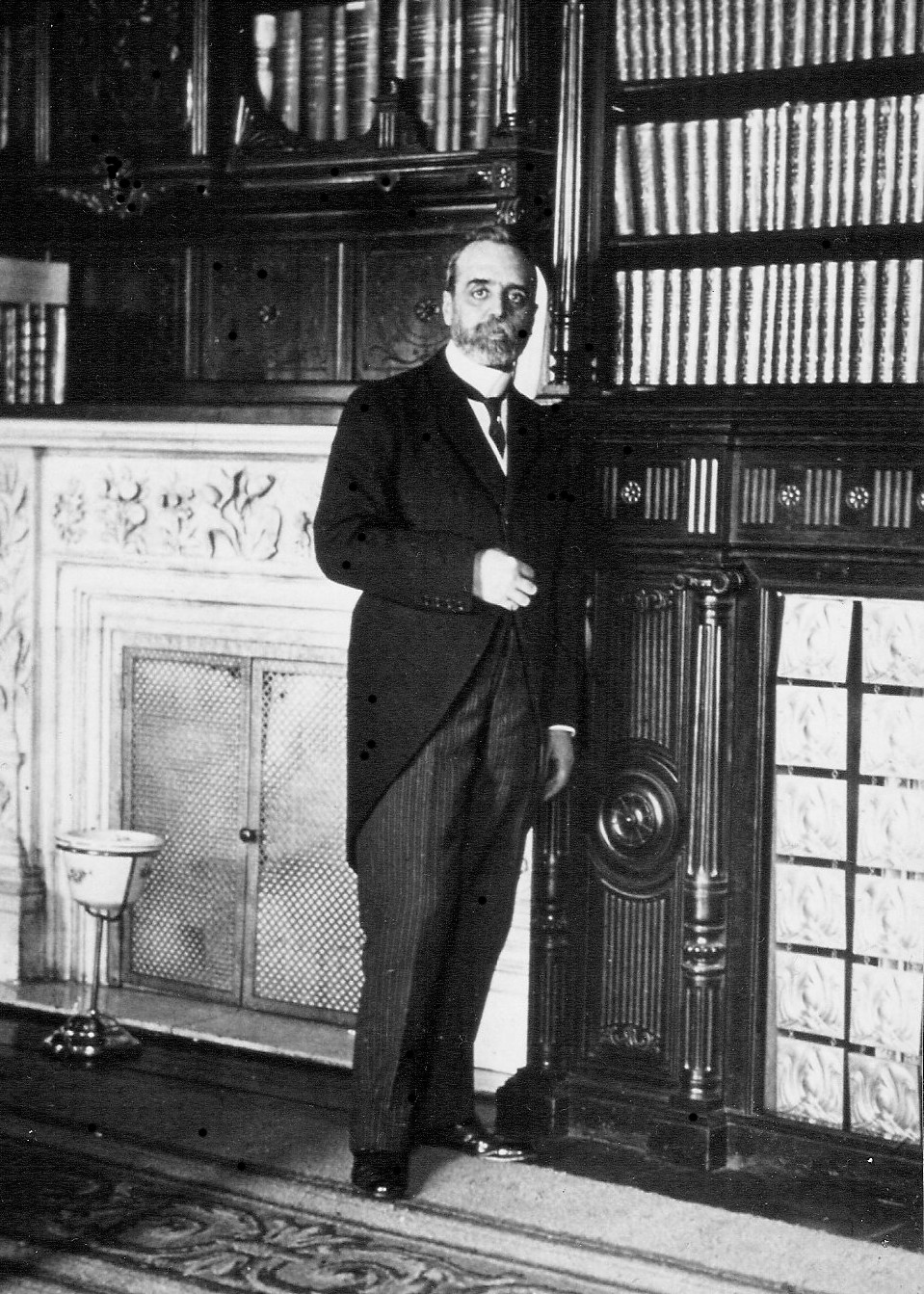
José Sánchez Guerra vers 1920.

Le gouvernement de Sánchez Guerra tente de faire face aux prétentions interventionnistes des militaires et de soumettre les Juntes de défense, devenues « commissions informatives », au pouvoir civil, en comptant pour cela sur la collaboration du roi. En juin 1922, dans une réunion avec les militaires de la garnison de Barcelone, Alphonse XIII se montre très critique envers les Juntes, il déplore leur tendance à l’indiscipline et leur immixtion en politique, et passe alors du statut d’allié à celui d’adversaire au sein de celles-ci ; en échange il reçoit des marques de soutien de la part des militaires dits « africanistes », c’est-à-dire affectés au Protectorat du Maroc.
Au Parlement, le gouvernement manifeste son soutien aux paroles du monarque. À la suite de la demande de dissolution des Juntes formulée par le député indépendant Augusto Barcia, le premier ministre répond qu’il avait toujours réprouvé les Juntes et assure que le gouvernement agirait si elles agissaient en marge de la loi. Les députés réformistes, républicains et socialistes critiquent l’intervention du roi, considérant qu’elle sort de ses prérogatives constitutionnelles, rappellent le soutien qu’il avait donné au Juntes par le passé et reprochent au gouvernement de se réfugier derrière le roi pour exprimer son avis sur la question. Finalement, le Parlement adopte en novembre 1922 une loi qui prononce la dissolution des Juntes et établit les normes strictes que les militaires doivent suivre pour obtenir des mérites de guerre, satisfaisant ainsi l'une des principales revendications de celles-ci. Il obtient de cette manière un rétablissement de l’unité entre officiers africanistes et junteros de l’Armée espagnole.
Un rapport, accablant, sur les circonstances de la défaite d’Anoual est présenté : il dénonce la fraude, la corruption, l’improvisation dans les opérations militaires et les mauvaises dotations qui avaient régné dans l’administration du protectorat. Sur la base de ce rapport, le Conseil suprême de Guerre et Marine ordonne des procédures à l’encontre de plusieurs dizaines d’officiers, dont le haut commissaire, le général Berenguer.
Le gouvernement accepte que le Congrès des députés aborde la question des responsabilités. Au cours du débat, des libéraux, des républicains et des socialistes exigent également des responsabilités politiques. L’intervention le socialiste Indalecio Prieto accuse l’ancien ministre de la Guerre Luis de Marichalar y Monreal et, surtout, le roi d’être les principaux responsable du désastre, causant un grand scandale dans l’hémicycle, propos pour lesquels il est traduit en justice. Dans une autre de ses interventions, Prieto reproche aux anciens gouvernements d’être incapables de maintenir le roi à l’intérieur de ses devoirs constitutionnels ».
Le débat sur les responsabilités met en évidence une division au sein même des conservateurs. À ce moment, le roi envisage de nommer Francesc Cambó, président du gouvernement à condition qu’il abandonne le catalanisme, offre que ce dernier rejette indigné le 30 novembre 1922.
Lorsque surgit une crise gouvernementale en décembre 1922, le roi offre la présidence du gouvernement à Manuel García Prieto ; ce dernier forme un nouveau « gouvernement de concentration libéral », qui sera le dernier gouvernement constitutionnel d’Alphonse XIII.
Le nouveau gouvernement annonce son intention d’avancer dans l'établissement des responsabilités du désastre d’Anoual ; en juillet 1923, le Sénat autorise une procédure contre le général Berenguer, qui jouit alors d’une immunité parlementaire en tant que membre de la chambre. Il tente également de réaffirmer la supériorité du pouvoir civil sur le militaire dans les deux questions qui restaient à régler, la Catalogne et le Maroc. Il envisage également un très ambitieux projet de réforme du régime politique qui suppose la mise en place d’une authentique Monarchie parlementaire, bien que les élections convoquées au débat de 1923 soient de nouveau entachées des habituelles manipulations pour assurer la majorité politique. Les partis non dynastiques obtiennent néanmoins quelques avancées.
Aucun de ces projets ne peut finalement être mené à terme car le 13 septembre 1923 le général Miguel Primo de Rivera, capitaine général de Catalogne, dirige un coup d’État qui met fin au régime libéral de la Restauration, instaure une dictature et ne rencontre pas l’opposition du roi.

## La dictature et la chute du régime
Pouvant compter sur l'appui de l'Armée et de la bourgeoisie, la dictature de Primo de Rivera est contestée par les syndicats ouvriers et les républicains, dont les protestations sont immédiatement étouffées par la censure et la répression. Primo de Rivera crée le Directoire militaire, composé de neuf généraux et d'un amiral, avec l'objectif annoncé de « mettre l'Espagne en ordre » (poner España en orden), selon ses dires, avec officiellement la perspective de la rendre ensuite aux mains des civils. La constitution est suspendue, les conseils municipaux dissous, les partis politiques interdits et on rétablit les somatén, sorte de milices urbaines.
La campagne militaire au Maroc est un succès pour l'Armée dans la Guerre du Rif, avec le Débarquement à Alhucemas et la reddition d'Abd el-Krim en 1926. Le syndicalisme de la CNT et le nouveau Parti communiste espagnol sont réprimés ; la dictature tolère le PSOE et l'UGT, réticents, pour maintenir le contact avec certains leaders ouvriers. La bourgeoisie catalane donne initialement son appui à la dictature. La législation sociale limite les possibilités de travail des femmes, entrreprend la construction de logements ouvriers et institue un nouveau modèle de formation professionnelle. Une politique d'investissements publics importants est mise en place dans les infrastructures de communications (routes et chemins de fer), mais aussi dans les domaines de l'irrigation et de l'énergie hydraulique.
Ces premiers succès confèrent une certaine popularité au nouveau pouvoir. L'Union patriotique (parti unique) est créée, dans le but de regrouper toutes les sensibilités politiques derrière le régime, ainsi que l'Organisation corporative nationale, syndicat vertical qui suit le modèle fasciste italien. Le Directoire militaire est remplacé par le Directoire civil en 1925.
Les premiers appuis s'éloigent toutefois rapidement. La bourgeoisie catalane voit ses désirs de décentralisation réduits à néant par une politique encore plus centraliste et qui favorise finalement les oligopoles. Les conditions de travail empirent et la répression subie par les ouvriers éloigne l'UGT et le PSOE du projet du dictateur. L'économie du pays se révèle incapable d'assumer la crise mondiale de 1929. Miguel Primo de Rivera démissionne et s'exile en janvier 1930.
La monarchie, complice de la dictature, est alors remise en question par toute l'opposition qui se rassemble en août 1930 dans l'accord de Saint-Sébastien. Les gouvernements de Dámaso Berenguer, dont le régime est qualifié de dictablanda (« dictamolle », jeu de mots sur l'espagnol dictadura [« dictature »], et dura [« dure »]) et de Juan Bautista Aznar-Cabañas ne feront rien d'autre que prolonger son agonie. Après les élections municipales de 1931, les grandes villes tombent dans le camp républicain, la Seconde République est proclamée et le roi quitte le pays, mettant ainsi fin à la restauration bourbonienne.

## Économie
La Restauration fut une période de stabilisation socio-économique, de consolidation de ce qui avait été obtenu au cours du règne d’Isabelle II et d’obtention de nouvelles avancées.
L’offre de sol agricole, fruit des désamortissements, augmenta les surfaces cultivées, la production agraire et la consommation. Jusqu’en 1882, les conditions économiques agraires furent très favorables pour la production céréalière dans les zones intérieures. La guerre de Crimée et les conflits qui lui succédèrent dans l’est de l’Europe favorisèrent les exportations, à tel point que l’on parle de la naissance d’une bourgeoisie farinière dans les deux Castilles, dont la devise était : « eau, soleil, et guerre à Sébastopol ».
Toutefois, à partir de cette date commencèrent les importations de céréales, favorisées par le chemin de fer, et un climat très favorable augmenta la production. En conséquence, les prix baissèrent et les campagnes intérieures entrèrent une nouvelle fois en crise, entamant un nouveau cycle d’exode paysan vers les grands centres urbains industriels.
Dans ces derniers, la vieille industrie textile avait peu à peu cédé le pas à la métallurgie et à la sidérurgie, à la faveur de la fin de l'arrivée de coton à cause de la guerre de sécession nord-américaine (1861-1865). Étant donné que le fer requérait du charbon comme source d’énergie, les espaces disposant des deux ressources (par exemple dès 1826 à Ojén, dans la province de Malaga) commencèrent le processus d’industrialisation lourde. Toutefois, l’épuisement des mines entraîna le déplacement de cette activité vers d’autres zones, comme les Asturies (en 1864) et le Pays basque  (en 1876), établissant dans le dernier cas un fructueux échange de fer contre du charbon avec Cardiff.
À la fin du XIXe siècle, 70 % de la production nationale de fer était localisée au Pays basque, et l’Espagne devint le principal fournisseur de fer au reste de l’Europe. La production connut un bond spectaculaire, passant de 43 000 tonnes de lingots de fer et 37 000 de fer forgé et d’acier en 1868 à 310 000 et 199 000 tonnes respectivement produites en 1900.
L’obtention de fer fut importante pour l’expansion ferroviaire. Les bénéfices du désamortissement de Madoz et une série de lois favorisant les financements, comme la Ley General de Ferrocarriles (« loi générale sur les chemins de fer ») de 1855, ce qui attira du capital étranger, français pour les voies du nord et anglais au sud, y contribuèrent. La première ligne ferroviaire péninsulaire fut celle de Barcelone-Mataró en 1848, qui fut suivie par celle de Madrid-Aranjuez en 1851. En 10 ans (1856-1866), on construisit 460 km annuels, atteignant 5 000 km. Lors d’une deuxième étape de 23 ans (1873-1896) on arriva à 12 000 km. Le XXe siècle commença avec 15 000 km de lignes, dont certaines étaient internationales : Madrid-Lisbonne  (1881) et Lisbonne-Madrid-Paris (1887).

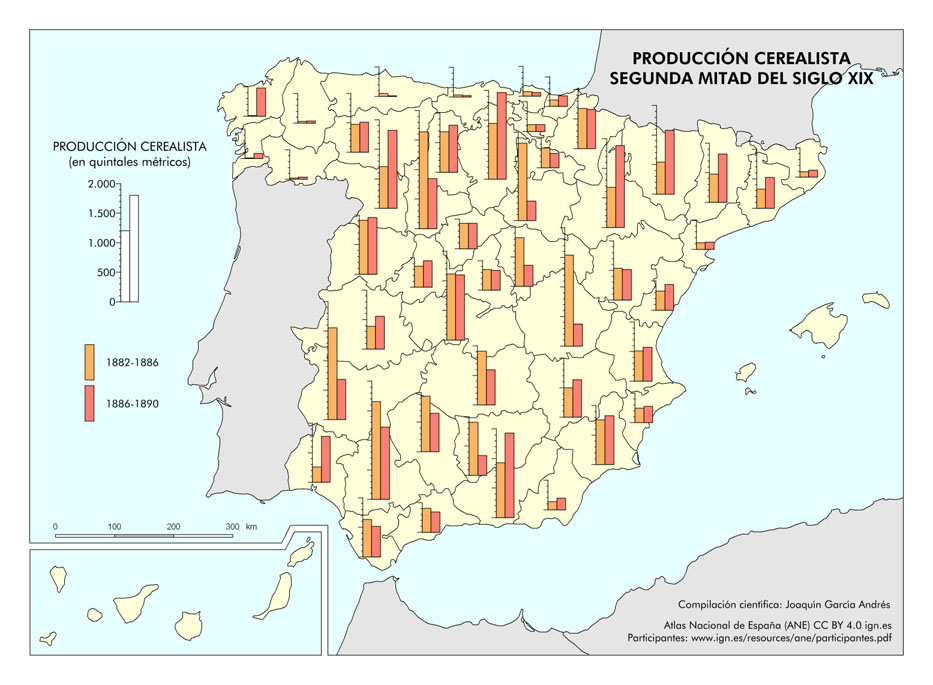
Carte de la production céréalière (1882-1890).
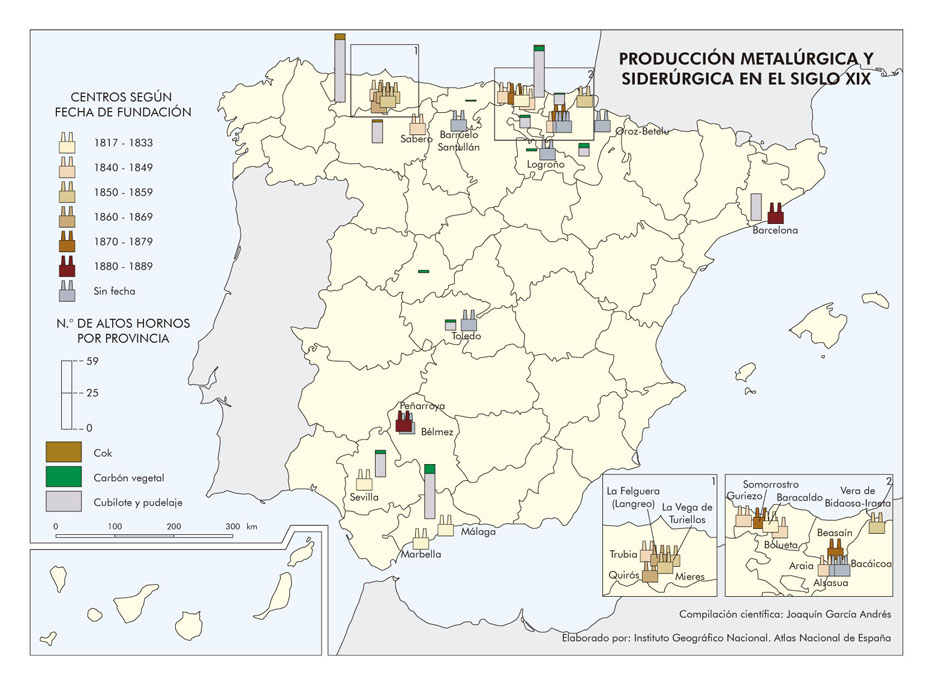
Carte de la production métallurgique et sidérurgique (1800-1899).
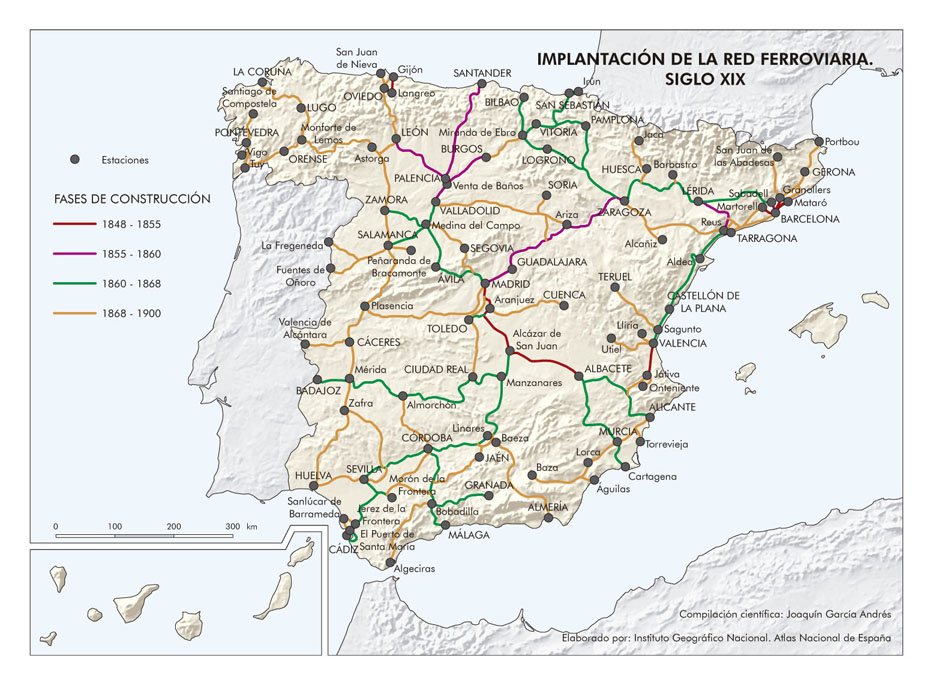
Carte de l’implantation du réseau ferroviaire (1848-1900).

## Héraldique

Version du blason d'Espagne avec les Colonnes d'Hercule.
Version du blason d'Espagne avec branches de laurier.
Version du blason d'Espagne avec la Toison d'or.
Version du blason d'Espagne avec la Toison d'or et le manteau.